# 巴黎聖母院
巴黎聖母院（法語：Notre-Dame de Paris，發音：[nɔtʁ(ə) dam də paʁi] ⓘ），正式名稱為巴黎聖母主教座堂（Cathédrale Notre-Dame de Paris），是位於法國巴黎第四区西堤島的天主教教堂，也是天主教巴黎总教区的主教座堂，約建造於1163年到1250年間，屬於哥特式建筑，是法蘭西島地區的哥特式教堂群中具有代表意義的一座，並以其開創性地使用的尖肋骨拱和飛扶壁，巨大而多彩的玫瑰窗，以及豐富雕塑而聞名聖母院是巴黎最有代表性的歷史古蹟、觀光名勝與宗教場所。更是法國最廣為人知的象徵之一，每年約有1200萬人參觀巴黎聖母院，使其成為巴黎最多人造訪的觀光景點。
聖母院於1163年在莫里斯·德·叙利主教的領導下開始建造，並在1260年完成主體，儘管在隨後的幾個世紀進行修復工程，但在1790年代法国大革命期間，巴黎圣母院遭受破壞；使得許多宗教形象受損毀壞。自從19世紀開始，包括拿破崙一世的加冕典禮和法蘭西共和國許多總統的葬禮都在聖母院舉行。在聖母院門口外的聖母院廣場中，有個原點（Point Zéro）紀念物，是法國丈量全國各地里程時所使用的起測點，具有屬於法國文化中心點的象徵意義。其法文原名中的原意為「我們的女士」，指的是耶穌的母親聖母瑪利亞，該敬稱也廣泛於西方國家的語言使用，维克多·雨果的小说《鐘樓怪人》即以此為名。
2019年4月15日，圣母院发生重大火灾，造成屋頂尖塔与主体木結構屋顶燒毀，鉛製瓦片融化，石造拱頂燒破三個大洞，然而正面双塔、建筑整体结构得以留存，包括耶稣荆棘冠在内的大部分文物被救出，圣母院宝物库基本完好。事發當時巴黎聖母院正在進行修繕工程，电线短路可能是引发火灾的原因。法國總統马克龙在火灾后宣布将启动修复工程，多名法国富翁宣布捐款协助修复。文物暫時移往羅浮宮修復及保存。
聖母院的重建工程於2021年開始，法國政府曾表示希望在2024年春季前完成重建工作，以趕上2024年夏季奧林匹克運動會的開幕式。2023年12月8日，法国总统马克龙宣布巴黎圣母院将于一年后重新开放。2024年12月7日晚間，巴黎圣母院举办盛大的重新開放儀式。

## 歷史事件
- 4世紀，建在現聖母院西側的圣斯德望主教座堂（英语：Cathedral of Saint Étienne, Paris）落成。[20]
- 1163年 莫里斯·德·叙利（英语：Maurice de Sully）主教開始建造新的大教堂。[20]
- 1200年 – 中殿完工，並在合唱團牆壁增加了飛扶壁。
- 1210–1220年 – 開始建造塔樓。
- 1210–1220年 – 兩條新建的橫梁將塔與中殿連接起來。西玫瑰窗於1220年完工。
- 1235–1245年 – 建造教堂中殿和合唱團間的扶壁。
- 1250–1260年 – 让·德·谢勒（英语：Jean de Chelles）加長了北側橫斷面以提供更多光線，北玫瑰窗完工。[21]
- 1270年 – 皮埃尔·德·蒙特勒伊（英语：Pierre de Montreuil）完成了南側橫斷面和玫瑰窗。[22]
- 1302年，腓力四世在此召開第一次全國三級會議。
- 1431年12月16日，亨利六世在此加冕為法國國王。
- 1455年，聖座在此為聖女貞德召開平反訴訟會。
- 1699年，朱尔·阿杜安-芒萨尔和羅貝爾·德·科特（英语：Robert de Cotte）開始對教堂內部以路易十四風格（英语：Louis_XIV_style）進行重大裝修。[23]
- 1789年法國大革命期間，巴黎聖母院被改造为理性圣殿（英语：Temple of Reason），内部遭到巴黎自治政府破壞。
- 1802年，拿破侖又重新賦予巴黎聖母院宗教之職。
- 1804年12月2日，拿破侖在此加冕。
- 1944年二戰期間，自由法國收復巴黎後，戴高樂將軍在此感謝聖母的庇佑。
- 1977年，在18世纪被破坏的部分国王塑像之头部被找到，并被安放在国立中世纪博物馆。
- 1996年，法國前總統密特朗逝世，百餘國家代表在此為他舉行追思彌撒。
- 2019年4月15日，整修中的巴黎聖母院發生火災[24]，失火點位於教堂閣樓處，[25]大火導致其尖頂坍塌，巴黎警察局表示起火原因很有可能与现场修缮施工有关。另外由於有大量鉛製品熔化，因此有鉛汙染的疑慮。而不久後附近地面鉛含量超過標準，也因此關閉附近區域。
- 2024年12月7日，聖母院大火後的復修工作完成，並在晚間舉行重啟的儀式[16][17]。

## 歷史

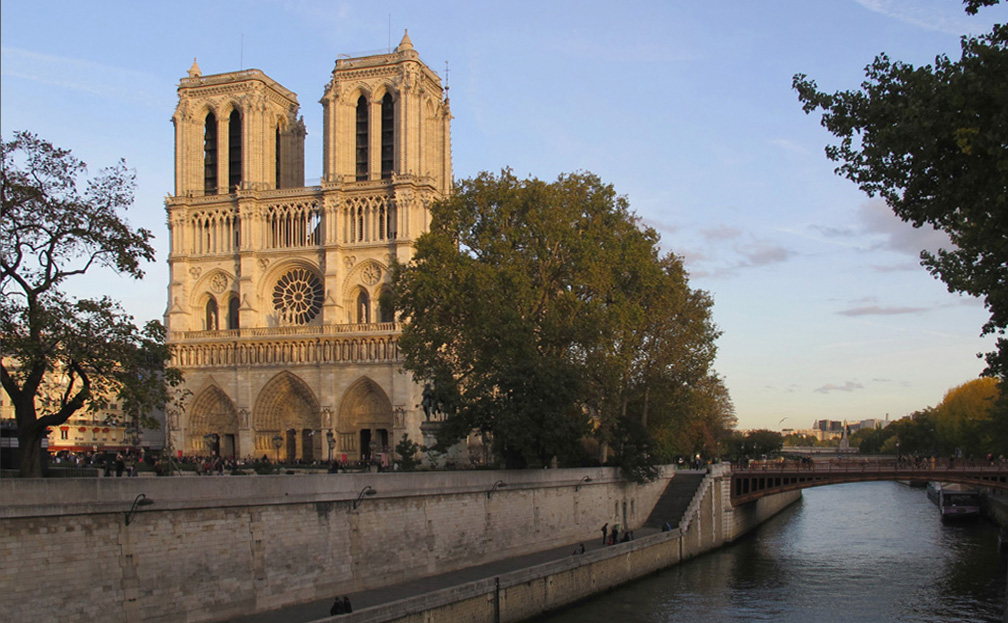
巴黎聖母院 (2011年)。

### 前身
早在西元前，聖母院今址就可能是宗教用地。根據教堂地下挖掘出來的一些文物，可以回溯到羅馬皇帝提庇留時代，在西堤島的東半部上可能建有一座用來祭祀羅馬與高盧神祇的神殿。 至於在此地址上所修築的第一座基督教教堂，則眾說紛紜，有說法認為在4世紀時這裡修築了一座用來崇敬聖斯德望的大型教堂，位於現在圣母院以西約40公尺（130英尺）處，但也有說法認為教堂是在7世紀所建，但是使用了一些更早期時的建築要素，或有說法認為教堂是在墨洛溫王朝的希尔德贝特一世在528年時，以先前已經存在的教堂為基礎進一步改建。
聖母院的前身早在10世紀時，就已經成為巴黎、或整個法國的宗教中心。但是，也正因為這般的重要性，人們開始發現原有的聖斯德望教堂與它所承擔的重任不相符，再加上原本的教堂已經隨著時間而老舊，而開始思索重新修築教堂的必要性。1160年時，巴黎主教莫里斯·德·叙利發起教堂的重建計畫，並於1163年時埋下第一顆基石，象徵教堂開始興建。不過，關於到底是誰負責埋下聖母院的基石眾說紛紜，除了莫里斯·德·叙利是可能的人選外，也有說法認為是當時的教宗亞歷山大三世負責奠基，由於缺乏文獻，聖母院最早的一批建築師到底是誰，也沒有明確的記載。

### 建造

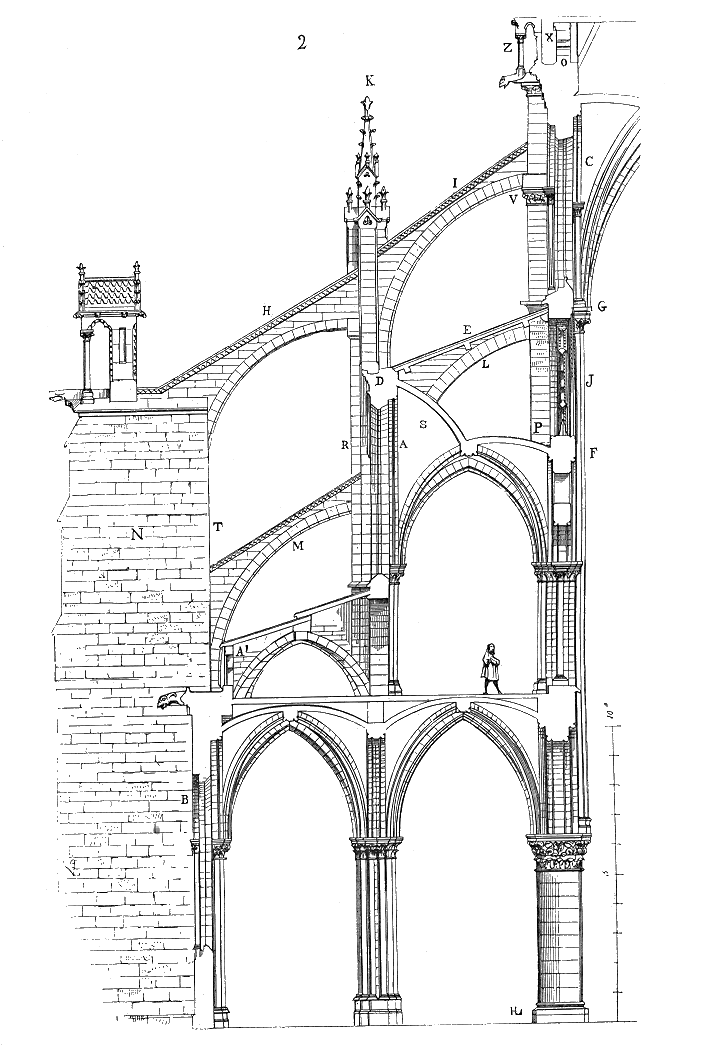
中殿雙支撐拱門和扶壁的橫截面，由歐仁·維奧萊-勒-杜克繪製，它們約在1220年- 1230年間完工。

箭頭顯示拱頂和飛扶壁支撐聖母院的力量 (詳細說明)。

根據編年史家让·德·圣维克托在《Memorial Historiarum 》的記錄說，巴黎圣母院的建造始於1163年3月24日至4月25日之間，當時法蘭西國王路易七世和教宗亞歷山大三世在場安放了奠基石。根據名字已經丟失的大師的說法，聖母院在莫里斯·德·叙利和奥东·德·叙利主教（與莫里斯無關）的領導下，進行了約四大階段的建設。在2019年火災中掉落的拱頂石的分析表明，聖母院的石質結構是在巴黎西北部的韦克桑開采的，可能是通過渡輪將塞納河帶上西提島。在聖母院的修建計畫中，新的建物要比原建物東移，以便在教堂前方騰出一個可以作為遊行用途的廣場。為達到此點，莫里斯主教將一個原本是孤立在西堤島東邊的小島與本島相連，以填土的方式產生出可以建築教堂的用地。除此之外他也拆建了不少屋舍，以便能鋪設一條全新的街道「新聖母院路」（Rue Neuve Notre-Dame），這條六米寬的街道是中世紀時巴黎最大的一條街。至於主教宅邸與教堂附設的醫院（主宮醫院），則因為島上用地不足之故，被迫遷移到塞納河南岸。
雖然在中世紀，教堂的修築通常都有當地統治者的介入與支持，但並沒有文件顯示聖母院興建時的法國統治者路易七世有真的主導這項工作。路易七世曾在1180年時捐款給教堂，而在教堂東北角小門「紅門」（Porte Rouge）的弧形頂飾（Tympanum）上屈膝跪著的皇家人像，傳統上被認為是象徵聖路易國王（路易九世）與他的皇后普羅旺斯的瑪格麗特，這點間接暗示法國皇家可能還是有稍在此計畫中做出貢獻，但卻不能把教堂視為是一座皇家建築。真正作為教堂修築過程中主要財務來源的，其實是一般民眾的捐獻與當地的教會分會，只不過因為缺乏文獻，無法判斷教會是否在教堂建設初期就已定期地提供財務支援。目前只能知道的是在進入13世紀之後，他們開始在管理工地的事物上擔負重任，尤其是在主宮醫院（Hôtel-Dieu，聖母院附設的教堂醫院）的修建部分。
巴黎聖母院興建的第一階段從建造唱詩班座位及其兩個迴廊開始。根據托里尼的罗贝尔的說法，唱詩班座位於1177年完成，1182年5月19日，樞機主教马西的亨利 和莫里斯·德·叙利設立了聖壇。由於開工後教堂的修築速度非常快，因此在1182年教宗的使者獻出了新的祭壇之後，聖母院的基本功能算是大致成形，一直到這階段後，工人們才開始將舊的教堂拆除（中古時代，舊教堂並不會在新教堂起建初期就拆除，以延續教堂日常的宗教性運作）第二階段從1182年到1190年開始，涉及建造唱詩班後面的中殿的四個部分及其過道到牧師的高度。它在唱詩班座位完成後開始，但在中殿的最後部分完成之前結束。從1190年開始，教堂主立面的基礎就位，並完成了第一道橫梁。1185年，耶路撒冷的希拉剋略元老從這座尚未完工的大教堂召集了第三次十字軍東征。
路易九世將基督受難的遺物，包括荆棘王冠、十字架上的釘子和十字架的碎片保存在聖母院，這些遺物是他從拉丁皇帝鮑德溫二世手中重金購買的。一件據信屬於路易九世的內衣，在他去世後作為遺物保存於聖母院中。
而後，聖母院決定在祭壇所在的唱詩班座位增加耳堂，以便為教堂的中心帶來更多的光源。教堂的平面上承襲自老教堂的基本格局，聖母院被設計成有五個縱艙（Nave）的規劃，包括一個中艙與兩側各兩個的翼艙。但相對的，整棟建築的尺度規模都放大許多，此時的教堂全長128公尺，光是中艙就有12.5公尺寬，而整座教堂的全寬則為40公尺，穹頂（Vault）則為33公尺寬。1196年，在莫里斯·德·叙利主教去世後，他的繼任者奧東·德·敘利監督橫斷面的完成，逐漸的將哥德式建築招牌的肋拱式大跨距穹頂完成，並繼續在教堂中殿進行工作，在奧東·德·敘利於1208年去世前，此時教堂規模已經接近完工，西立面已經基本建成，但直到1240年代中期才完成。在1225年-1250年間，中殿的上層廊道以及西立面的兩座塔樓完工。
聖母院的重大變化發生在13世紀中葉，當時耳堂採用最新的輻射式風格進行了改造，這風格特點是令建築能從高哥特式尋求越來越大的結構尺寸，轉向更多的空間統一，在1240年代後期，让·德·谢勒負責擴建教堂的北袖廳（Transept），並在北袖廳增加了一個山牆入口，頂部設立一座壯觀的玫瑰窗。不久之後（從1258年起），皮埃尔·德·蒙特勒伊則是完成了教堂的南袖廳，並在耳堂設計類似的裝飾。這兩個小門都裝飾極為豐富的雕塑。南門以聖史蒂芬和各種當地聖徒的生活場景為特色，北門則在龕楣以基督的嬰儿期和西奧菲勒斯的故事，並在间柱中展示了極具影響力的聖母瑪利亞抱著兒童耶穌雕像。建築師皮埃尔·德·谢勒、让·拉维、让·勒布泰耶和師雷蒙·迪唐普勒隨後接替了謝耶和蒙特勒伊的職位，然後又相互接手建造大教堂。拉維完成了蒙特勒伊的唱詩班屏風，然後建造唱詩班座位15公尺（49英尺）的飛扶壁。拉維的侄子让·勒布泰耶於1344年繼任，並在1363年去世後由他的副手雷蒙·迪唐普勒接替他的職位。
腓力四世於1302年在聖母院展開第一個三级会议。
13世紀的一項重要創新是侧向支撑系统飛扶壁的引入。在扶壁之前，屋頂的所有重量都向外向下壓到牆壁和支撐它們的橋台上。有了飛扶壁，重量由拱頂的肋骨完全在結構之外傳遞到一系列反支撐，這些支撐頂部是石尖，賦予它們更大的重量。扶壁的存在意味著牆壁可以更高更薄，並且可以設立更大的窗戶。根據文獻資料，聖母院除了初估約13世紀的安裝日期之外，第一個扶壁設置的實際日期還沒有任何精確度。藝術史學家安德魯·塔隆在基於對整個結構的詳細激光掃描後，認為扶壁是原始設計的一部分。根據塔隆的說法，掃描表明「建築物的扶壁在800年中從來沒有移動過」而如果稍後增加它們，則能預期會發生一些移動。塔隆因此得出結論，飛扶壁從一開始就存在。第一個扶壁在14世紀被更大更強的扶壁所取代。

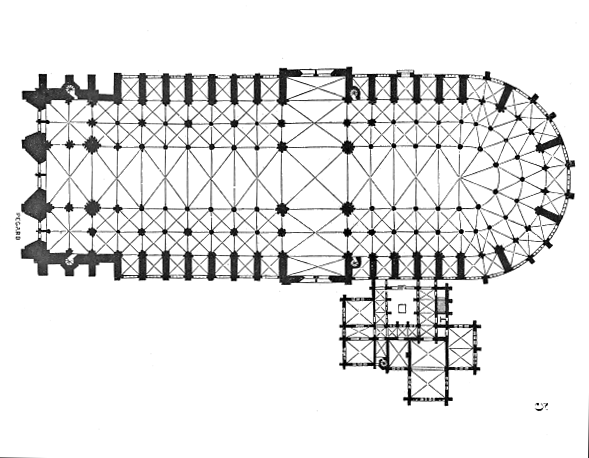
歐仁·維奧萊-勒-杜克於19世紀繪製的巴黎聖母院平面圖。左側是拱门和中殿，中間是唱詩班座位，右側是後殿和走廊。南部的附屬建築是聖器收藏室。
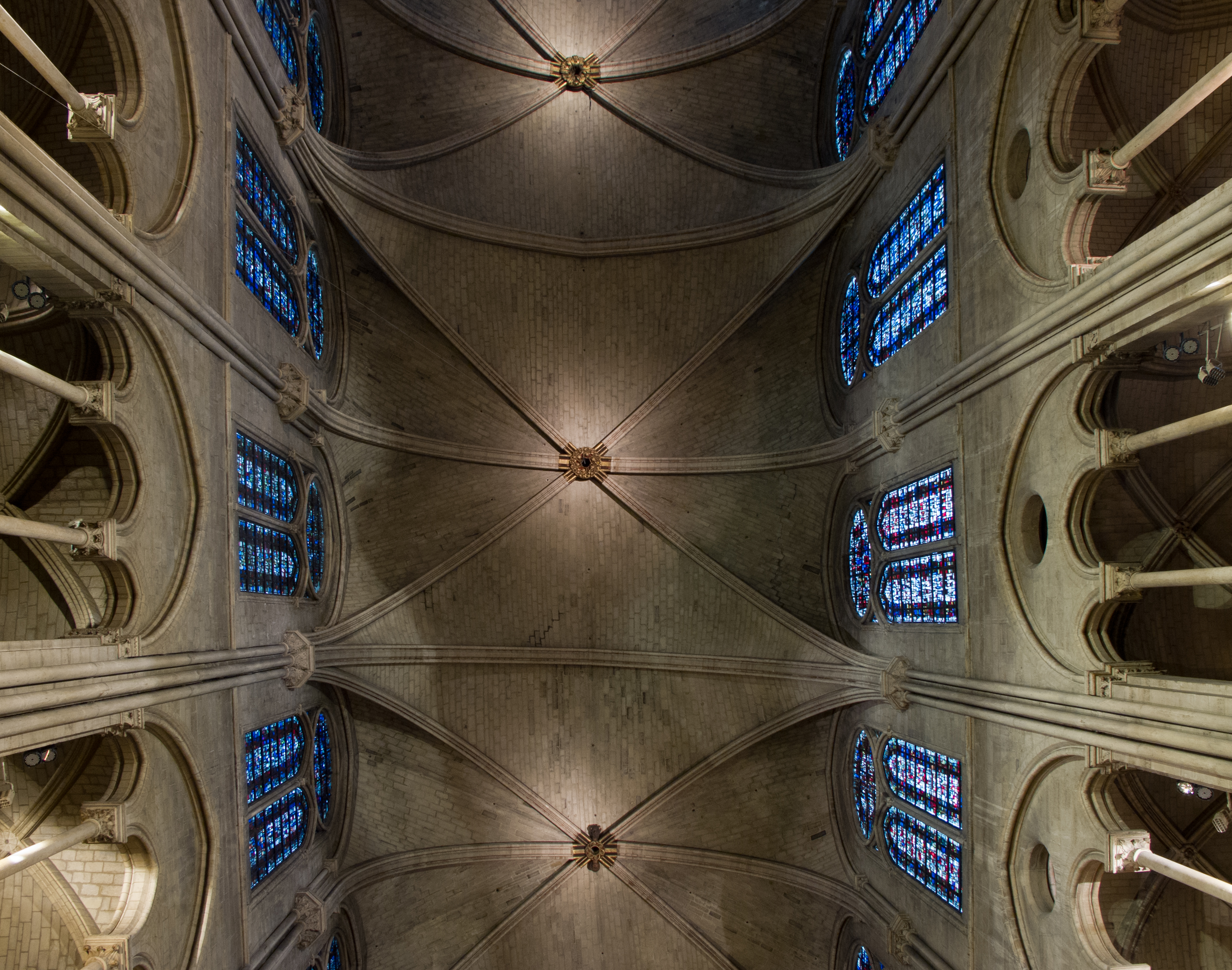
中殿早期的六座肋拱頂。肋骨的功能能將屋頂重量的推力向下，並向外傳遞到支柱和支撐物上。
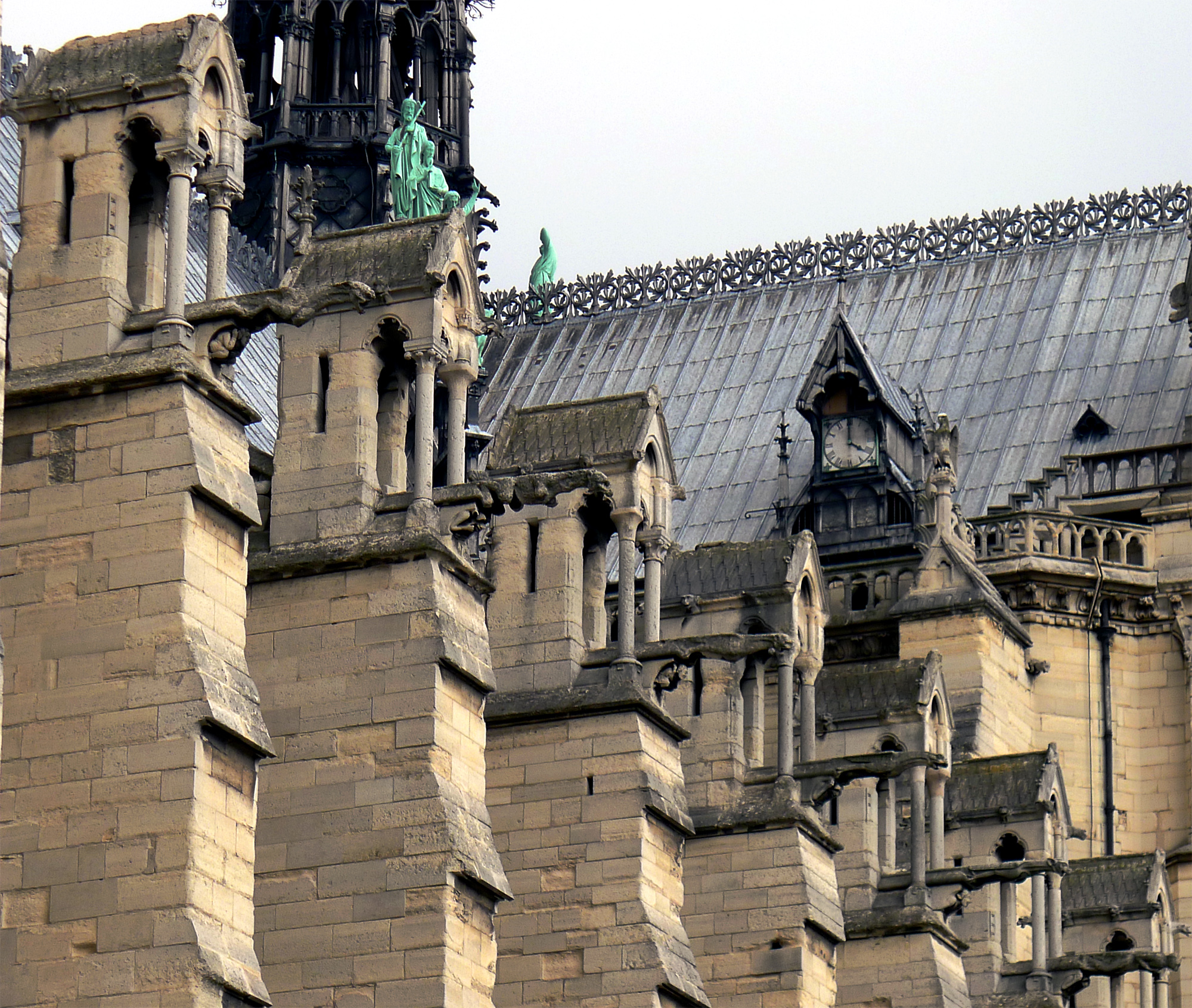
巨大的飛扶壁平衡了中殿肋骨拱頂的侧向推力。建築物尖頂的重量有助於將推力安全地保持在支撐內。
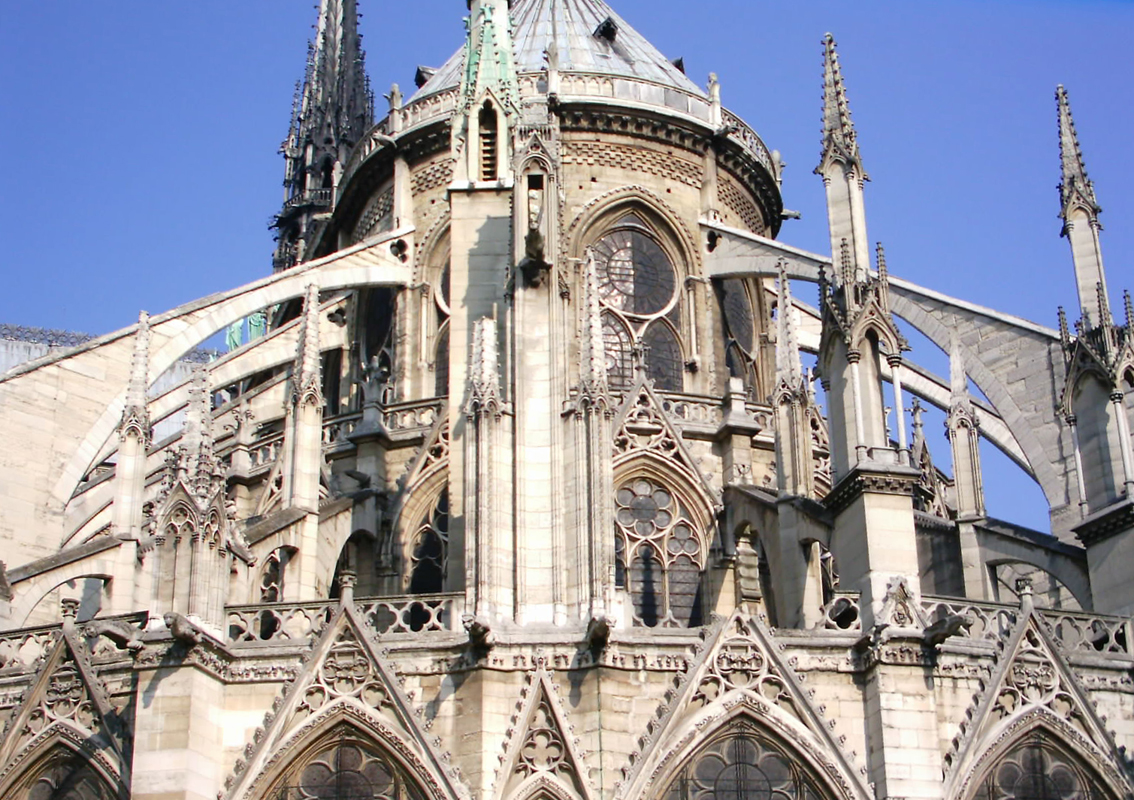
聖母院後殿的飛扶壁，約15公尺高。

原本哥德式建築在鐘塔的頂端，還會設計有尖塔在其上，但因為尖塔的工程難度過高，在法蘭西島地區的這麼多座哥德式教堂中，實際上將尖塔完成而且沒有在之後毀壞傾倒的教堂，數量極少。聖母院雖然在剛開始時的確有計畫要興建尖塔，但卻沒有付諸實行，因此從某個角度，我們可以說縱是過了幾百年，聖母院仍然一直處於未完工的狀態，雖然實際上後人並沒有真的想將這部分原案補建上去的打算。
1698年時，在路易十四世的要求下，羅貝爾·德·科特（凡爾賽宮教堂的建築師）將唱詩班席附近進行了改裝以符合當時的審美標準。
法國大革命時期，聖母院教堂蒙受了非常大的損害而曾經一度殘破。

### 法國大革命和拿破崙
1789年法國大革命後，巴黎圣母院和教堂在法國的其他財產被沒收並成為公共財產。圣母院於1793年改為理性圣殿，重新奉獻給理性崇拜，然後於1794年重新奉獻給至上崇拜。在此期間，圣母院的許多文物遭受了巨大的破壞。位於西立面的二十八尊聖經國王雕像被誤認為是法國國王的雕像，因而遭到了斬首。後在1977年附近的一次挖掘中，意外發現了二十八尊聖經國王的許多頭顱，並在國立中世紀博物館展出。取材於羅馬神話的自由女神則取代了聖母瑪利亞的祭壇地位。 大教堂的大鐘倖免於被熔化。除了迴廊入口處的聖母瑪利亞雕像外，立面上的所有其他大型雕像都被摧毀。大教堂內部則被用作儲存食物和其他非宗教用途的倉庫使用。
憑藉1801年的《教務專約》，拿破崙一世將巴黎圣母院恢復為天主教會，並在1802年4月18日才正式確定。拿破崙還任命了巴黎的新主教若望-巴蒂斯特·德·贝卢瓦 修復聖母院的內部。夏爾·佩西耶和皮埃尔-弗朗索瓦-莱昂纳尔·方丹則對聖母院進行準哥特式的改造，以便在聖母院內加冕拿破崙為法國皇帝。在這段期間，建築物的外部被粉刷成白色，內部則是以新古典主義裝飾。

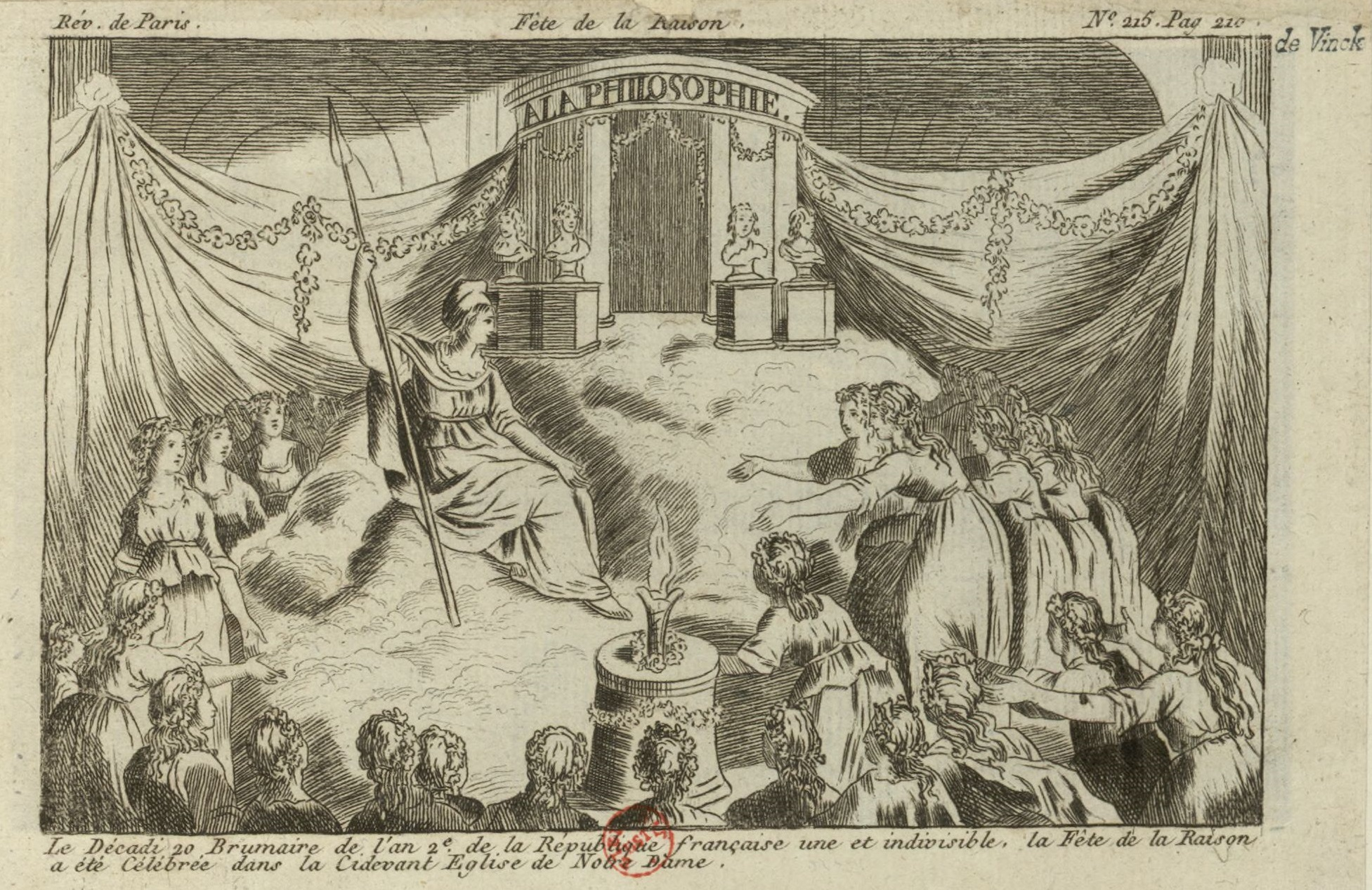
法國大革命期間在巴黎聖母院舉行的「理性崇拜」慶典（1793年）
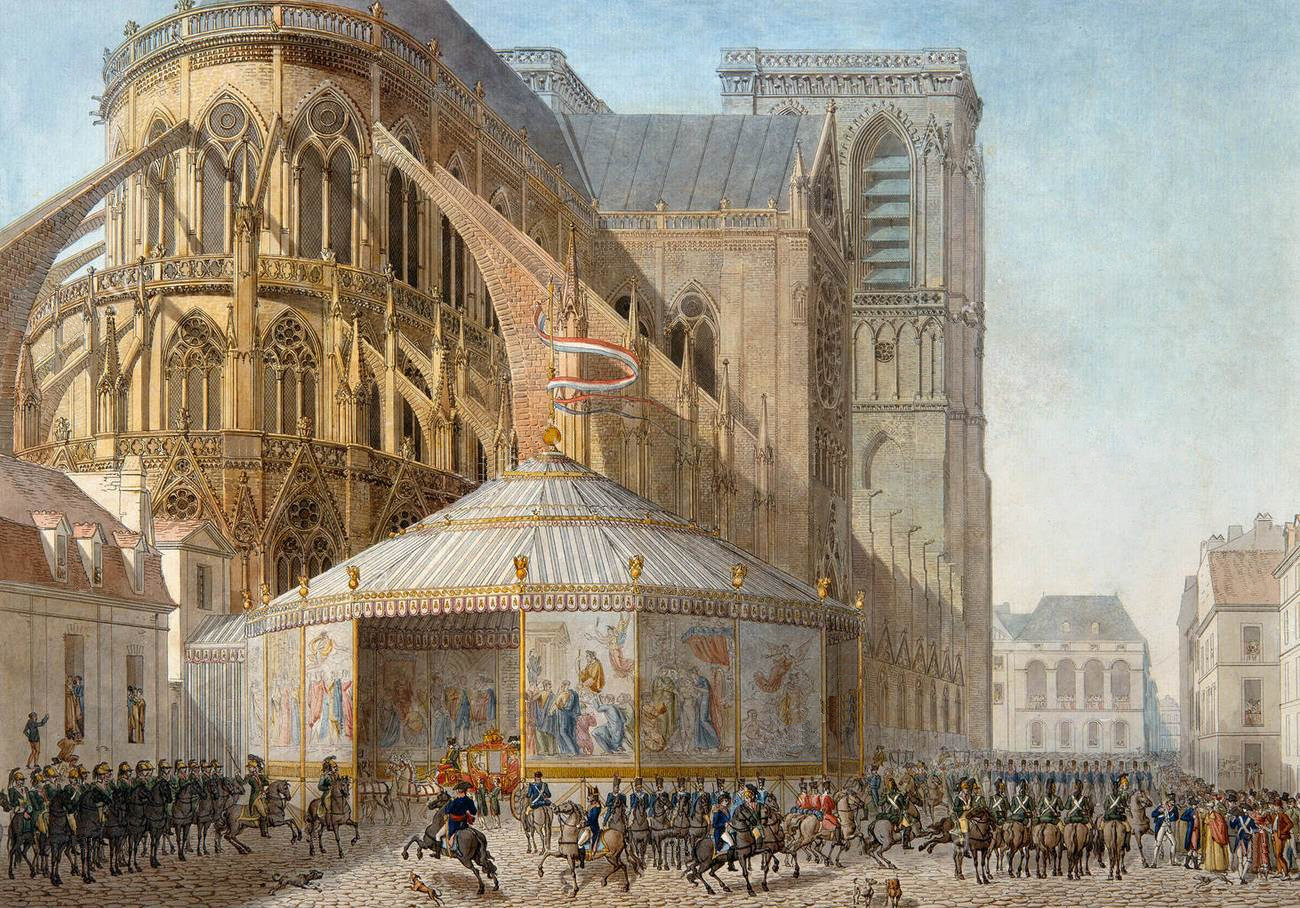
1804年12月2日，拿破崙抵達巴黎聖母院東端，準備加冕為法兰西皇帝。
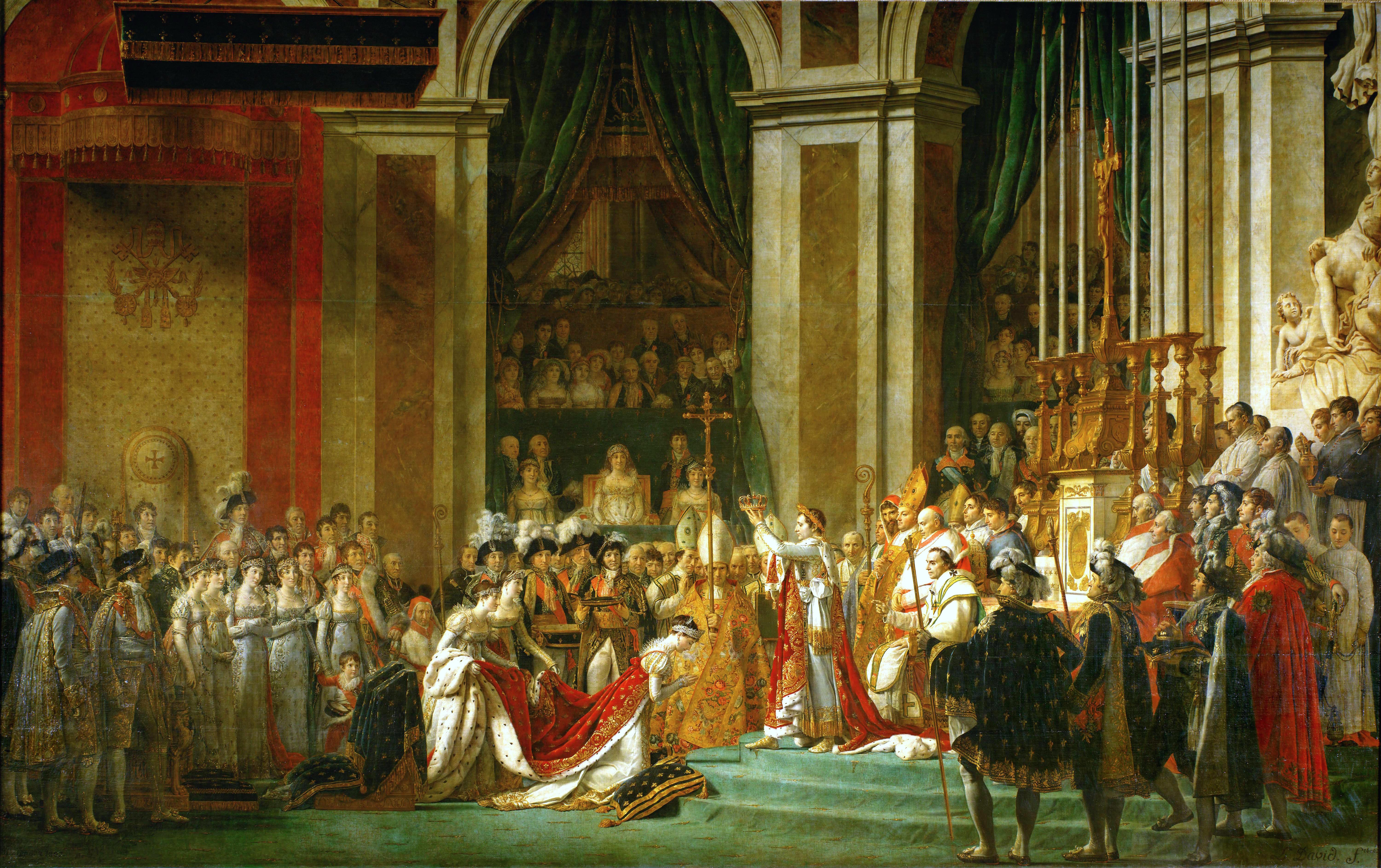
1804年12月2日，拿破崙在巴黎聖母院的加冕儀式，描繪於雅克-路易·大卫1807年的畫作《拿破崙加冕》。

### 19世紀修復
在拿破崙戰爭結束後的幾十年間，聖母院逐漸破敗，市府官員甚至一度考慮將其拆除。對聖母院懷有敬意的維克多·雨果，為了挽救這座教堂，於1831年創作了小說《鐘樓怪人》）。該書獲得了巨大成功，引起了公眾對聖母院日漸頹圮狀況的關注。 同年，反對正统派的人士洗劫了聖母院的祭衣室。 1844年，路易·菲利普國王下令對聖母院展開修復工程。
當時負責聖母院維護工程的建築師艾蒂安-伊波利特·戈德被免職，接替他的是因修復鄰近的聖禮拜堂而聲名大噪的让-巴蒂斯特·拉叙斯（Jean-Baptiste Lassus）與歐仁·維奧萊-勒-杜克。1845年，維奧萊-勒-杜克提出一項總額為3,888,500法郎的修復預算，但最終核定金額為2,650,000法郎，主要用於修復聖母院並興建新的祭衣室。這筆預算在1850年耗盡，修復工程因此暫停，維奧萊-勒-杜克隨後提出追加預算申請。整項修復計畫最終耗資超過1,200萬法郎。在維奧萊-勒-杜克的領導下，一支由雕刻家、玻璃工藝師與其他工匠組成的龐大團隊展開修復工作，主要根據現存的圖紙與版畫進行重建，並在認為符合理想中古風格的前提下增添裝飾。其中最具代表性的新增項目之一，是重建一座比13世紀原有尖塔更高、更為華麗的新尖塔，以取代早在1786年即被拆除的舊塔。此外，修復過程中還新增了多項裝飾元素，包括一尊聖多瑪的青銅屋頂雕像，其面容被認為與維奧萊-勒-杜克本人相似；以及安置於「怪獸長廊」（Galerie des Chimères）上的各種神話生物雕塑。
祭衣間的建設成本尤其高昂。為了確保穩固地基，工人們不得不開挖深達9公尺的地基。玻璃工藝師則依照藝術史學家安東萬·呂松（Antoine Lusson）與阿道夫·拿破崙·迪德龍的著述，精確仿製13世紀的彩繪玻璃風格。
在1871年3月至5月期間爆發的巴黎公社時期，聖母院及其他教堂均被關閉，巴黎大主教與約兩百名神職人員被扣為人質。5月期間，隨著法軍重新奪回巴黎的流血周）展開，公社成員將聖母院、杜伊勒里宫及其他歷史建築視為破壞目標，並堆積家具準備縱火焚燒聖母院。但公社當局最終制止這一行動，因為他們意識到火災將會波及鄰近、當時收容數百名病患的巴黎主宫医院。

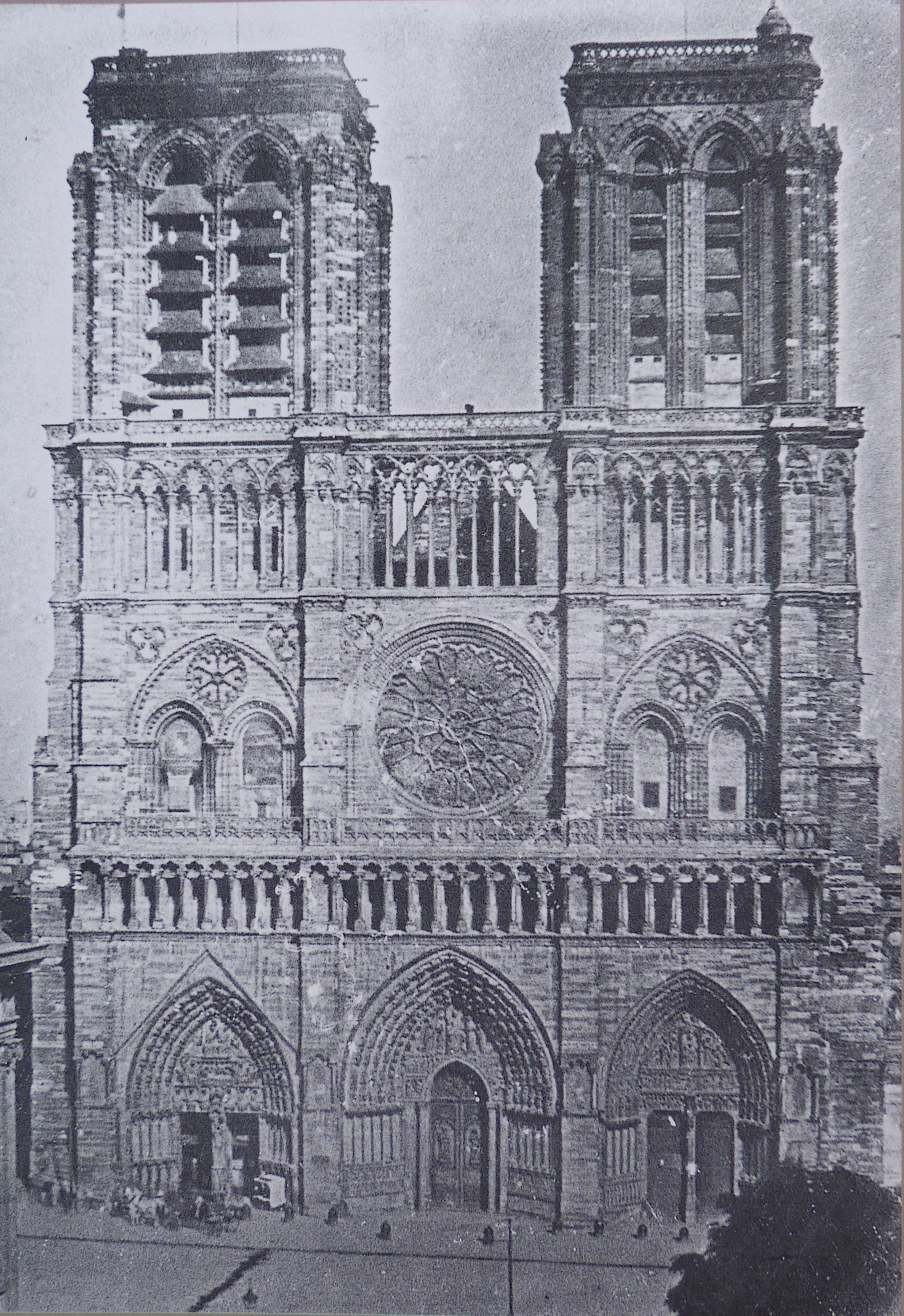
1841年聖母院西立面，顯示出建築在大規模修復前的破敗狀況
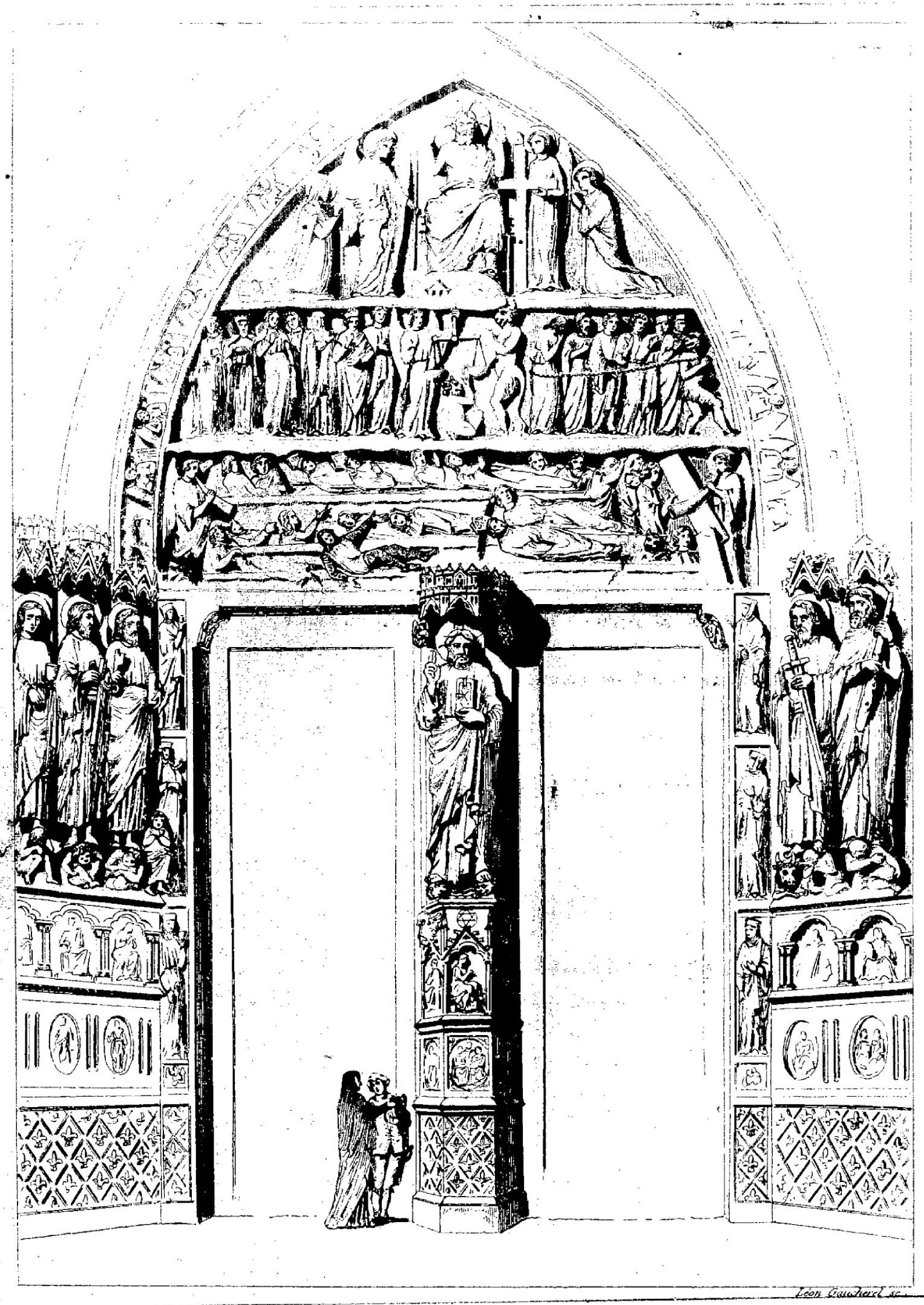
拉叙斯與維奧萊-勒-杜克提議的門廊裝飾設計；由雷昂·高歇雷爾（英语：Léon Gaucherel）雕版
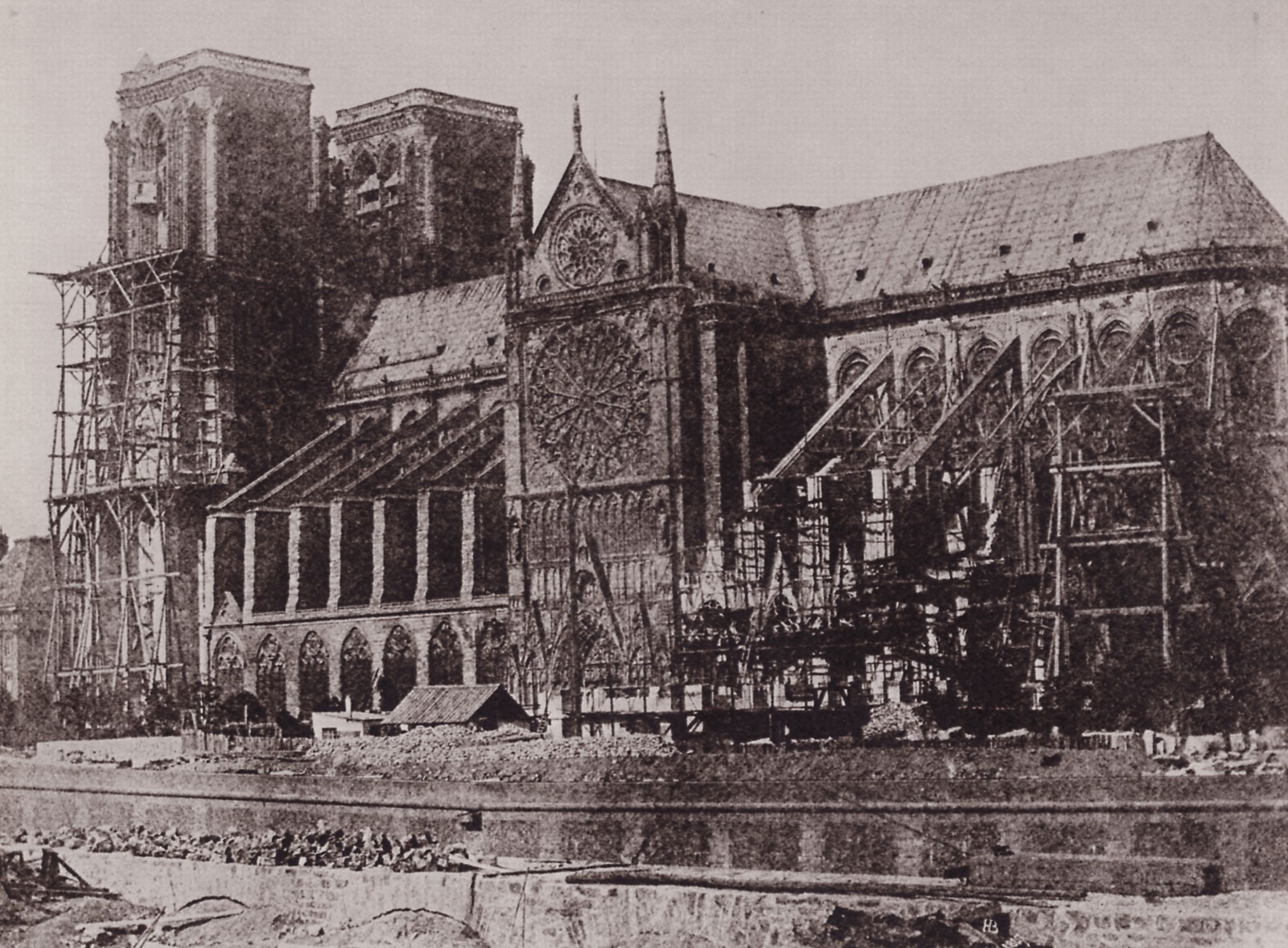
1847年，修復初期的南立面，由伊波利特·巴亚尔（英语：Hippolyte Bayard）拍攝
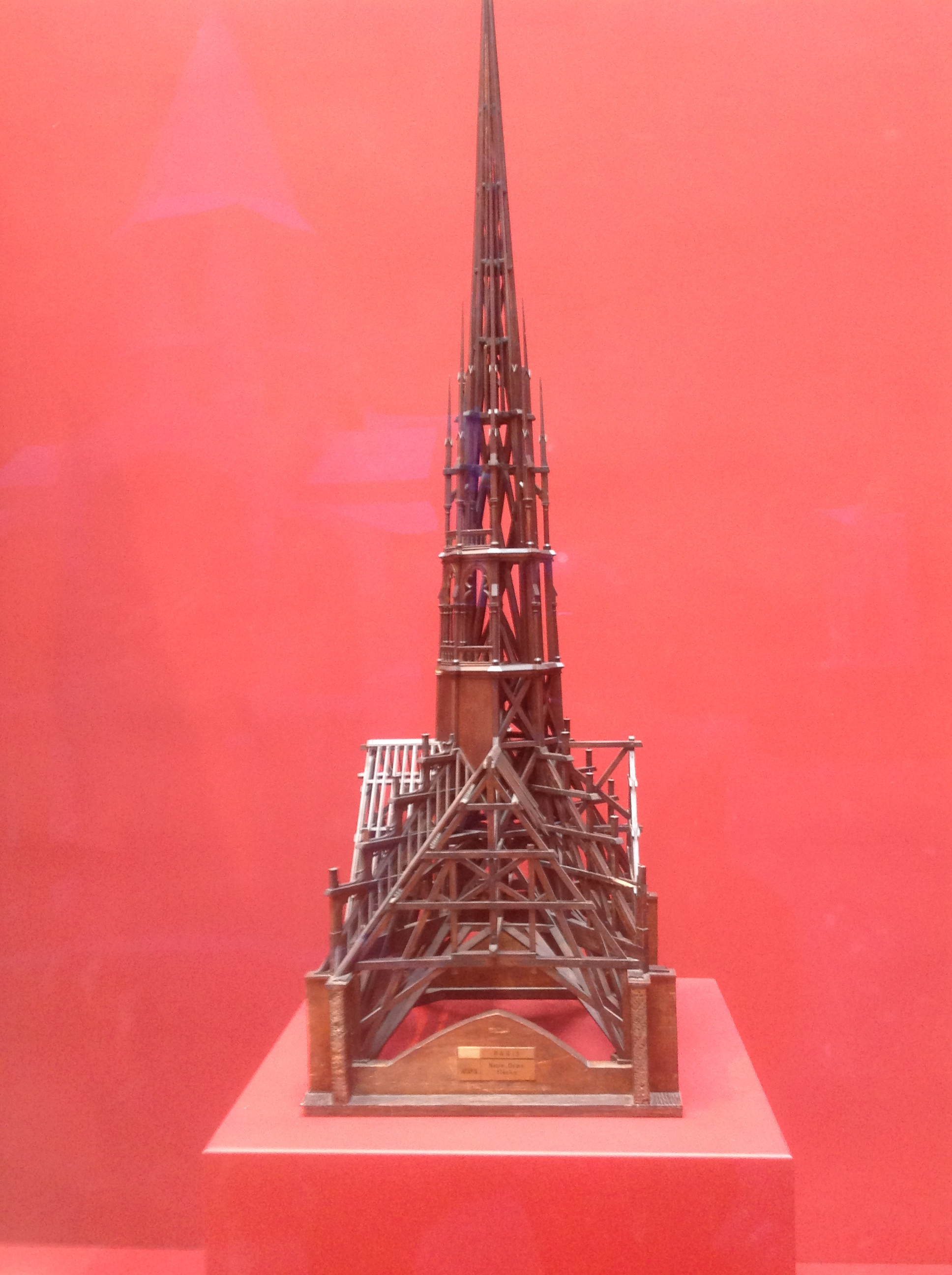
1859年為維奧萊-勒-杜克製作的尖塔與屋頂“森林”木樑模型（巴黎歷史博物館藏）

### 20世紀

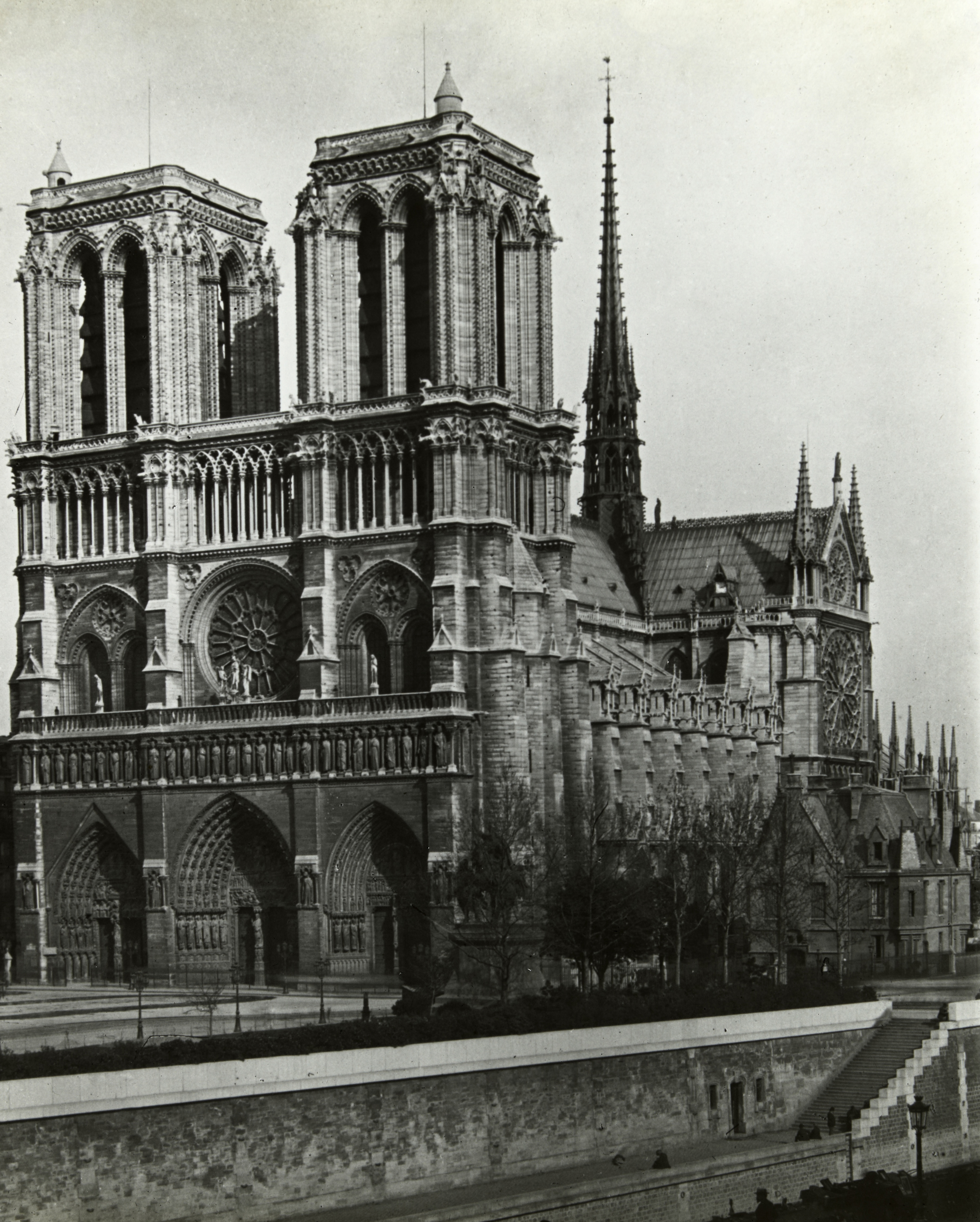
1930年代的巴黎聖母院立面

在1944年8月巴黎解放期間，大教堂因流彈遭受一些輕微損壞。一些中世紀的彩繪玻璃被破壞，隨後以現代抽象設計的玻璃取代。8月26日，大教堂舉行了一場特別彌撒，慶祝巴黎自納粹德軍手中解放；出席者包括夏爾·戴高樂將軍和菲利普·勒克萊爾將軍。1963年，在文化部長安德烈·馬爾羅的倡議下，為慶祝大教堂建成800週年，其立面經清洗去除數世紀以來的煙垢與灰塵，恢復了原始的米白色。
1969年1月19日，破壞者將一面北越旗幟掛在尖塔頂端，並破壞通往尖塔的樓梯。這面旗幟隨後由巴黎消防隊中士雷蒙·貝爾在一次法國首度進行的直升機任務中取下。
夏爾·戴高樂的追思彌撒於1970年11月12日在聖母院舉行。1971年6月26日，菲利普·珀蒂在聖母院兩座鐘樓之間架設的鋼索上表演走鋼索，娛樂現場觀眾。
1980年5月30日聖母頌後，教宗若望保祿二世在大教堂前的廣場上主持彌撒。正如過往的法國元首，法蘭索瓦·密特朗的追思彌撒亦於1996年1月11日在聖母院舉行。
由於巴黎空氣污染加劇，加速了建築裝飾的風化並使石材變色，聖母院的石造外牆在19至20世紀期間逐漸劣化。至1980年代末，數座石像鬼與塔樓已崩塌或鬆動至難以安全維持原位。一項為期十年的整修計畫於1991年展開，翻新了大部分外牆，並嚴格審查新石灰岩塊以確保保留建築原貌。屋頂亦安裝了不易察覺的電線系統，用以驅趕鴿子。大教堂的管風琴也配備了電腦控制系統，以操作風管之間的機械連接。大教堂的西立面亦在1999年12月千禧年慶典前完成清潔與修復。

### 21世紀

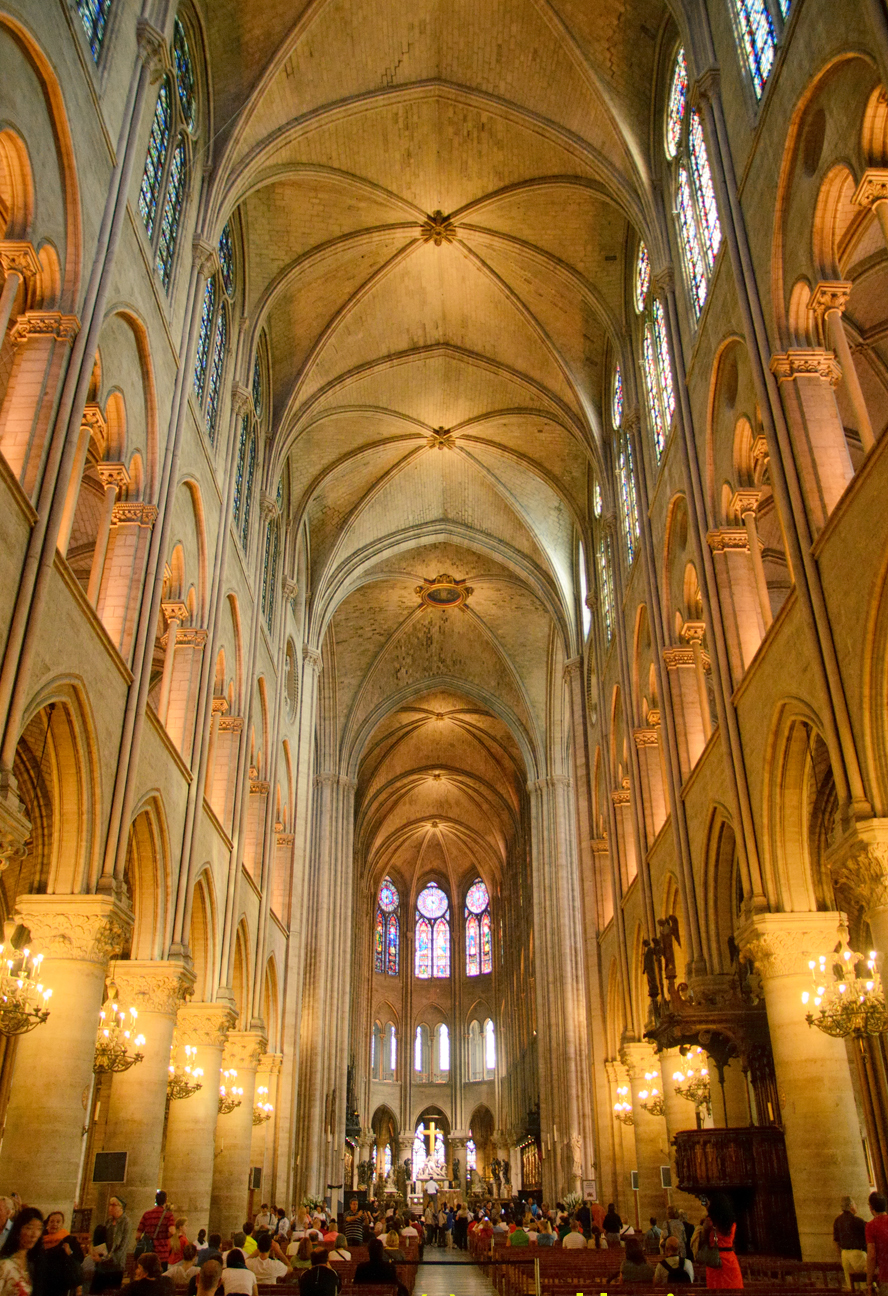
2012年5月的巴黎圣母院中殿。

2013年，巴黎圣母院北塔頂部的四座19世紀鐘，被熔化並重鑄成新的青銅鐘，以慶祝該建築的850週年。旨在重現17世紀大教堂原始鐘聲的聲音。 儘管在1990年代進行了翻修，但由於法國天主教會近年來財政困難，巴黎圣母院一直難以得到修繕。法國歷史古蹟的建築師菲利普·维尔纳夫在2017年7月表示，對於現今大教堂狀況，“污染是最大的罪魁禍首”，這促使法國政府在2010年代後期進行一項全面翻修工程。整個翻修估計耗資1億歐元，巴黎大主教則計劃通過國家政府和私人捐款籌集資金。]大教堂尖塔的翻新工程於2018年底開始，在2019年4月時，屋頂周圍豎立了，石頭和青銅雕像已經從場地上移除，為裝修做準備。
2012年12月12日，巴黎圣母院開始了為期一年的慶祝活動，以慶祝大教堂的第一塊基石鋪設85週年。2013年5月21日，歷史學家和白人民族主義者多米尼克·韦内 ，將一封信放在教堂的祭壇後開槍自殺，當場死亡。大約1,500 名遊客當場被疏散出大教堂。
- 2016年9月8日，巴黎圣母院爆炸未遂案（英语：Notre-Dame de Paris bombing attempt），警方在圣母院旁发现一辆充满炸药的汽车，警方称，被捕的涉案人员受伊斯兰极端思想洗脑。[67]2017年2月10日，警方在法国蒙彼利埃市逮捕了四名嫌疑人，其中包括一名16岁的少女和20岁的男子，当局称他们具有伊斯兰激进派背景，并指控四人策划前往巴黎并袭击大教堂。[68]同年6月6日，一名男子在大教堂外袭击了一名警察，之后将游客全部锁在了大教堂内；恐怖调查组织得到消息并告诉法新社：袭击者是一名来自伊斯兰国的“哈里发士兵”。[69]

#### 2019年的火災
2019年4月15日18时50分左右，此時在進行修復工程的巴黎圣母院發生火災，該火災摧毀了聖母院的屋頂和尖頂，但教堂的主體結構完好無損。據推測，火災與正在進行的翻修工作有關。发失火点位于教堂阁楼處。
大教堂的尖塔於19时50分倒塌，造成約750噸石塊和鉛墜落。後在消防員協助下，圣母院主體結構仍保持完好；外牆、塔樓、牆壁、扶壁和彩色玻璃窗的部分躲過一劫。由弗朗索瓦·蒂埃里於18世紀建造，擁有8,000多根管道的大風琴也得以保存，但遭受了水災。由於正在進行整修，尖頂上的銅像在火災發生前已被拆除。構成大教堂天花板的石拱頂破損幾個洞，但在其他方面完好無損。
自1905年以來，法國的大教堂（包括巴黎圣母院）一直歸法國政府所有，如果發現火災是由在現場工作的承包商引起的，一些費用可能會通過保險範圍收回。法國保險公司AXA為火災前巴黎圣母院修復工作的兩家承包公司提供保險。還為大教堂的一些文物和藝術品提供保險。此後，該火灾受到法国和全世界的关注，時任總統埃马纽埃尔·马克龙表示，大約有500名消防員幫助撲滅了大火。在大火中約一名消防員重傷，兩名警察受傷。

#### 大火過後的重建

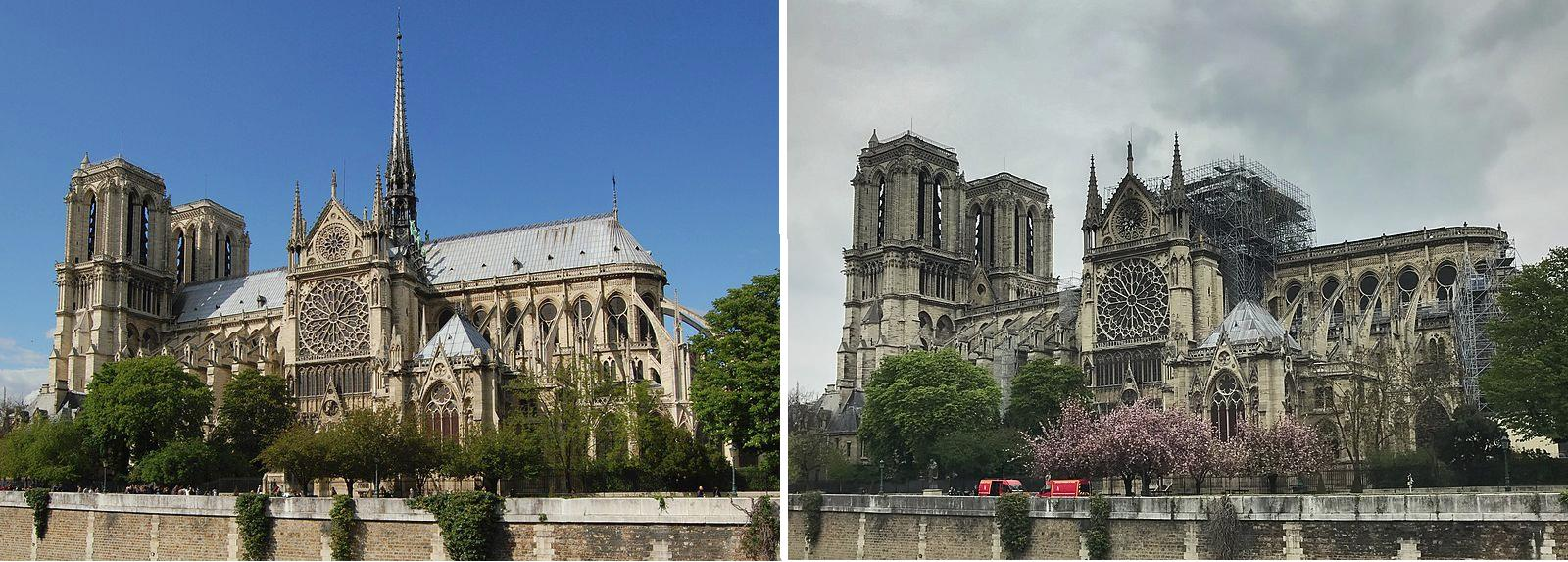
2019年的聖母院南側（左）和大火後第二天（右），聖母院的尖頂和橡木屋頂完全被燒毀

火災發生後不久，法國總統馬克宏承諾將重建巴黎聖母院，並計劃在五年內完成修復工作。重建期间圣母院的艺术品将暂时转移到卢浮宫保管。他宣布將舉辦一個國際建築競賽，旨在重新設計尖頂和屋頂。然而，競賽公告的匆忙引發了國際媒體的批評，遺產學者和專業人士指責法國政府過於關注快速重建新尖頂，而忽視了將修復視為包括整個建築及其長期使用者的社會過程。一項新法律被迅速起草，使巴黎聖母院免於現有文化遗产的保护和修复法律和程序，而這促使超過1170位遺產專家向馬克宏遞交公開信，呼籲尊重現行法規。這項法律於2019年5月11日通過，並在法國國民議會引發了激烈辯論。反對者指責馬克宏政府利用巴黎聖母院進行政治炒作，而支持者則辯稱需要快速行動和稅收減免以鼓勵慈善捐贈。
馬克宏總統表示他對「當代建築創意」持開放態度。在競賽規則公佈之前，全球建築師紛紛提出建議，包括一個100米高，覆蓋金箔的碳纖維尖頂、一個用彩色玻璃建成的屋頂、一個溫室、一個開放天空的樹木花園、以及一個指向上方的光柱等概念。2019年5月8日，《費加洛報》的民調顯示，55%的法國受訪者希望尖頂與原來的設計一致。法國文化部長弗蘭克·里斯特承諾修復工作「不會草率進行」。2019年7月29日，法國國民議會通過了一項法律，要求巴黎聖母院的復工作「保留建築物的歷史、藝術和建築價值」。
2019年10月，法國政府宣布重建的第一階段「穩定結構以防止坍塌」將持續到2020年底。2019年12月，巴黎聖母院院長帕特里克·肖韋（Monseigneur Patrick Chauvet）表示，由於剩餘鷹架可能會墜落到三座受損的拱頂上，巴黎圣母院仍有50%的可能性無法被挽救，重建工作在2021年初前無法開始。馬克宏總統宣布，希望重建後的巴黎聖母院能在2024年春季完成，以趕上2024年夏季奥林匹克运动会的開幕。
修復工作的第一項任務是清除250至300噸熔化的金屬管，這些金屬管是火災後殘留在頂部的鷹架構件，可能會墜落到拱頂上，造成進一步的結構損壞。此階段於2020年2月開始，並持續到2020年4月。一個84公尺高的大型起重機被安置在教堂旁邊協助移除鷹架。隨後，木質支撐梁被添加到飛拱和其他結構上以穩定建築物。
2020年4月10日，巴黎大主教米歇爾·奧珀蒂和幾名參與者穿著防護服以防止鉛塵暴露，在教堂內舉行了聖週五的彌撒。音樂由小提琴家雷诺·卡普颂提供，朗讀者是演員菲利普·托雷东和朱迪特·谢姆拉。謝姆拉也獻上了無伴奏的《聖母經》。
修復工作的第二階段於2020年6月8日開始。兩組工人開始進入屋頂，清除被火災熔化的舊鷹架管道。工人們使用鋸子將四萬件鷹架切割成小塊，總重達兩百噸，這些廢料由一台80公尺高的起重機小心吊出。此階段於2020年11月完成。
2021年2月，開始挑選橡樹以取代火災中被毀壞的尖頂和屋頂木材。計劃從法國的森林中選取多達一千棵成熟的橡樹，每棵直徑為50至90厘米（20至35英寸），高度為8至14米（26至46英尺），並且樹齡數百年。砍伐後的橡樹需要乾燥12至18個月。這些樹木將由新的種植替代。
火災發生兩年後，儘管完成了大量工作，但有新聞報導稱：「教堂頂部仍然有一個洞。他們還在建造教堂尖頂的複製品。」更多的橡樹需要運送到巴黎，在使用前需要進行乾燥，這對完成修復至關重要。用於製作框架的橡木由非破壞檢測儀器Sylvatest超音波檢測儀進行測試和挑選。2021年9月18日，負責監督教堂修復的公共機構宣布，安全工作已經完成，教堂現在已經完全加固，重建工作將在幾個月內開始。
2023年12月16日，一台起重机将一只新的铜公鸡吊回巴黎圣母院最高处的尖顶。2024年5月24日，位於大教堂頂部的巨型十字架完成安放。

#### 考古研究
2022年，在為重建教堂尖頂而搭建鷹架之前，進行的預防性挖掘於2月至4月之間發現了教堂下方的幾座雕像和墓葬。其中一項發現是14世紀的石棺，發現於教堂交叉小堂下方65英尺處，即教堂12世紀長堂的交會點。
2022年4月14日，法國國家預防考古研究所（INRAP）宣布，該棺材已從教堂中取出，科學家使用內視鏡窺視棺材內部，發現了骨架的上半部。另一項重要發現是在教堂地板下發現了一個開口，可能是在1230年左右，當時哥特式教堂首次開始建設；內部有13世紀的聖壇屏的碎片，這些碎片在18世紀初被毀壞。
2023年3月，考古學家在教堂的各個部分發現了數千個金屬釘子，其中一些可以追溯到1160年代初期。考古學家得出結論，「巴黎聖母院現在無疑是第一個大規模使用鐵材來綁定石塊作為建築材料的哥德式教堂。」
法國将军让-路易·若热兰表示，修復後的內部顏色可能會讓一些回訪的遊客感到「震驚」。他說：「在污垢下的石材原本的白色非常壯觀。」為去除累積的污垢和煙灰，石材被噴灑了乳膠溶液。然而，藝術觀察組織Artwatch UK的邁克爾·戴利（Michael Daley）對使用乳膠溶液清潔教堂內部提出了批評，提到早前對倫敦圣保罗座堂的清潔。他質疑：「是否有充分的理由去呈現一個被人為美化且不符合歷史的白色內部？」法國文化部的讓-米歇爾·吉勒蒙（Jean-Michel Guilemont）回應道：「內部的顏色將恢復到原始狀態，因為小禮拜堂和側廳非常髒。

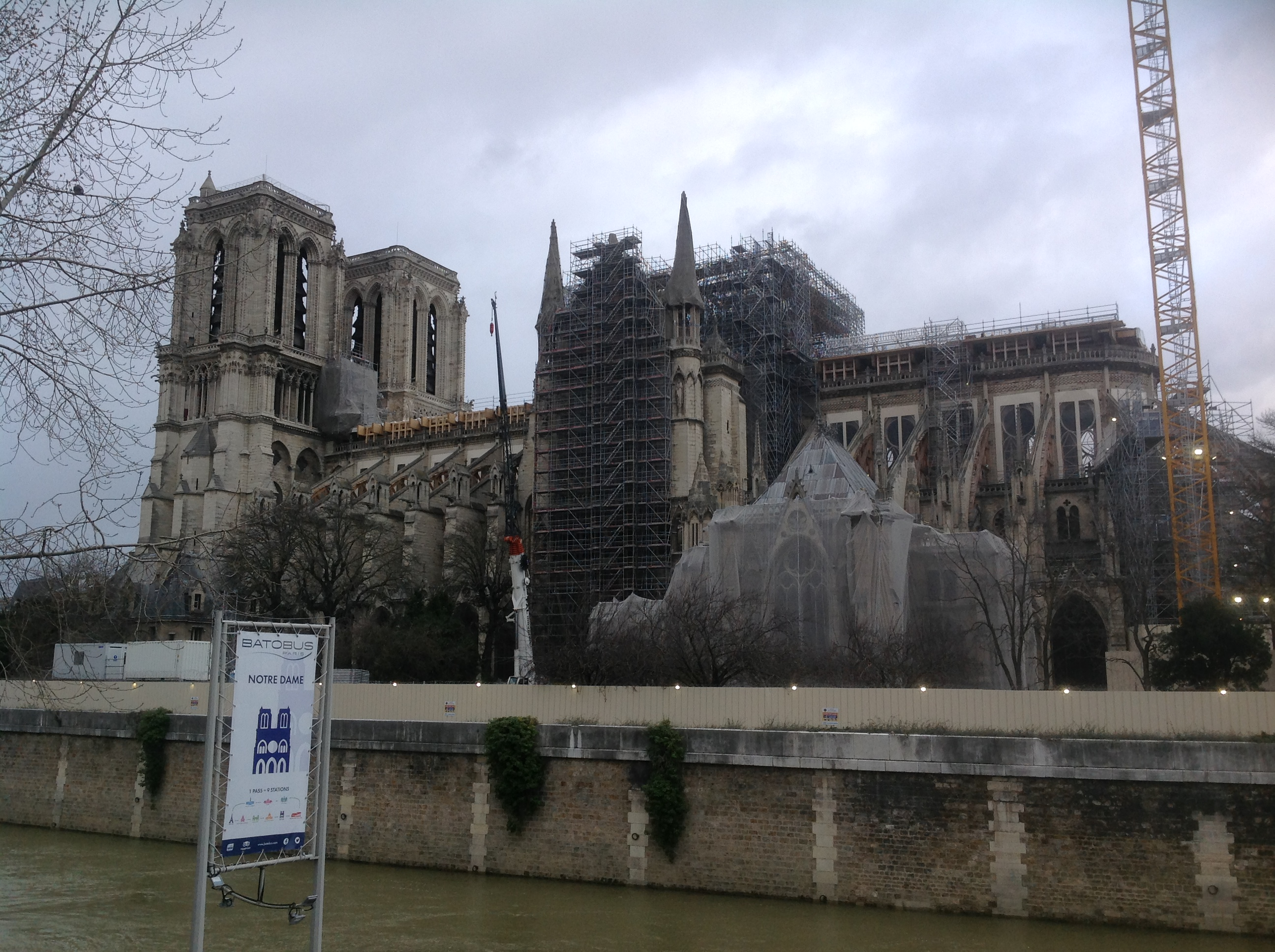
修復的巴黎聖母院，攝於2020年2月
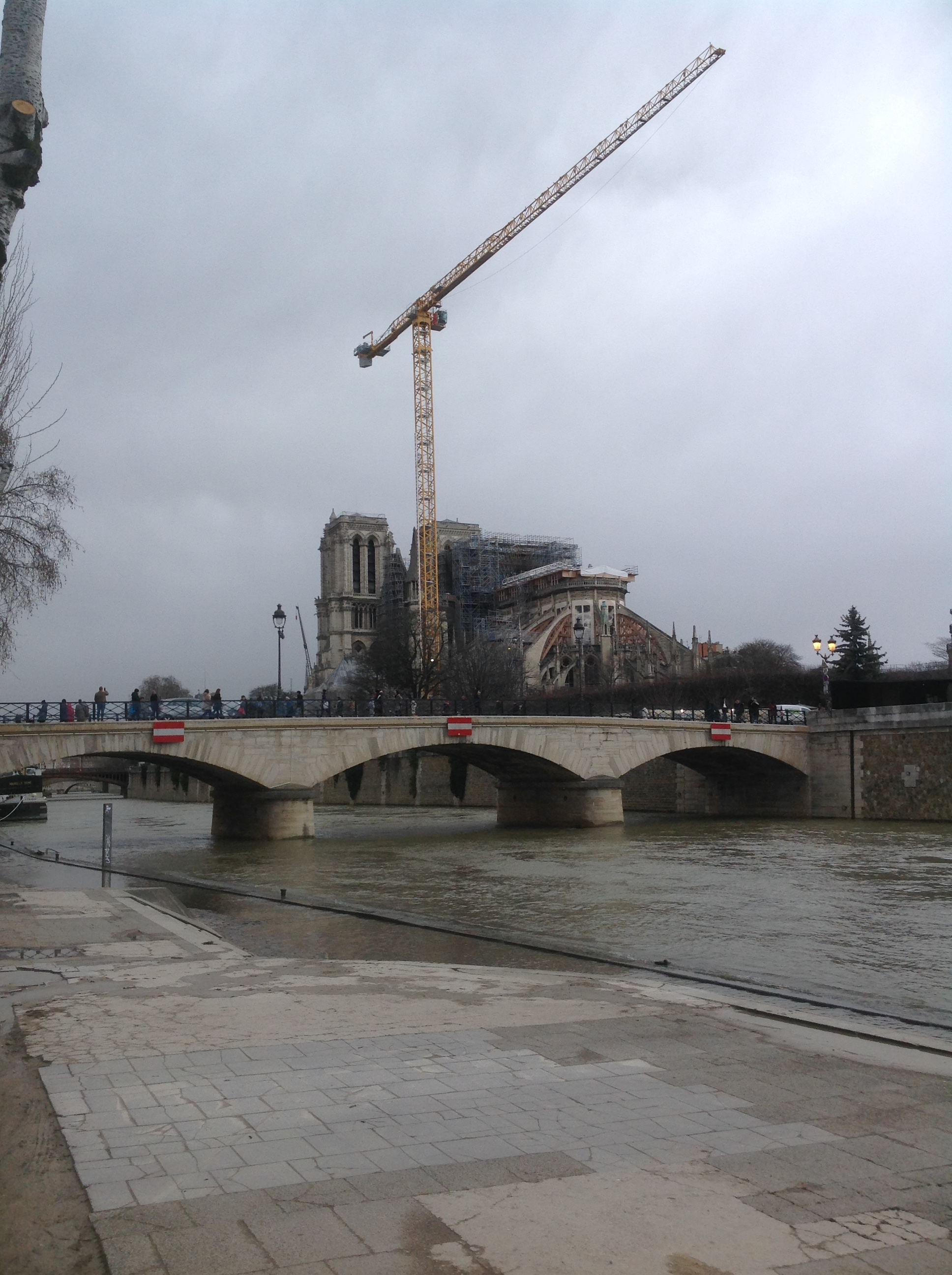
拆除屋頂碎片和鷹架的巴黎聖母院，攝於2020年2月
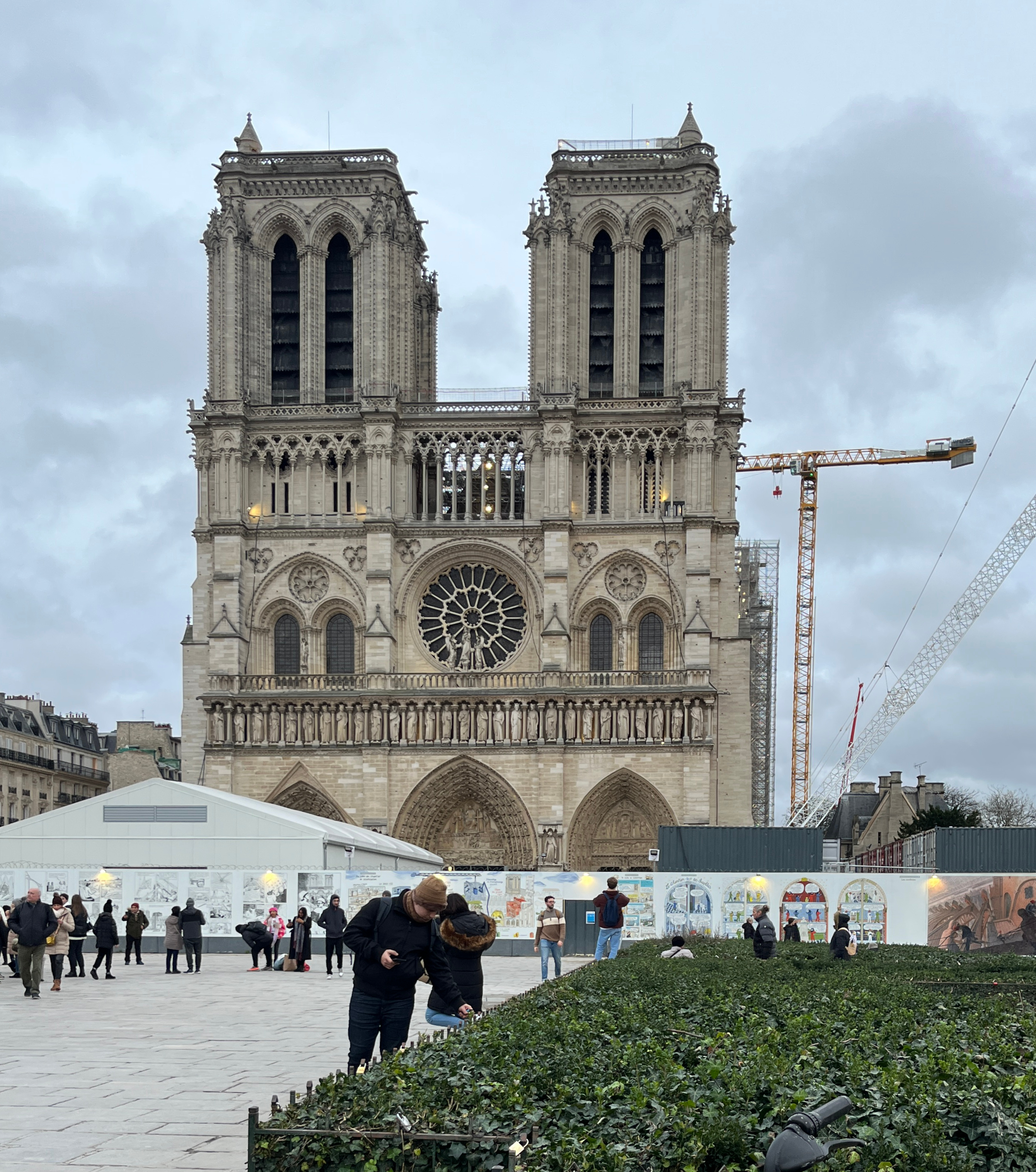
巴黎聖母院，2023年1月
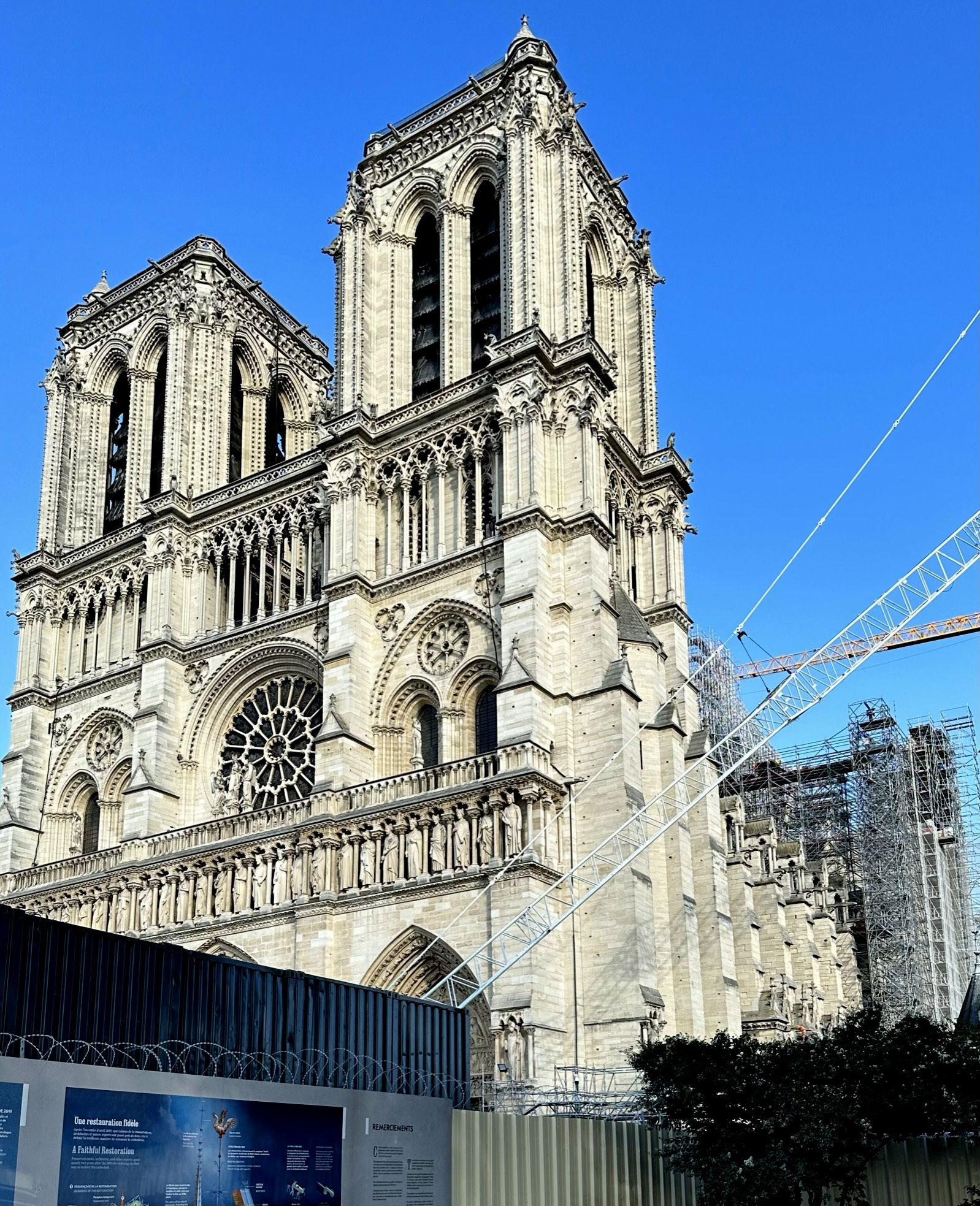
巴黎聖母院，2023年9月

### 重新開放
巴黎聖母院於2024年12月7日至8日重新開放參觀。法國政府在這兩天舉行盛大的重新開幕儀式，並邀請逾千名嘉賓出席，包括眾多國內政要以及各國國家元首。出席的外國政商界名人包括美國第一夫人吉尔·拜登（總統乔·拜登本人沒有出席）、候任美國總統唐納·川普、烏克蘭總統弗拉基米尔·泽连斯基、德國總統弗兰克-瓦尔特·施泰因迈尔、英國王儲兼威爾斯親王威廉王子、美國億萬富豪伊隆·馬斯克等。儀式先由法國總統馬克龍致辭，然後由巴黎主教洛朗·于尔里克主持宗教儀式，象徵性地重新啟動翻新後的巨型管風琴，並由他帶領嘉賓祈禱和唱聖詩，最後是一場音樂會，表演者包括中國鋼琴家郎朗、法國女星瑪莉安·歌迪雅、以及曾在查爾斯三世和卡蜜拉王后加冕禮表演的南非歌劇女高音Pretty Yende等。

## 建築

### 塔樓和尖頂

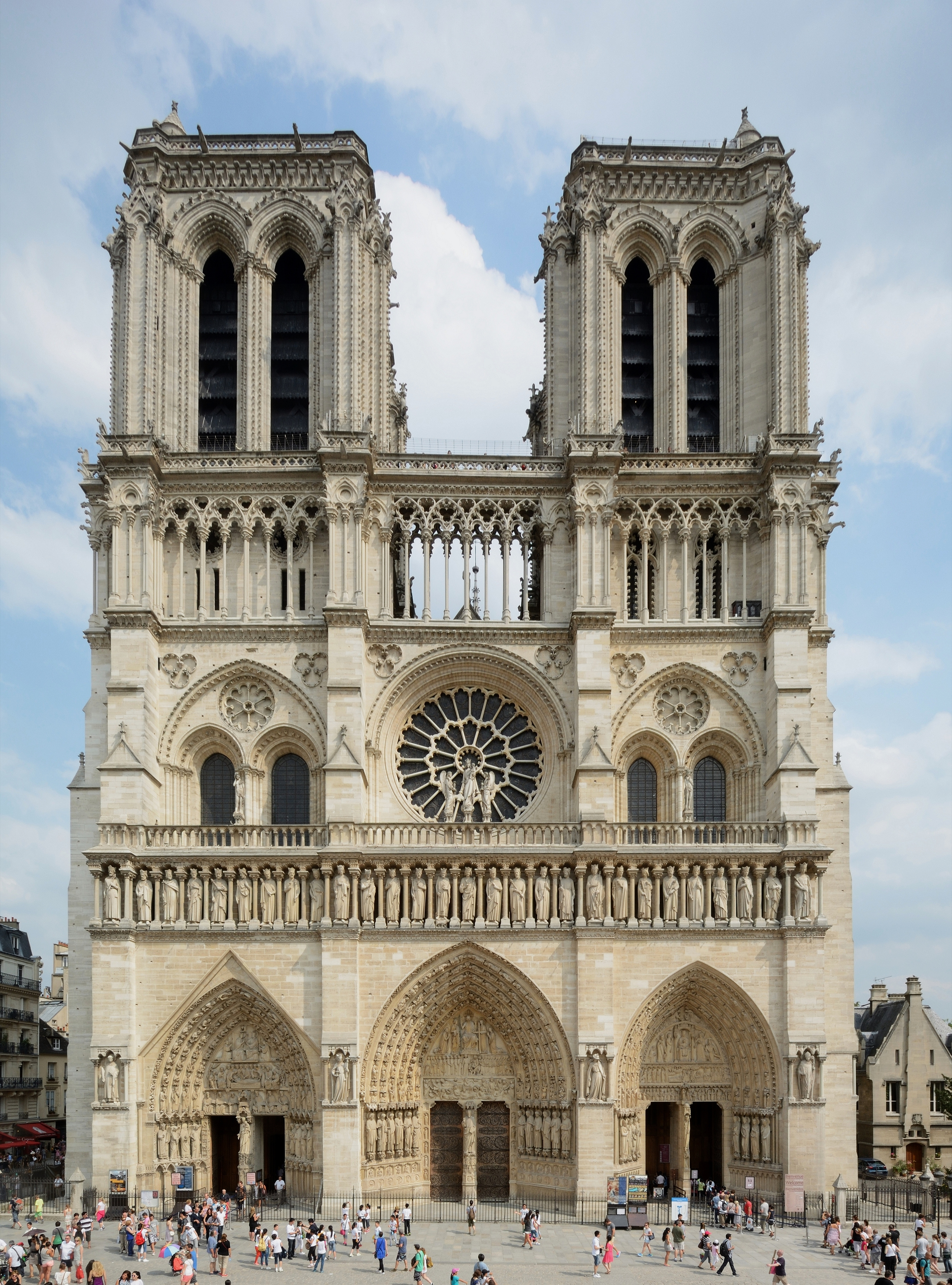
西立面的塔樓（1220-1250）
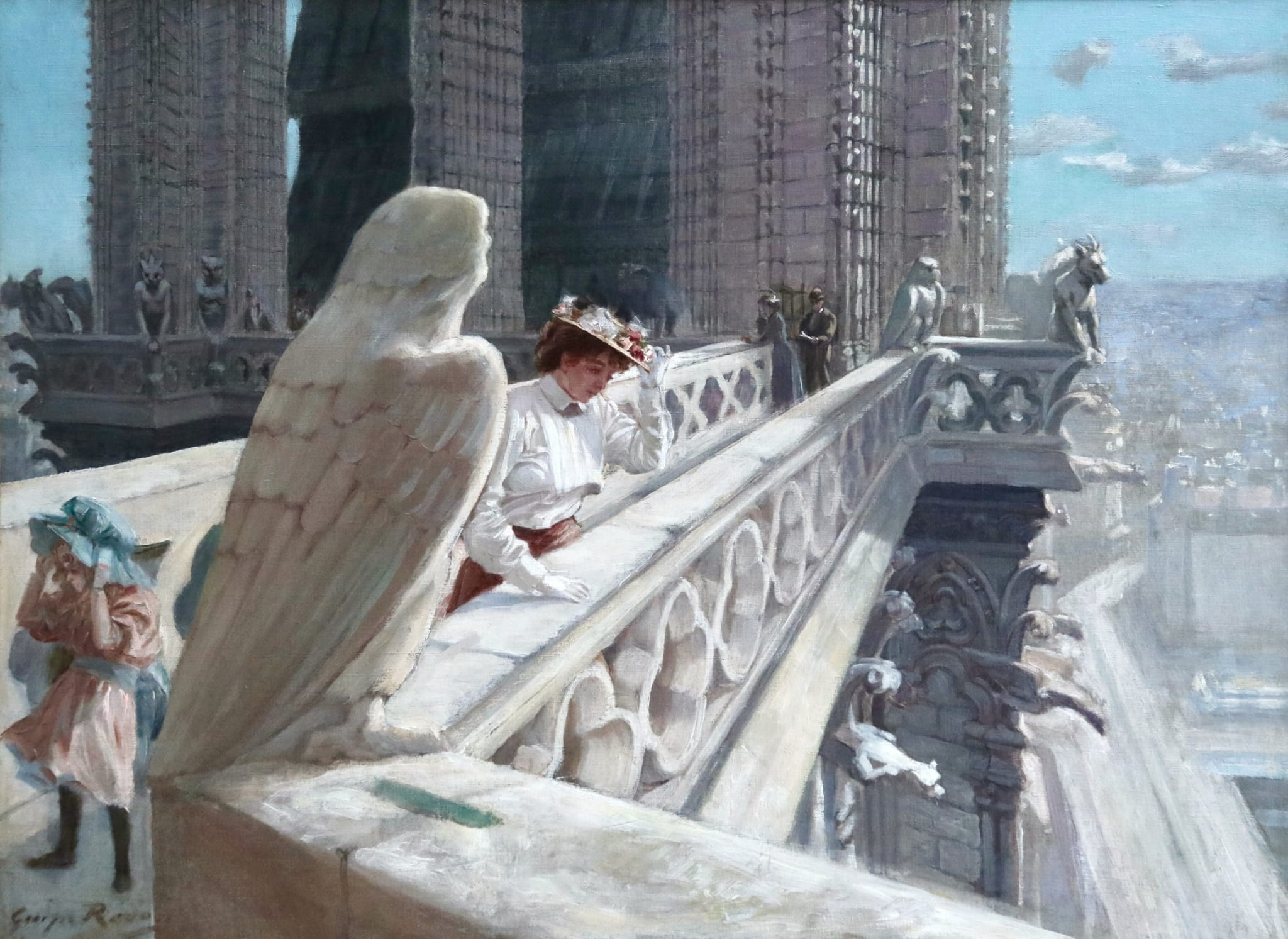
喬治·雷東（法语：Georges Redon）於1910年繪製的塔樓近景
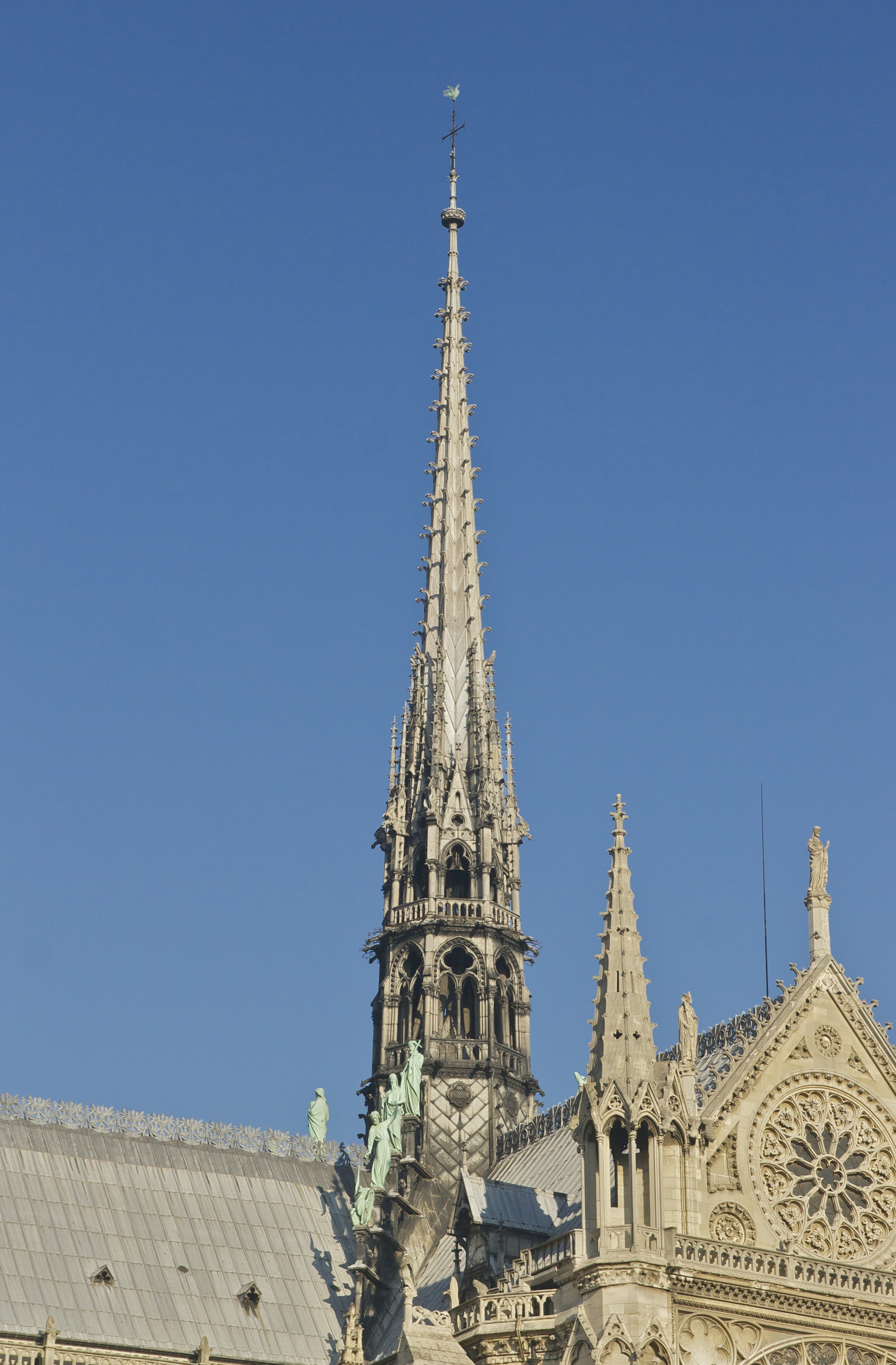
19世紀的尖塔，已在2019年的大火中毀損。
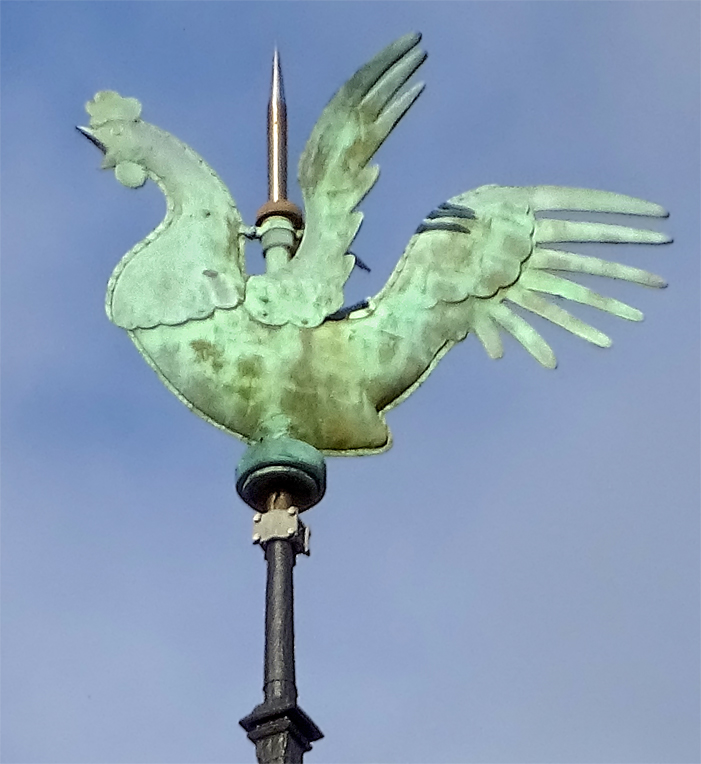
尖頂上的公雞聖物。在2019年的火災後，它在瓦礫成功尋回。輕微損壞。
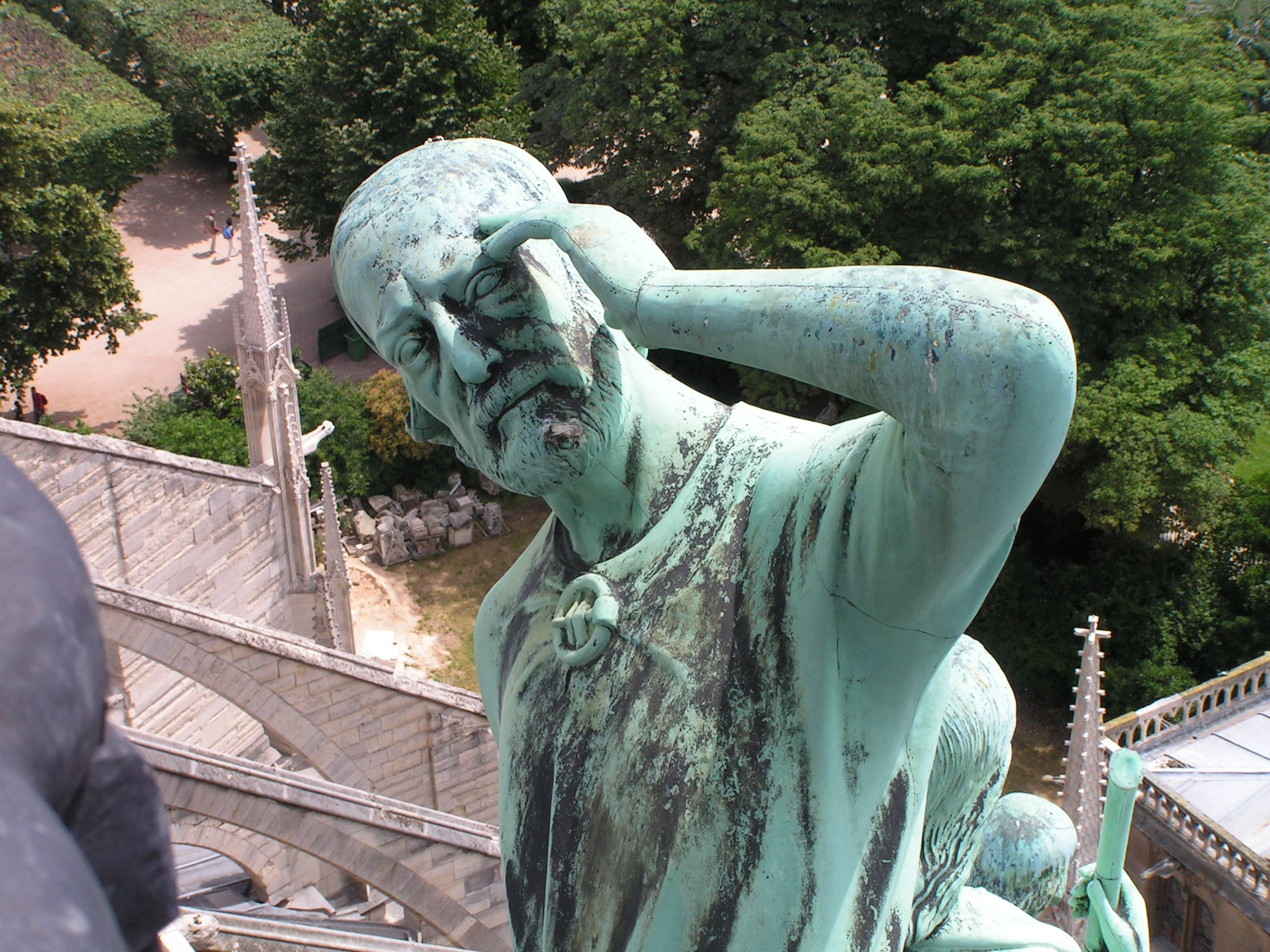
聖多默的雕像，其面部具有修復者歐仁·維奧萊-勒-杜克的特徵，位於尖頂底部

巴黎聖母院的兩座塔樓高69公尺（226 英尺），過去曾是巴黎最高的建築，直到1889年艾菲爾鐵塔完工。這兩座塔是聖母院最後一個完工的主體結構。南塔建於1220年-1240年之間，北塔建於1235年-1250年之間。其中北塔結構較為略大。
遊客能夠通過樓梯進入南塔，其樓梯的入口位於塔樓南側。樓梯共有387階台階，在玫瑰窗層的哥特式大廳停靠，遊客可以在那裡俯瞰巴黎的景觀，同時也能欣賞聖母院歷史早期的繪畫和雕塑收藏。
大教堂的尖塔位於教堂橫斷面的上方。最初的尖頂建於13世紀，約於1220年-1230年之間建造。但是自五個世紀以來經歷年久失修的風險下，最終在1786年被拆除。後在19世紀的修復過程中，歐仁·維奧萊-勒-杜克決定重建尖塔，並鉛覆蓋橡木的結構。整個尖塔重達約750噸。
按照杜克的計劃，尖塔周圍環繞著耶穌十二門徒和四位《新約》福音傳道者的青銅塑像。在2019年火災發生前幾天，這些雕像被拆除以進行修復。尖頂上的風向標保存了三件聖物：大教堂金庫中荊棘王冠的一小塊，以及巴黎的守護神聖德尼和聖吉納維芙的遺骨。這些文物於1935年由大主教若望·韦迪耶放置於此，以保護文物免受雷擊或其他的傷害。火災發生後不久，在瓦礫中找到了完好無損的風向雞。

### 圖像誌與穷人的圣经
- 巴黎聖母院的三座門，瑪利亞門、末日審判門和聖亞納門

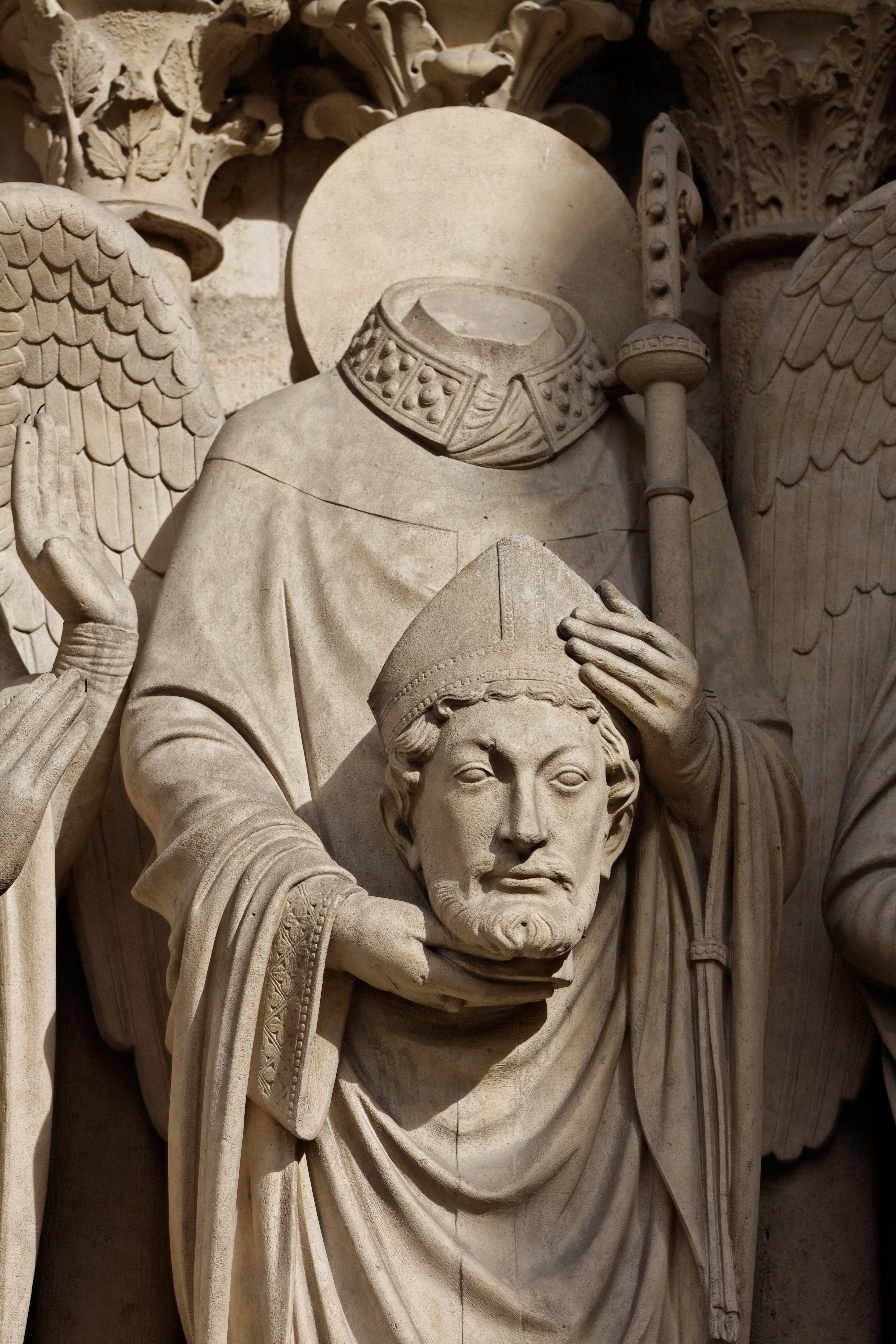
抱著頭顱的殉道者聖德尼，位於瑪利亞門上
蛇引誘著亞當和夏娃，位於末日審判門。
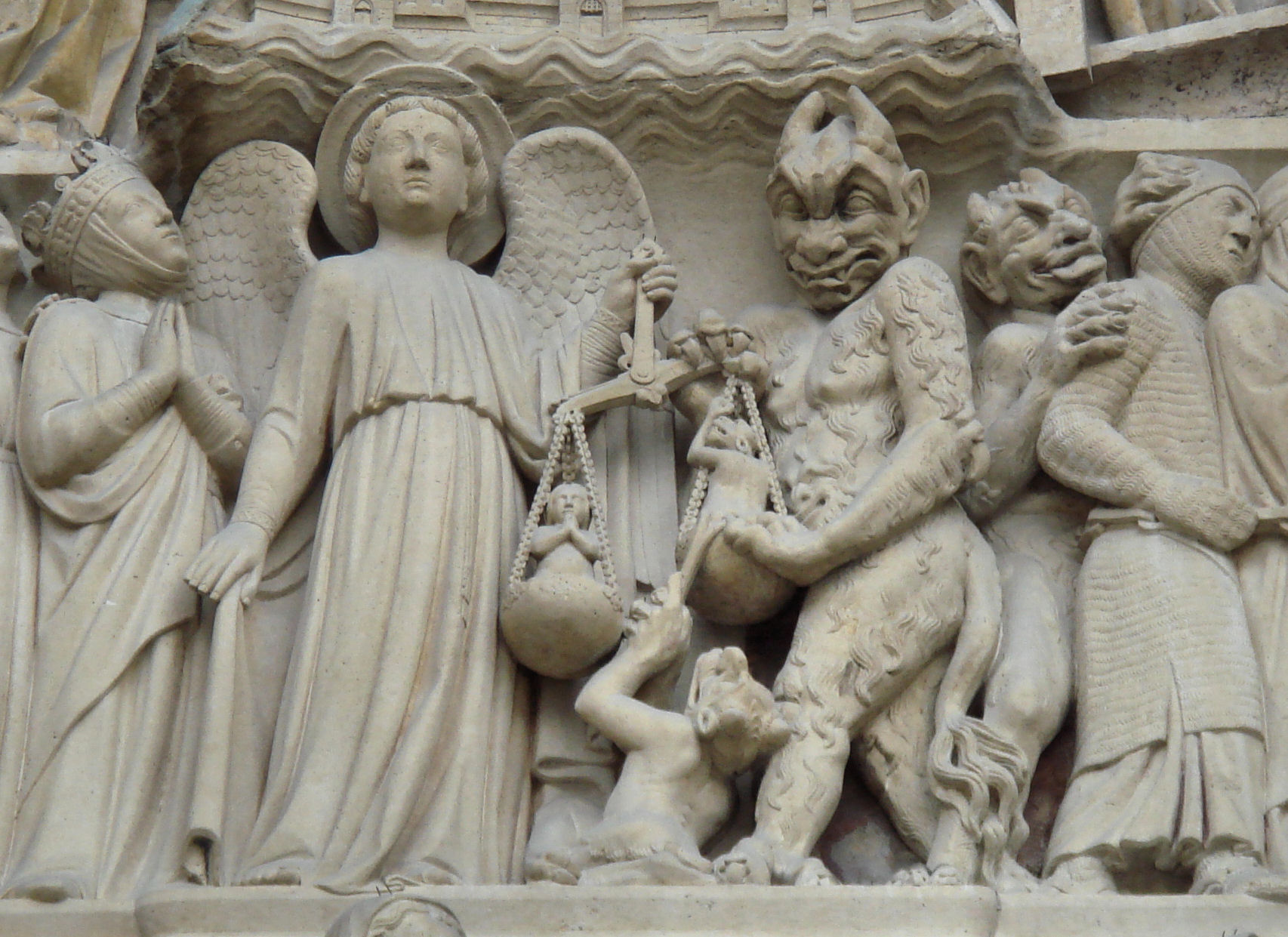
聖彌額爾和撒旦在最後的審判中衡量著人類的靈魂，位於末日審判門。
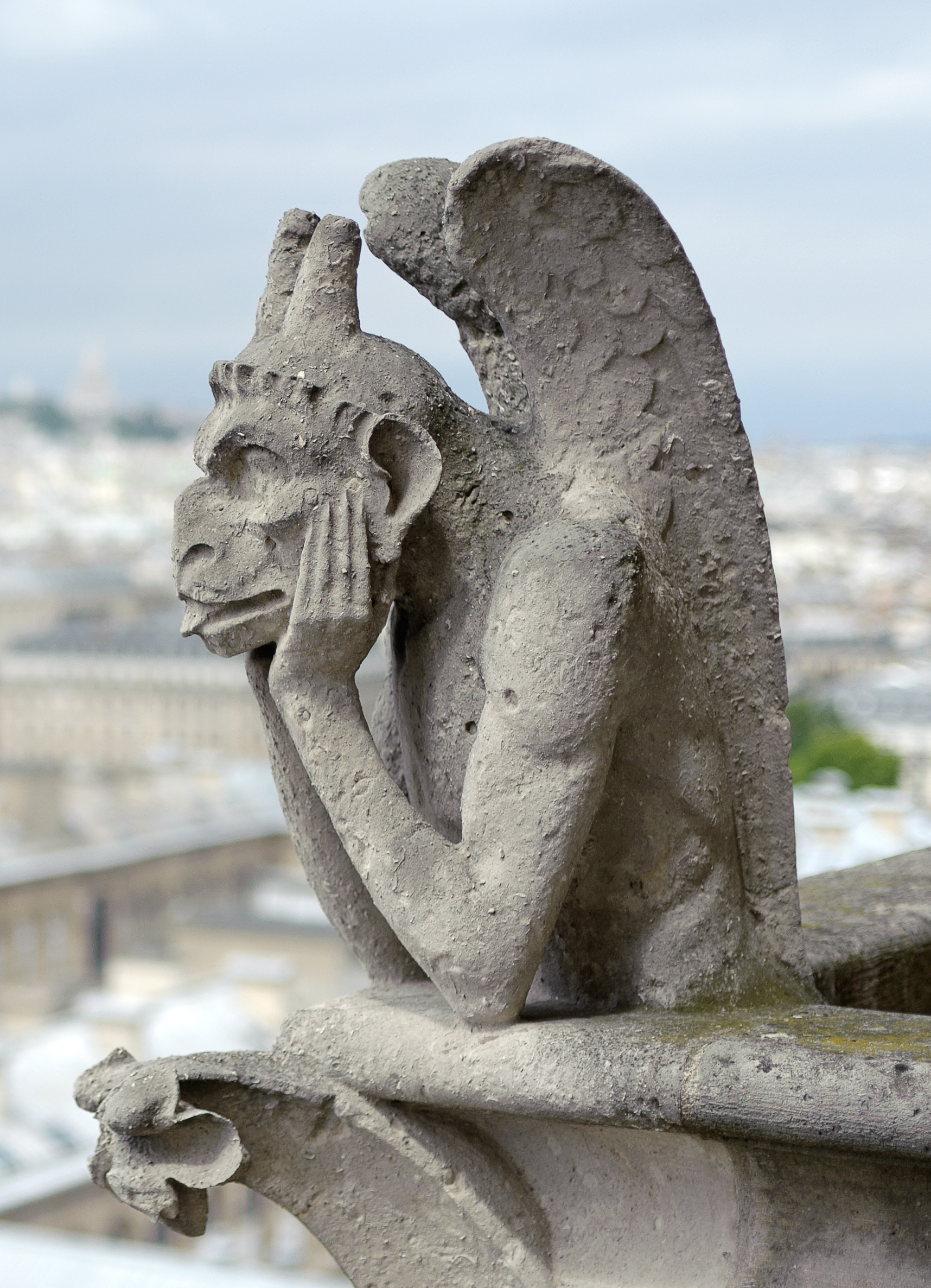
西立面的滴水嘴兽
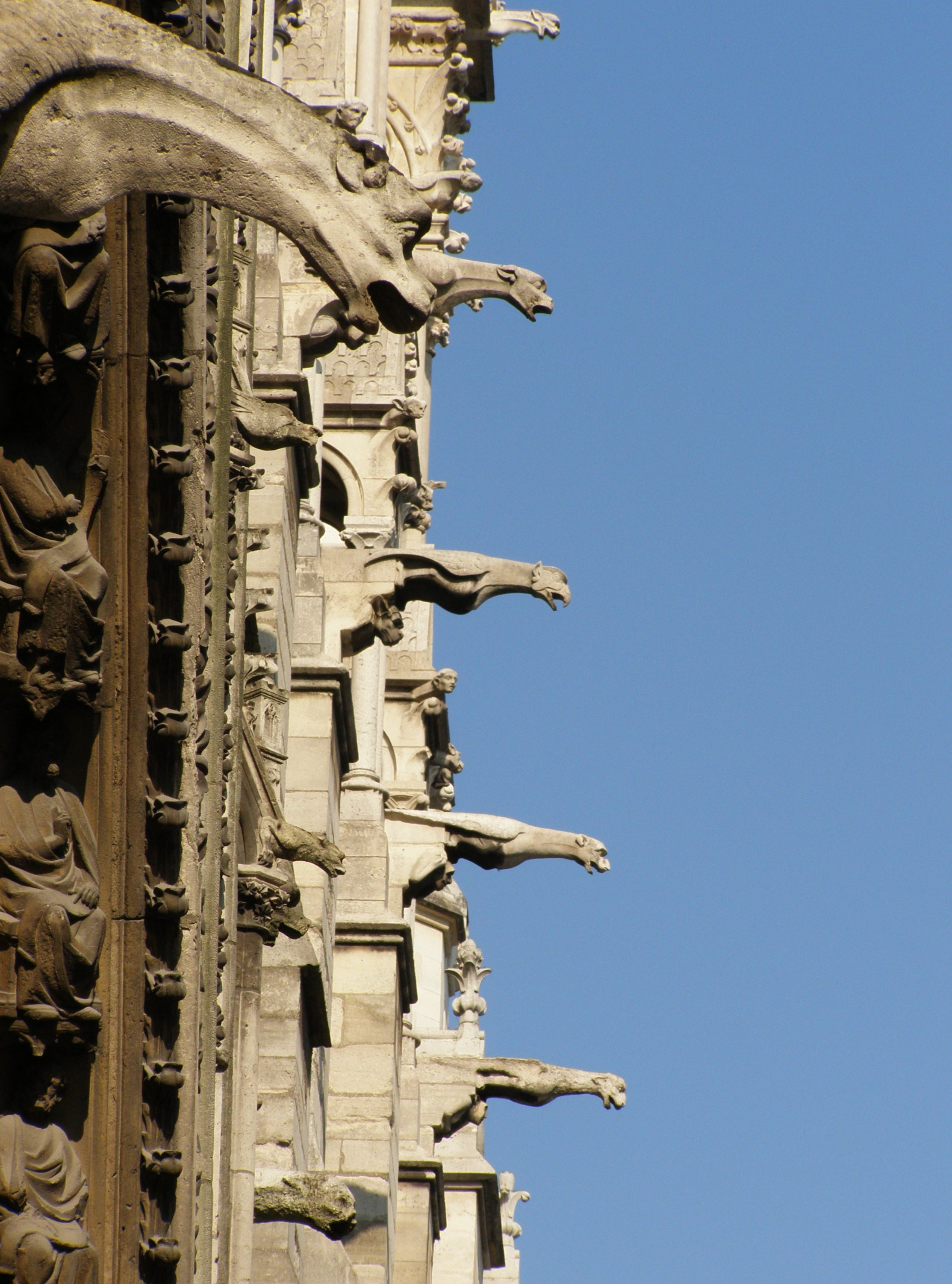
滴水嘴兽作為聖母院的雨漏使用
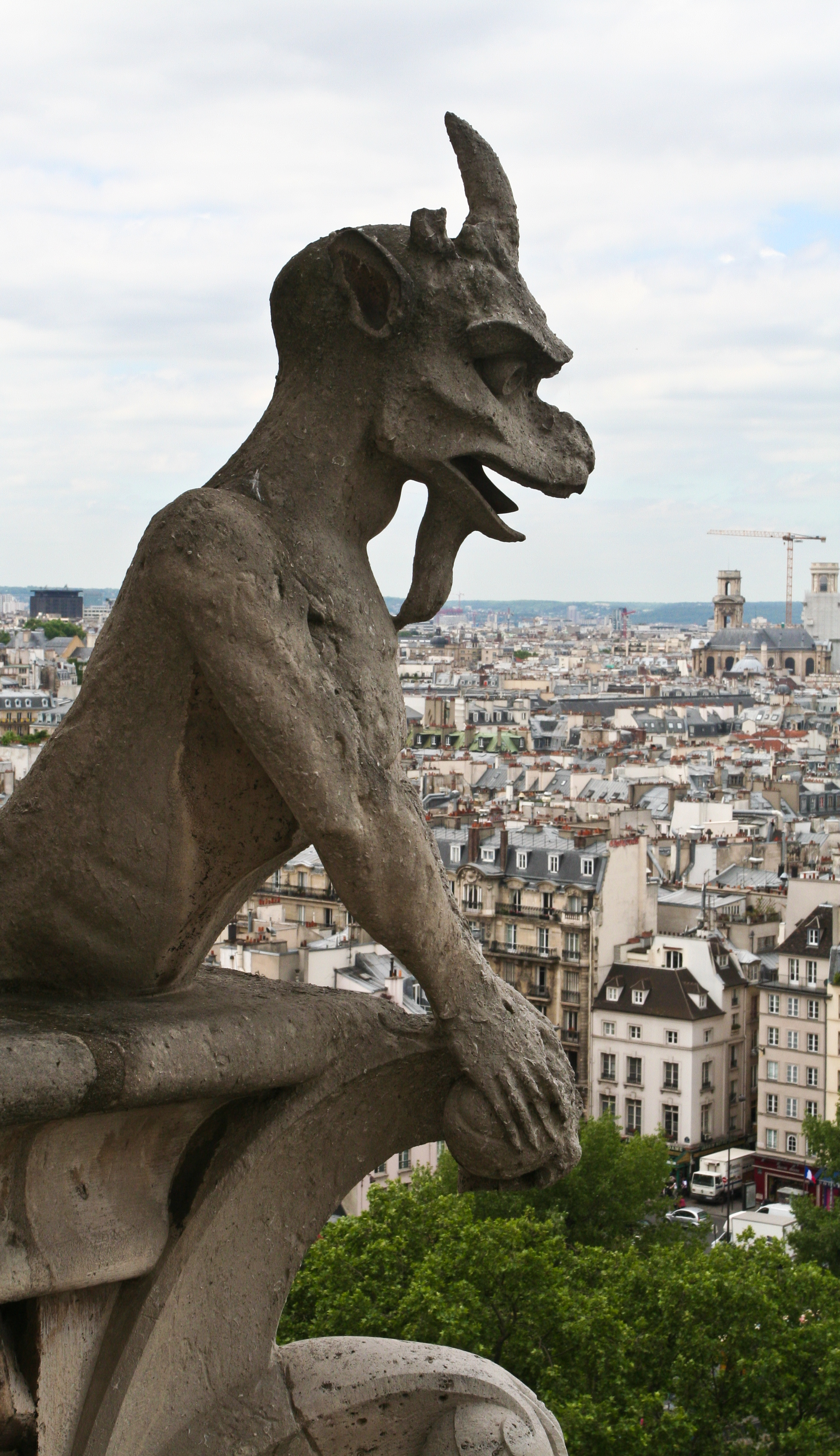
外牆上的喀邁拉
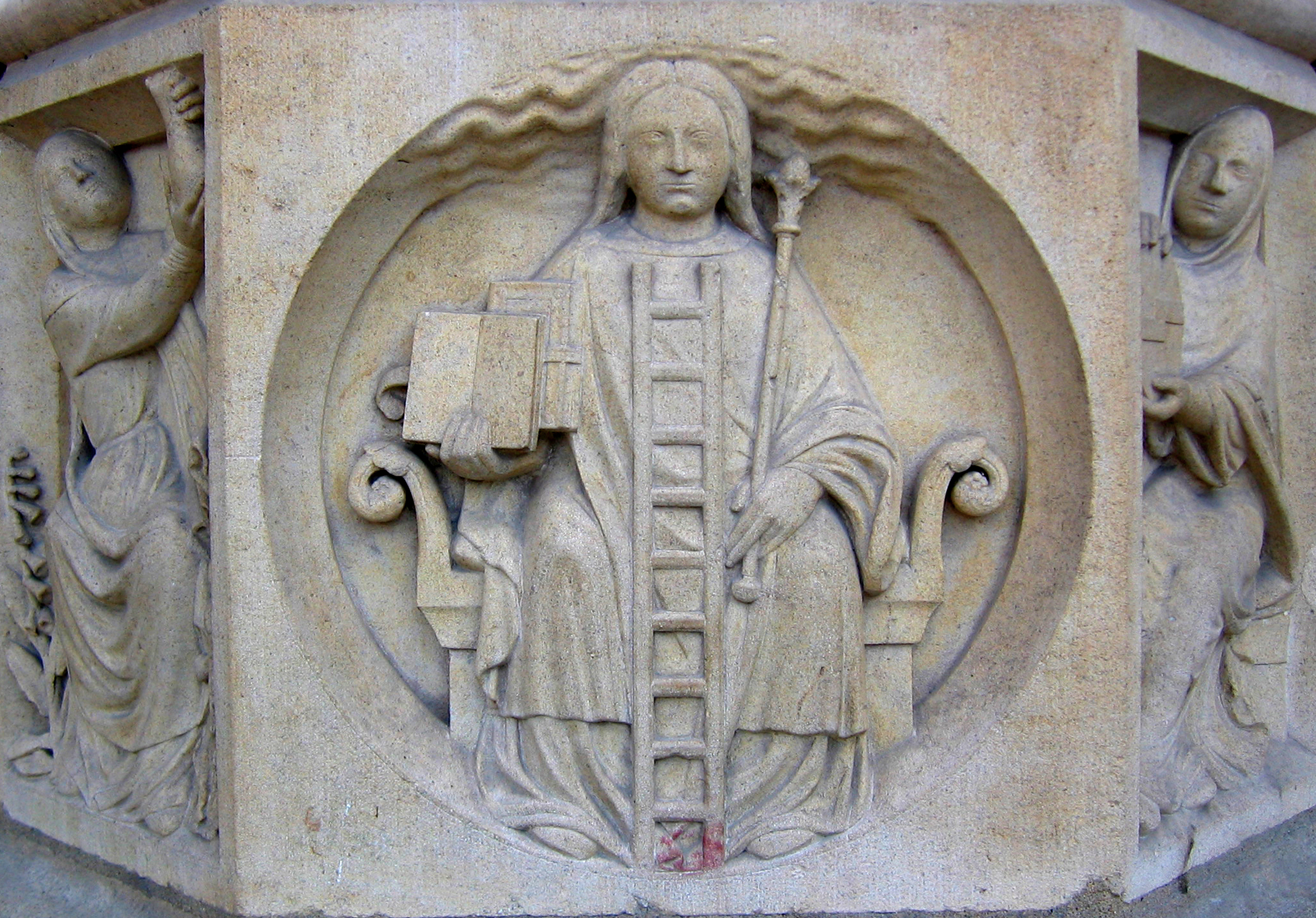
位於末日審判門的煉金術寓言

哥特式風格的聖母院宛如一本「穷人的圣经」，由於在中世纪時，巴黎绝大多数的教区居民是文盲，因此聖母院的建築物雕塑生动地展示關於圣经故事的內容。為了增加效果，聖母院立面上的所有雕塑最初都塗上了油漆和鍍金。
西立面面向著廣場，共有約於1220年前完工的三座大門作為入口：瑪利亞門、末日審判門和聖亞納門，其中末日審判門的龕楣生動地描繪《最後的審判》中，耶稣再臨并親自審判世間善惡的戲劇性場景，代表著善者上天堂，惡者下地獄的形象，瑪利亞門展示了聖母瑪利亞的生平和及後升天的故事.，聖亞納門則展示了對巴黎人很重要的聖人，如聖亞納、5世紀的巴黎總主教聖馬塞爾以及莫里斯．德叙利和法王路易七世等人形象的雕刻。
聖母院的外部也裝飾著各種神話般，帶有恐怖怪誕特徵的鬼怪雕塑。這些雕塑又被稱為雨漏或滴水嘴兽，是作為建筑输水管道喷口终端的一种雕饰。作用是把屋顶流下来的雨水，通过嘴上的孔洞排出。不过巴黎聖母院上的大多数怪兽像并不是都為滴水嘴兽，還包括以喀邁拉、思提克斯（Strix）為形象的石像，其中思提克斯是一種類似貓頭鷹或蝙蝠的生物，據說吃人肉。他被譽為是邪惡和危險的象徵，威脅那些不遵守教會教義的人。許多雕像，尤其是鬼怪的雕像在法國大革命期間被摧毀。但在19世紀的修復過程中被歐仁·維奧萊-勒-杜克設計的哥德式人物取代。
至於宗教人物方面，一些雕塑裝飾則專門用於說明中世紀的科學和哲學。西立面的末日審判門裝飾具有手持圓形牌匾，上面有煉金術符號的人物雕刻。在中央柱子上有一個坐在寶座上的女人雕像，其左手拿著權杖，右手拿著兩本書，具有一本打開具有公共知識的象徵，另一本關閉，則代表著深奧的知識，以及一個七級階梯，象徵著煉金術士在試圖將普通金屬轉化為黃金探索所遵循的七個步驟。

### 彩色玻璃窗

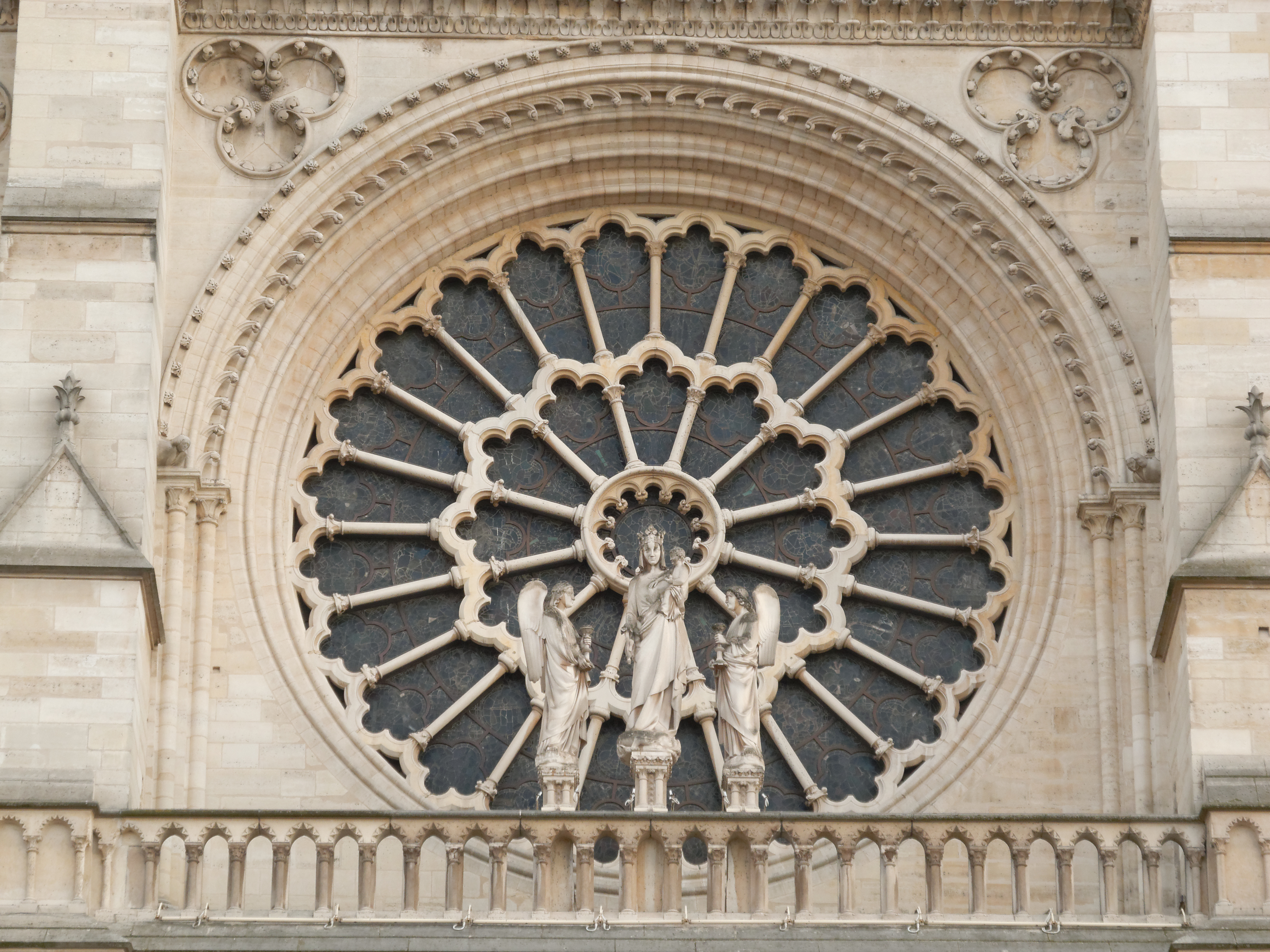
最早的玫瑰窗，位於西立面（約1225年）
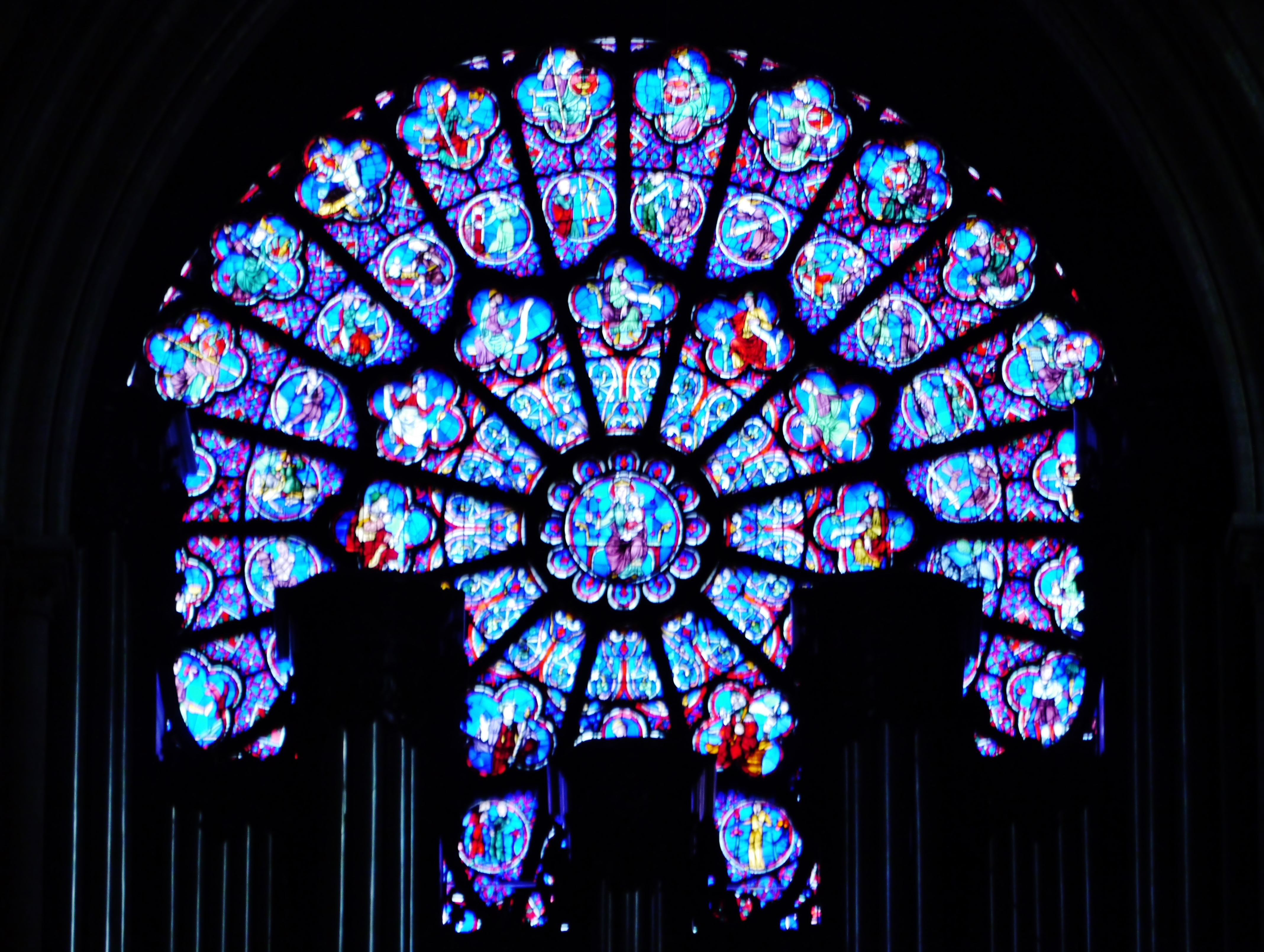
西玫瑰窗（約1225年）
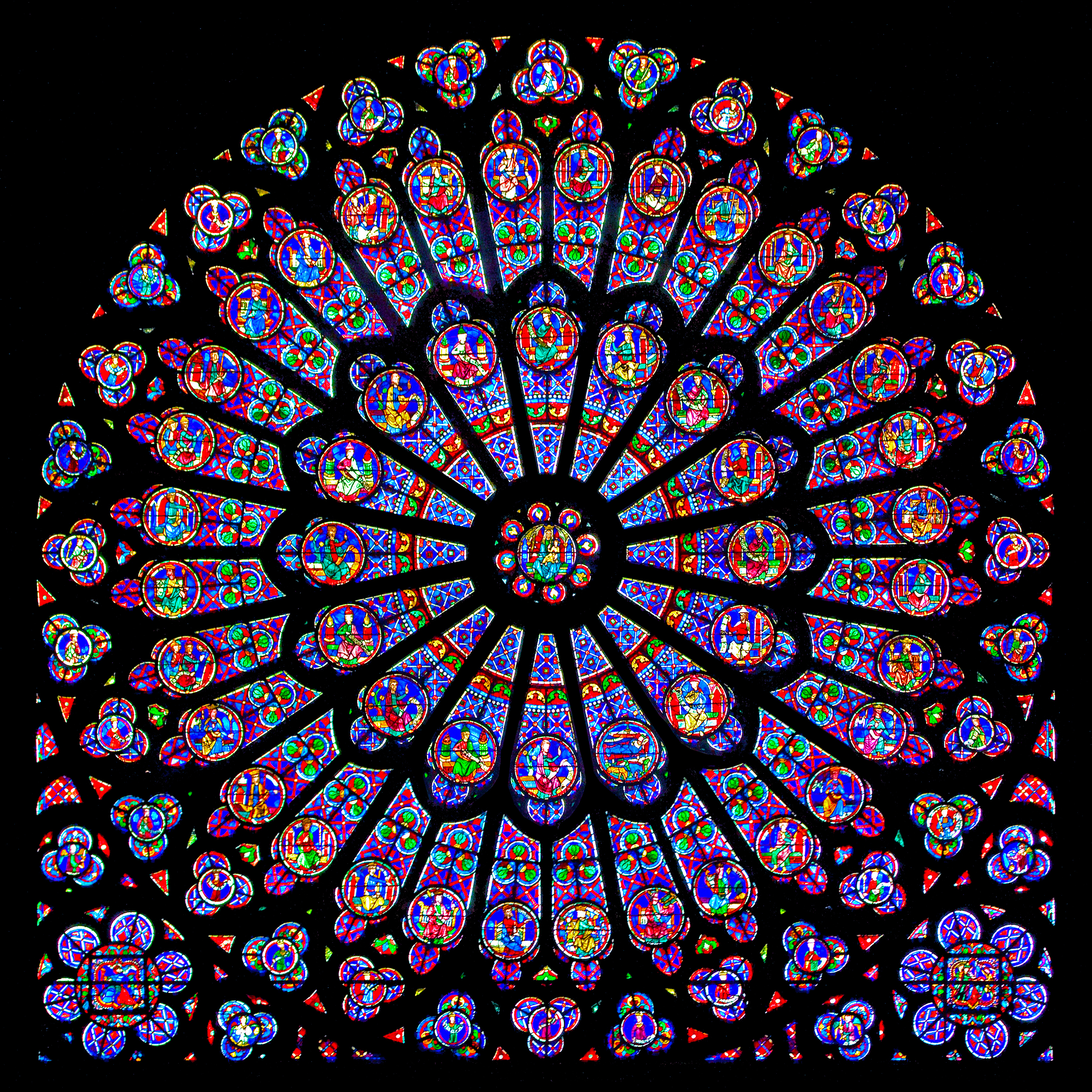
北玫瑰窗（約1250年）
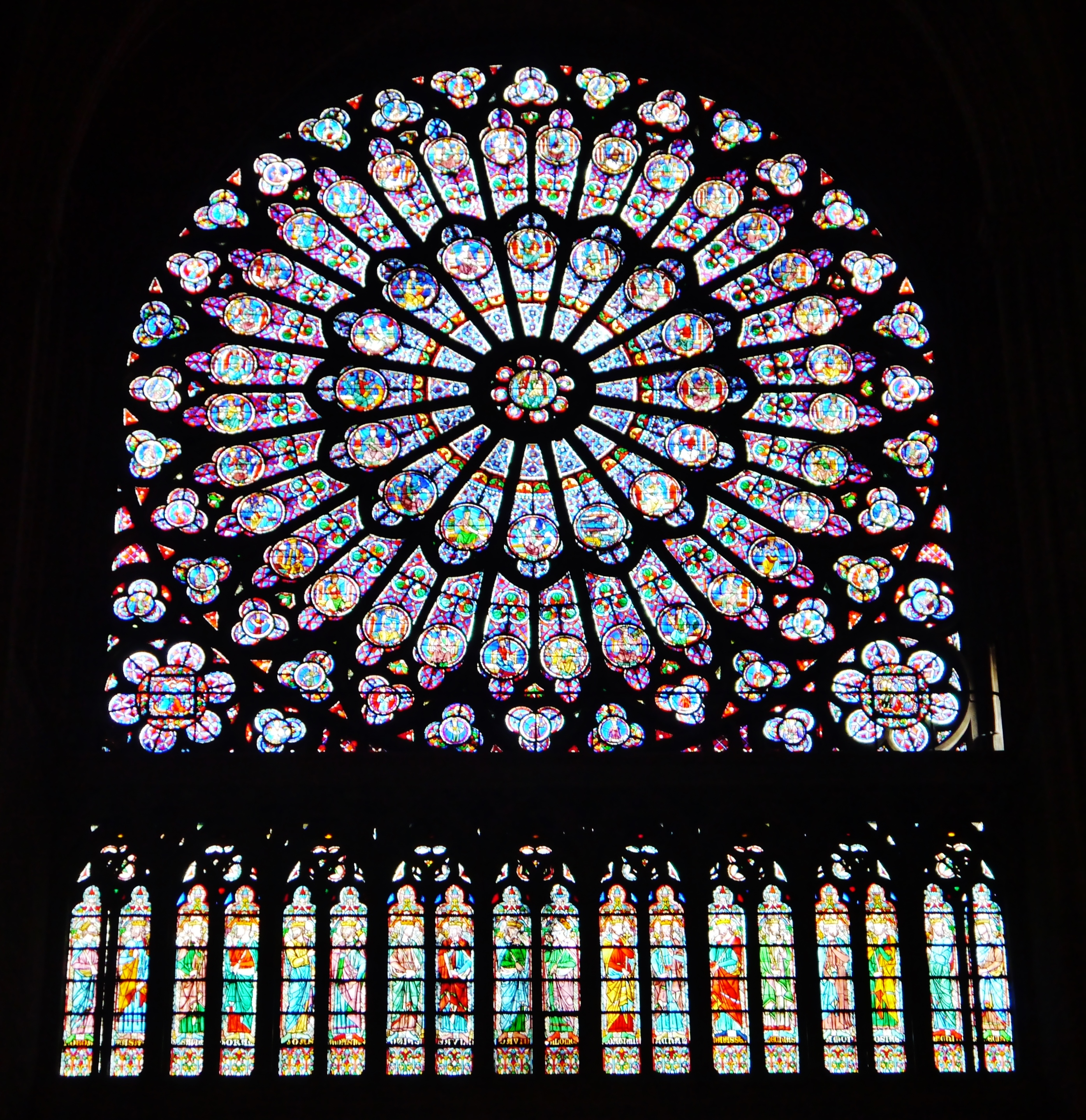
北玫瑰窗及下方的18個垂直窗

巴黎圣母院的三扇彩色玫瑰窗是教堂最偉大的傑作之一。門廊上方的西立面玫瑰窗是巴黎圣母院第一扇，也是最小的玫瑰窗。直徑為9.6公尺（32 英尺），大約在1225年製造，玻璃片鑲嵌在一個厚實的圓形石框架中。原來的玻璃原件並沒有保留；現今的玻璃窗是在19世紀重新製作的。
與西立面的玫瑰窗相比，由於後續新的對接系統，使中殿的牆體更薄中殿的牆壁更薄更堅固。因此北面和南面的兩扇橫廳窗則變得更大，玻璃比例也較高，北玫瑰大約於1250年創建，南玫瑰大約創建於1260年創建。其中南玫瑰窗以其規模和藝術性而引人注目。它的直徑為12.9公尺）周圍環繞著共19公尺（62 英尺）高的孔隙窗，它是由法國國王路易九世（聖路易斯）贈送給聖母院。
南玫瑰窗共有94個格子，排列成四個圓圈，描繪了基督生平和見證他在世時的人們的場景。內圈有十二個紀念章，顯示十二個使徒。（在後來的修復過程中，這些原始紀念章中的一些被移到了更遠的圓圈中）。接下來的兩個圓圈描繪了著名的烈士和處女。第四個圓圈顯示二十位天使以及巴黎的聖人，特別是聖德尼、童貞瑪加利大和聖尤斯塔斯。此外第三和第四圈也有一些旧约圣经的描述。第三個圓圈有一些紀念章，上面有新約聖經《瑪竇福音》的場景，玫瑰窗周圍角落的其他場景包括地獄的痛苦、亞當與夏娃、耶稣复活。聖伯多祿和聖保祿在窗口的底部，瑪利亞瑪達肋納和聖若望在頂部。南玫瑰窗目前是教堂保存最古老的玻璃，約在12世紀後期所製作。
南玫瑰上方是一扇窗戶，描繪了基督凱旋坐在天空中被他的使徒包圍。下面是十六個窗戶，上面有先知的彩繪圖像。這些都不是原來窗戶的一部分；它們是在19世紀修復期間由Alfred Gérenthe在歐仁·維奧萊-勒-杜克的指導下，根據沙特尔主教座堂的類似窗戶繪製的。
1543年，南玫瑰窗因磚石牆的沉降而受損，直到1725-1727年才得到修復。在1830年的法國大革命中，南玫瑰窗遭到嚴重的破壞。騷亂者燒毀了大教堂旁邊的大主教官邸，導致許多玻璃窗被毀。最後則是在1861年杜克對這扇窗進行全面重建。並將窗戶旋轉了15度，使新窗戶具有清晰的垂直和水平軸線，並以相同風格的新玻璃替換了被破壞的玻璃片。因此今天保存的窗戶則包含中世紀和19 世紀的玻璃。
1944年8月巴黎解放期間，教堂遭受了一些流彈的輕微破壞，一些中世紀的彩窗被損壞，被現代抽象設計的彩窗所取代。20世紀60年代，人們決定將杜克設計的格柵窗更換為新窗。新窗戶由雅克·勒舍瓦利耶製作，其特色並沒有人物形像，並使用抽象的格柵設計和色彩試圖重現13世紀大教堂內部的光彩。
2019年的火災中，三扇中世紀的大玫瑰窗在大火之後並沒有損壞的痕跡，處在狀況良好只有輕微損壞的狀態。教堂牧師長指出，必須拆除一扇玫瑰窗，因為該物件具不穩定而有危險。

### 墓葬和墓穴
與其他一些法國的教堂不同，巴黎圣母院在最初建造時沒有地下室。在中世紀時期，墓葬會直接埋在教堂的地板上，或在地上以石棺形式舉行，有些高級神職人員和一些皇室成員會以墓葬肖像的石棺形式安葬於唱詩班和後殿中，低級神職人員和普通人則被埋在教堂中殿或小教堂中。目前所有的墓葬都沒有完整的記錄。
1699年，許多合唱團的墳墓在一次重大翻修工程中遭到破壞或覆蓋。被挖掘出來的遺體被重新安葬在高壇旁的一個普通墳墓中。1711年，在合唱團中間挖出一個尺寸約為6公尺X6公尺的小墓穴，並在這次挖掘中，發現了1世紀的船夫之柱。1758年，在聖喬治教堂又挖出了三個地下室，用於埋葬聖母院的教規。1765年，在中殿下建造了一個更大的地下室，用於埋包括受益人、牧師、領唱員和唱詩班身份的人士。1771年-1773年間，圣母院地板重新鋪設了黑白大理石瓷磚，覆蓋了大部分剩餘的墳墓。這防止了許多這些墳墓在大革命期間遭到破壞。
1858年，合唱團的地下室被擴大到了合唱團的大部分長度。在這個興建工程中，許多中世紀的墓葬被重新發現。同樣，中殿的地下室也在1863年被重新發現。

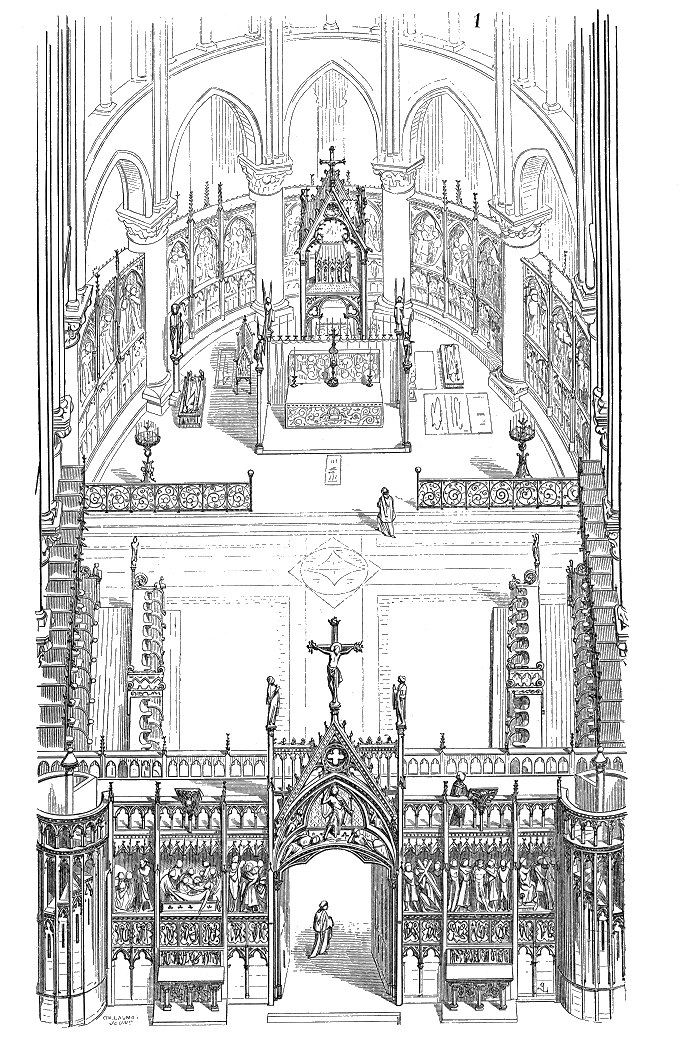
於1856年出版，由歐仁·維奧萊-勒-杜克繪製的《11至16世紀法國建築詞典》 （页面存档备份，存于） 中，聖母院中世紀時期的合唱團復原圖。在高壇周圍可以看到幾座墳墓。
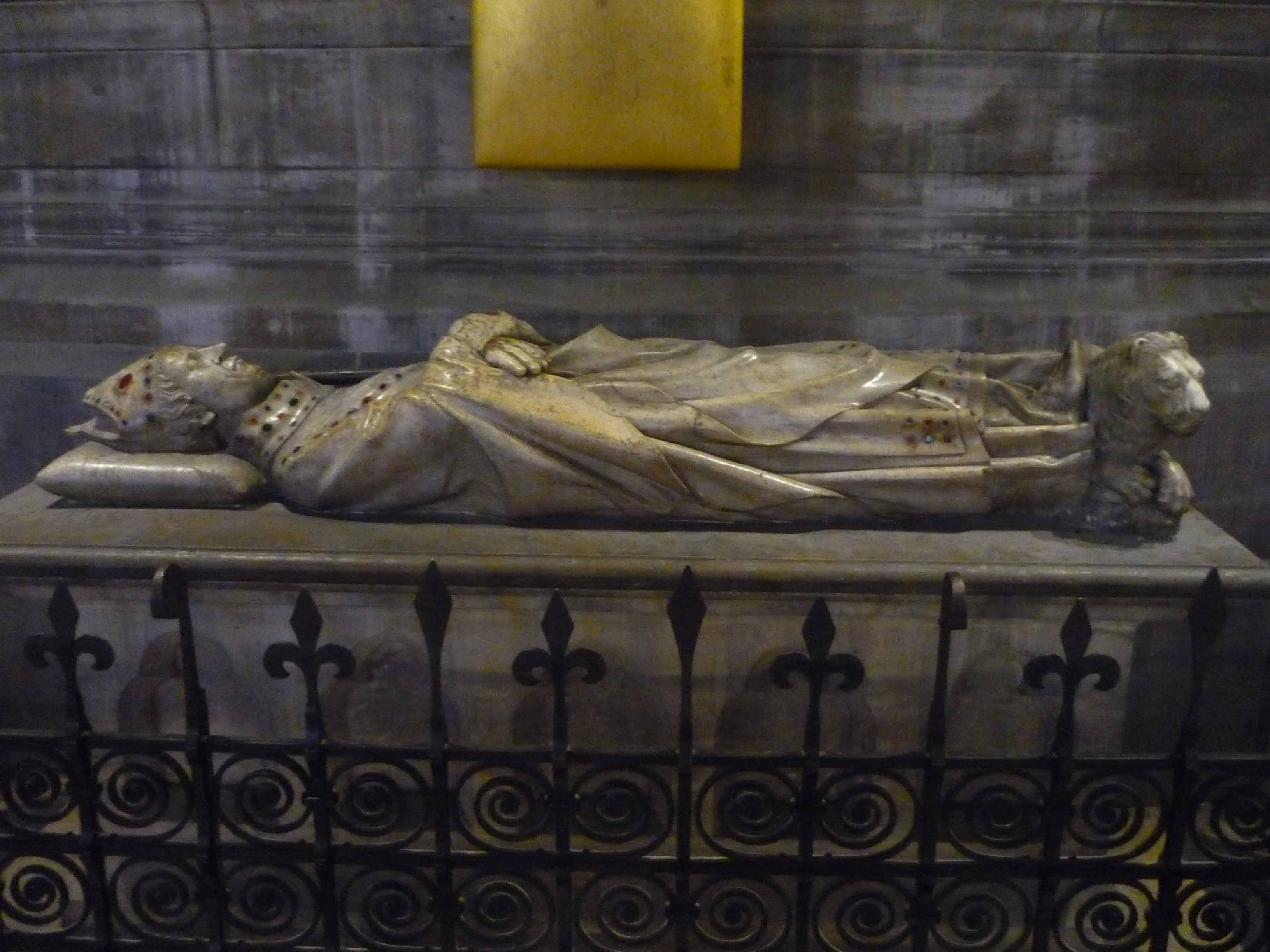
位於高壇後面的馬蒂福特主教墓（卒於1304年）是聖母院唯一倖存的中世紀喪葬雕塑。
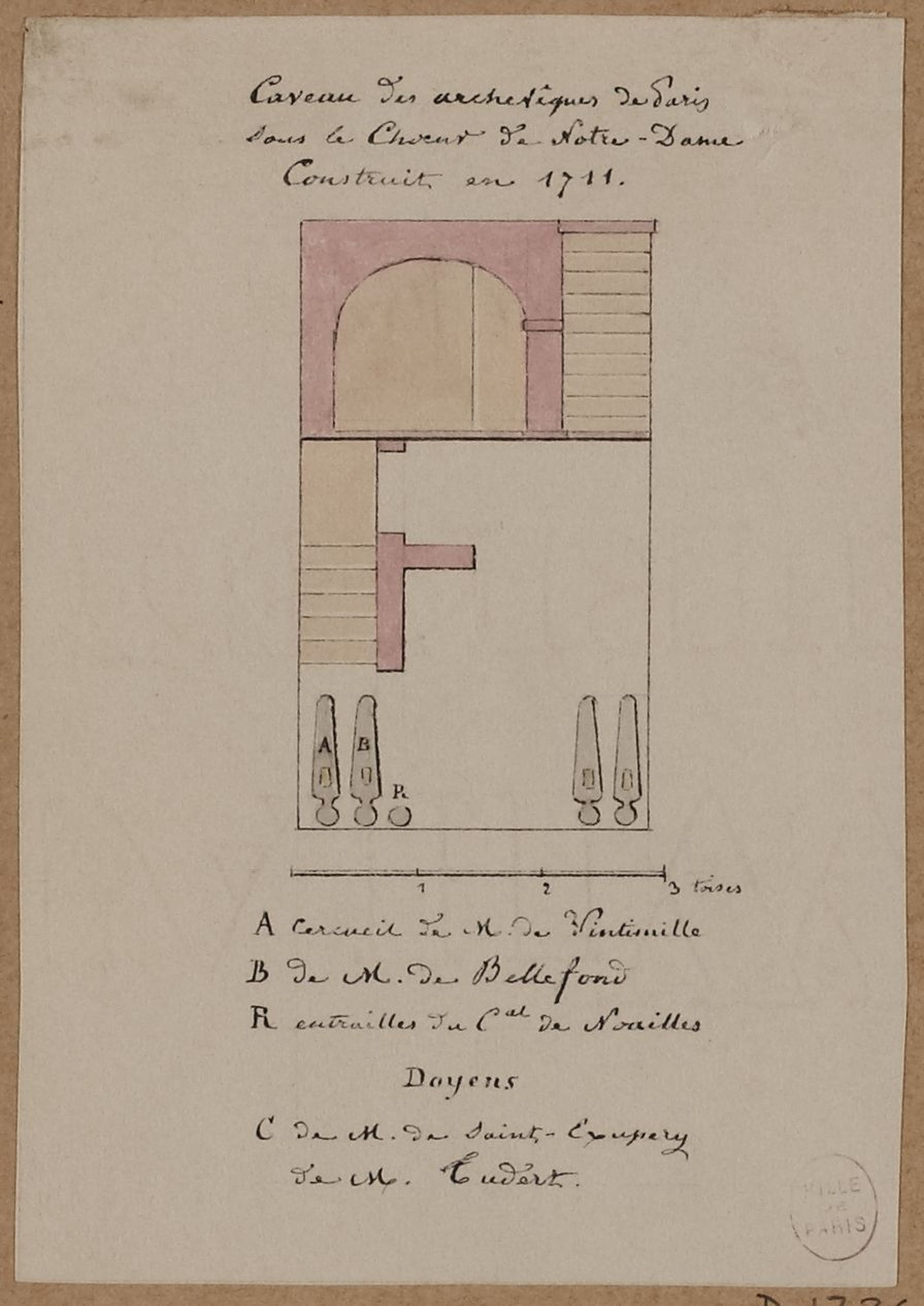
1746年對於巴黎圣母院合唱團下的墓穴紀錄，從左到右是嘉祿大主教（英语：Charles-Gaspard-Guillaume de Vintimille du Luc）、貝勒豐大主教（英语：Jacques-Bonne Gigault de Bellefonds）的陵墓、路易-安托万·德·诺瓦耶大主教的骨灰盒和兩座身份不明的陵墓。
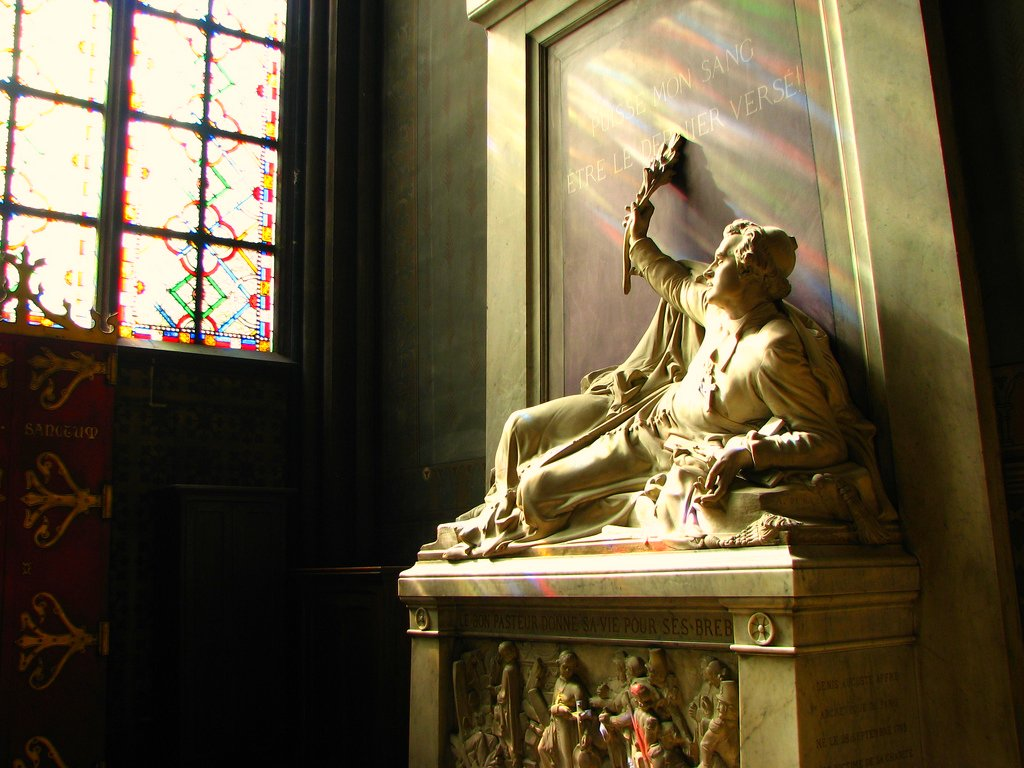
德尼·奧古斯特·阿弗爾大主教（英语：Denis Auguste Affre）之墓（1793-1848年）。該雕塑描繪了阿弗爾在六月天起義期間的致命傷，以及他舉著橄欖枝作為和平的標誌。銘文上寫著：「Puisse mon sang être le dernier versé！」（——願我的血成為最後一滴血！）

### 管風琴

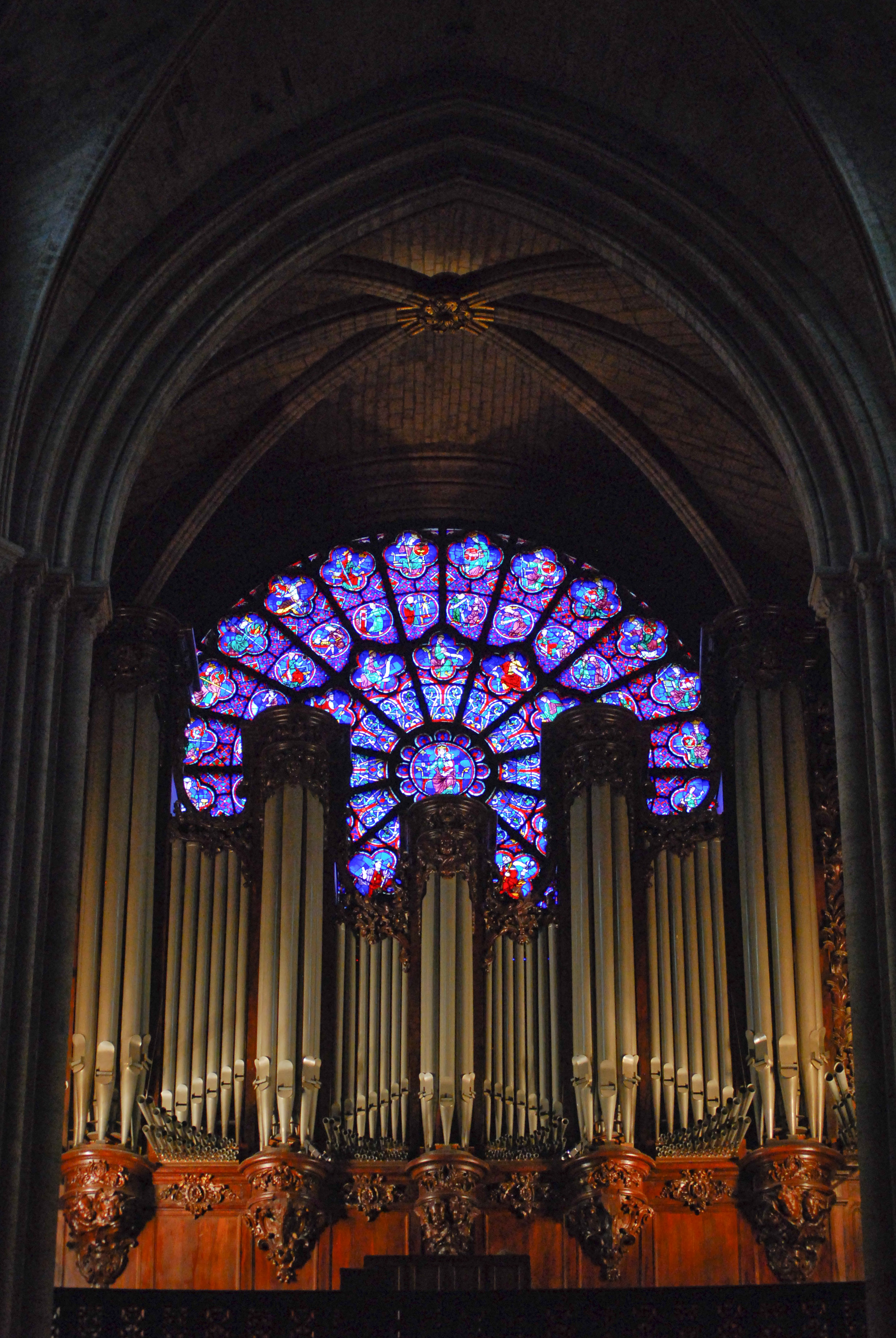
管風琴

巴黎圣母院最早的管風琴由弗雷德里克·尚班茨（Frédéric Schambantz）於1403年建造，在300年的時間裡多次重建，僅有12根管子和一些木頭從這個古老的樂器中倖存。它在1730年-1738年間被弗朗索瓦·蒂埃里取代，後來由弗朗索瓦·亨利·克里科特重建。在勒-杜克修復圣母院期間，阿里斯蒂德·卡瓦耶-科爾使用以前樂器的管道建造了一個新的管風琴。該管風琴於1868年投入使用。
1904年，管風琴製造師夏尔·米坦在名義上的管風琴家路易·維埃納的建議下修改並增加了幾個停頓；1924年，由勞斯萊斯首席執行官克勞德·約翰遜出資安裝了電動鼓風機。约瑟夫·伯谢（Joseph Beuchet）則於1932年進行了大規模的修復和清潔工作，其中主要包括對 Récit鍵盤的更改。在1959年-1963年間，讓·赫爾曼（Jean Hermann）將帶有Barker槓桿的機械機構更換為電動機構，並安裝了一個新的風琴控制台。
1990年-1992年，讓-盧布·布瓦索、貝特朗·卡蒂奧、菲利普·梅里奧、米歇爾·吉魯和Société Synaptel公司對樂器進行了全面修改和擴充。為讓·赫爾曼組裝的控制台創建了一個新框架。2012年-2014年間，伯特蘭·卡蒂奧和帕斯卡·奎林修復、清潔和修改了管風琴。並將停止和鍵操作已升級，並對於風琴箱和立面管道進行了修復，並進行了總體調音。目前的管風琴共有115個音位（156個音階），設有5個手動和踏板，以及8,000多個管子。
除了西區的大管風琴外，大教堂的教堂裡還有一個中型合唱管風琴，該管風琴由2個手冊、30個停止和37個等級組成，不過由於內澇而嚴重受損，但至少部分可重複使用。它還有一個5檔單手動連音器，在2019年大火中被消防員的水完全摧毀。據報導，大風琴本身在2019年4月的火災中幾乎沒有損壞，但需要清潔。

### 鐘聲
巴黎圣母院目前設有十個鐘聲。其中兩個最大的鐘安裝在南塔上。其他八個鐘則安在北塔。在1198年就已經有聖母院敲鐘的紀錄，14世紀末開始至今，鐘聲標誌著報時和召集人們前來祈禱。目前除了伴隨大教堂的常規活動外，鐘聲還在紀念具有國家和國際意義的事件中響起，例如1918年11月11日的國殤紀念日、巴黎解放、柏林墙倒塌和九一一袭击事件。
鐘是用青铜製成的，具有共振和耐腐蝕的特性。在中世紀時期，它們通常直接在大教堂的地面上建鐘，因此不需要特地進行長途運輸 。根據傳統，巴黎主教會舉行了一個儀式，並為大鐘獻上祝福和施洗，一位教父則正式為大鐘命名。大多數教堂的早期鐘聲都是以捐贈者的名字命名的，但它們也會以聖經人物、聖徒、主教和其他人的名字命名。
洗禮後，大鐘將通過拱形天花板上的圓形開口吊入塔中，並安裝在琴頭上，讓鐘擺動。圣母院的鐘則在直線擺動軸上擺動，這意味著旋轉軸就在鍾冠的上方。這種振鈴方式會產生更清晰的音調，因為拍板在上風時敲響，稱為飛拍板。然而這也會產生很大的水平力，可能高達鐘的重量的一倍半。出於這個原因，鐘被安裝在從塔的石牆上凹進的木製鐘樓內。這些吸收水平力能夠防止鐘損壞，同時也能相對易碎的石製結構。
大革命之前，大鐘經常出現斷裂的情況，它們經常被拆除進行維修或完全重鑄，有時還會重新命名。例如，紀堯姆鐘在1230年-1770年間曾三度改名並重鑄不少於五次。大革命期間，聖母院的大部分鐘被拆除並熔化。後在19世紀的修復過程中為北塔製作了四個新鐘。作為大教堂850週年慶典的一部分，這些古鐘後於2012年退役，並被替換為九個新鐘。
除了主鐘外，大教堂還有較小的次鐘。其中包括中世紀尖頂上的鍾琴，18世紀的三個鐘，以及19世紀增加的六個小鐘，三個在重建的尖頂上，三個在屋頂上，可以在聖殿聽到。這些小鐘已經在2019年的火災中被摧毀。

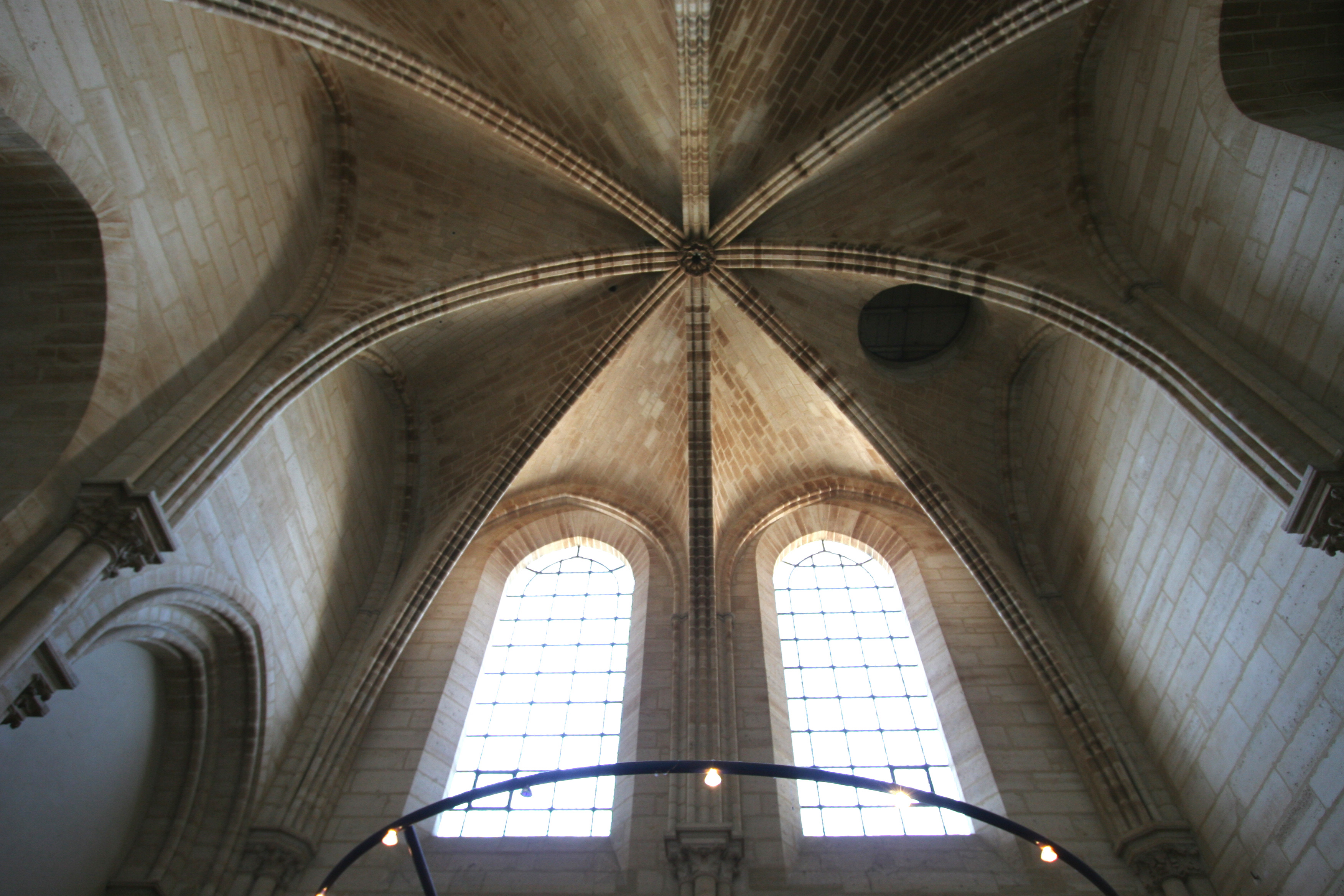
北塔下方天花板上的圓形多功能門（中心右側），最初使用於升降大鐘的功能。
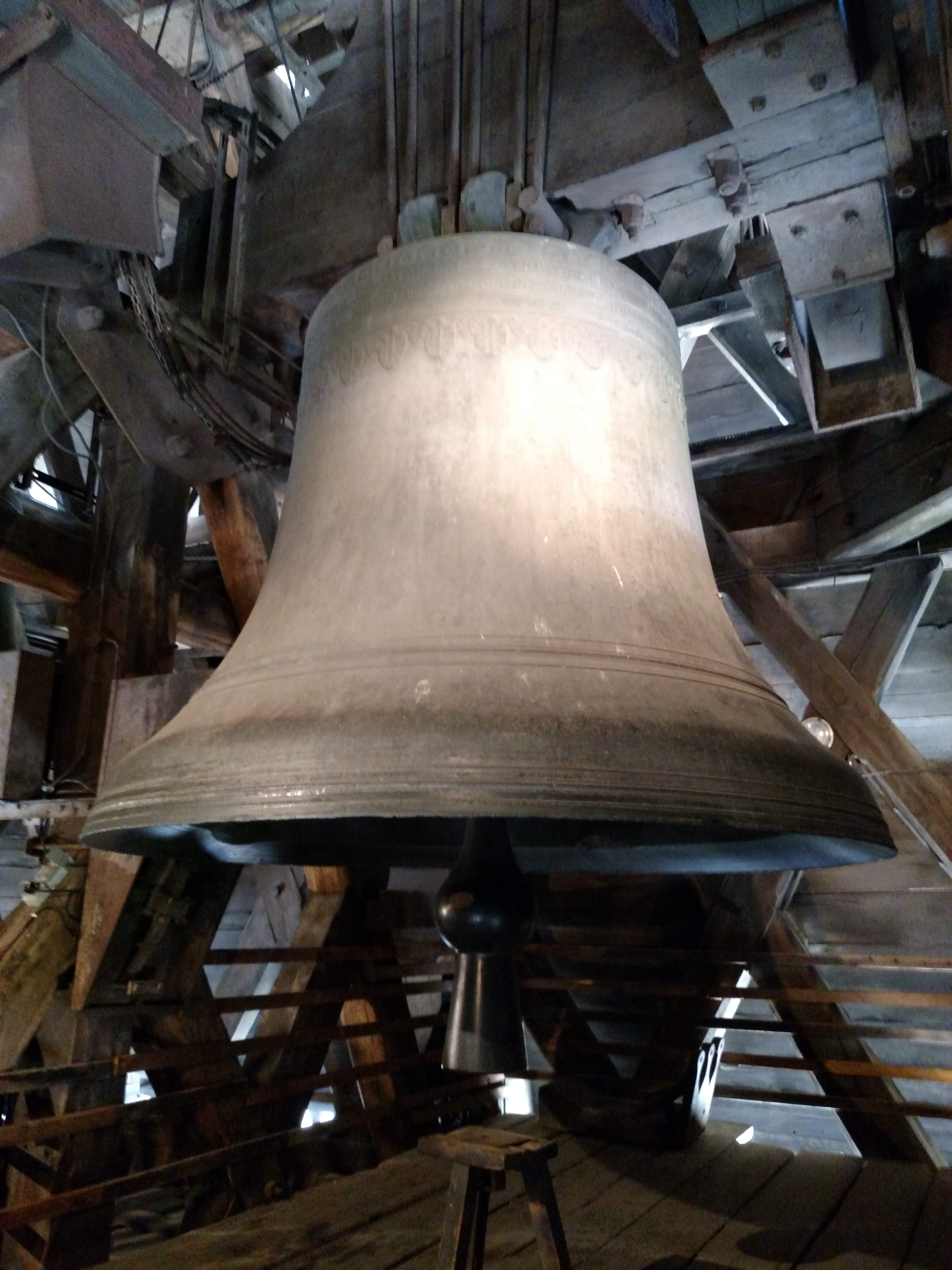
波登·伊曼紐爾鐘，巴黎圣母院最大和最古老的鐘，鑄造於1686年
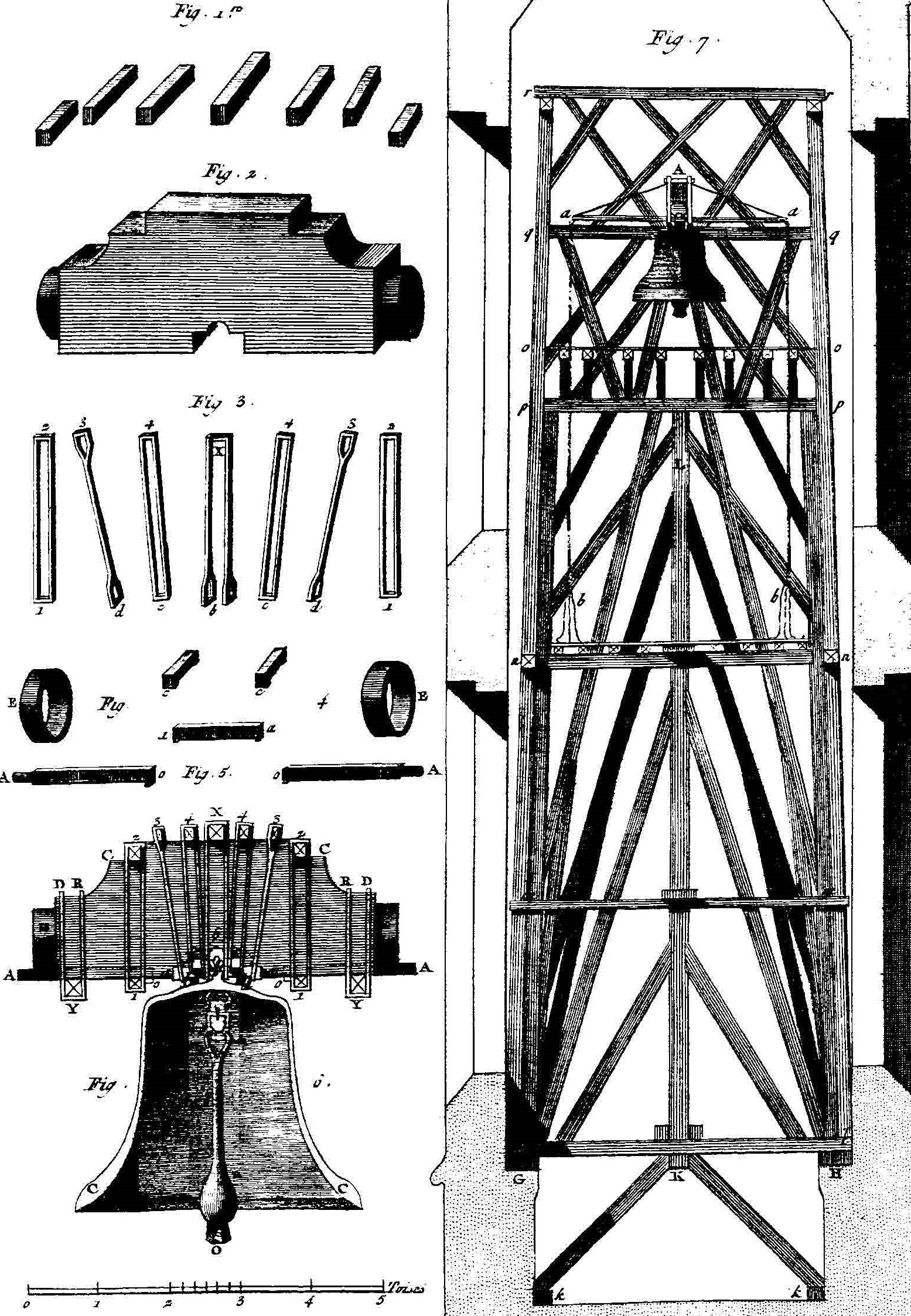
1767年鐘形琴頭和安裝組件（左）和聖母院的原始南鐘樓（右）的插圖[126][a]
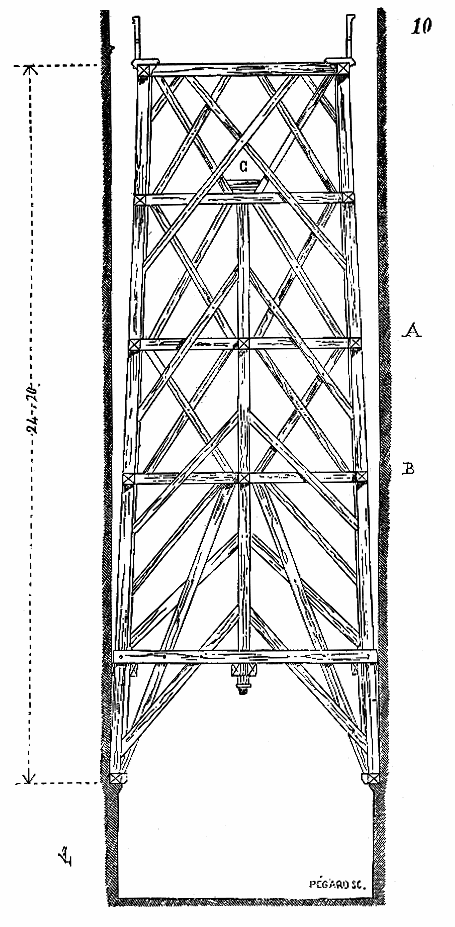
1854年勒-杜克的插圖，展示了1850年鐘樓結構的細節
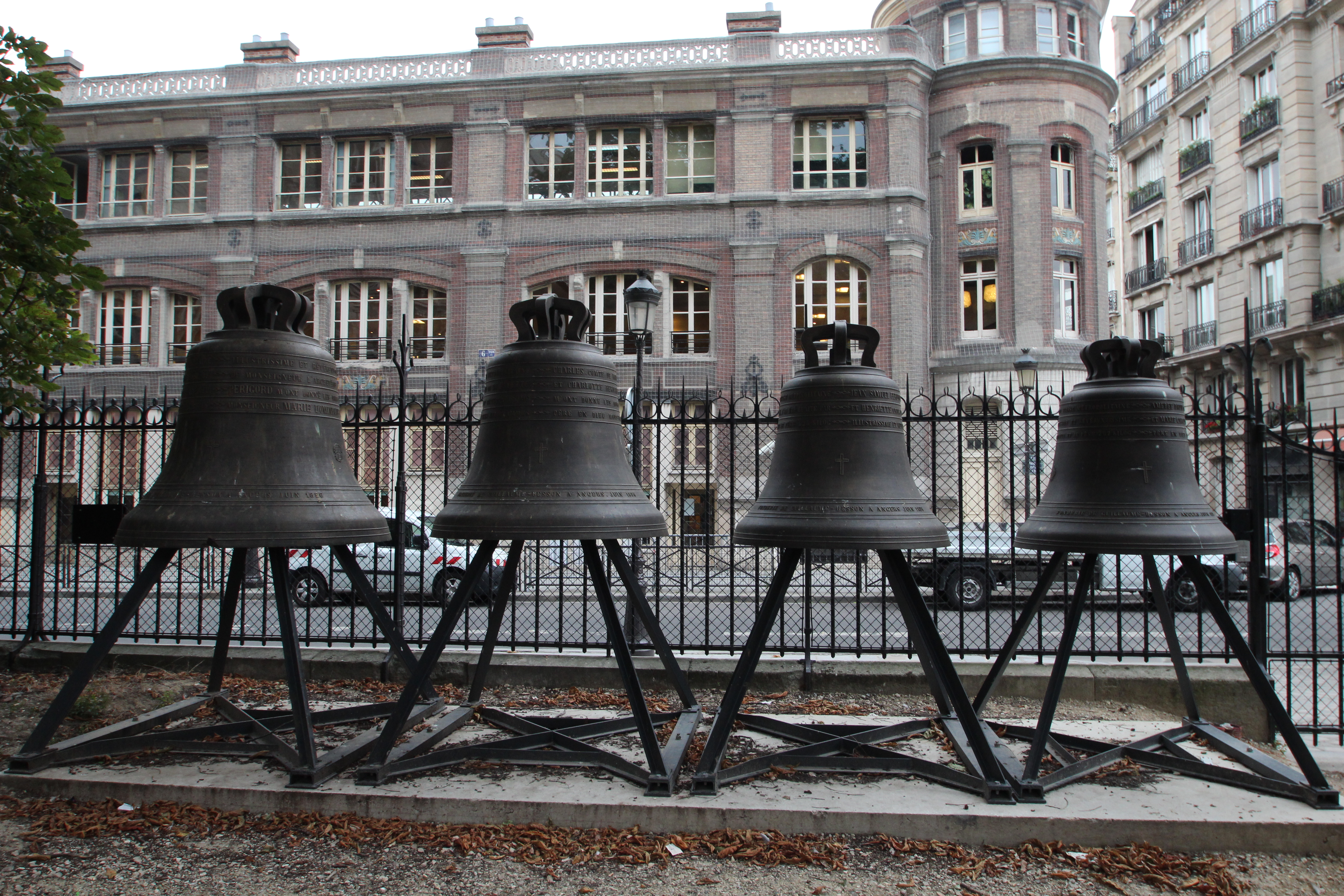
2012年退役的四個19世紀大鐘
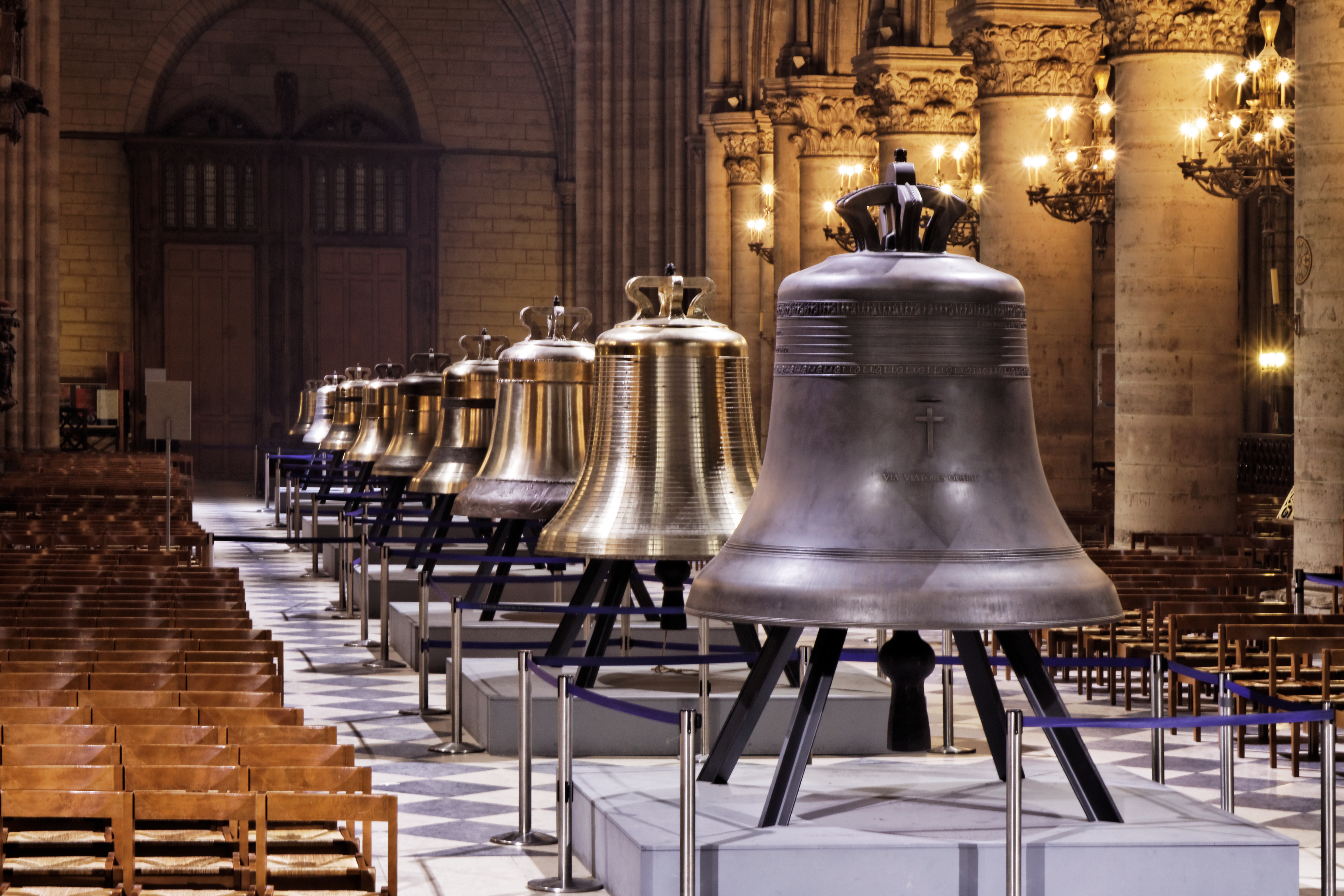
2013年2月在中殿展出的九個新鐘
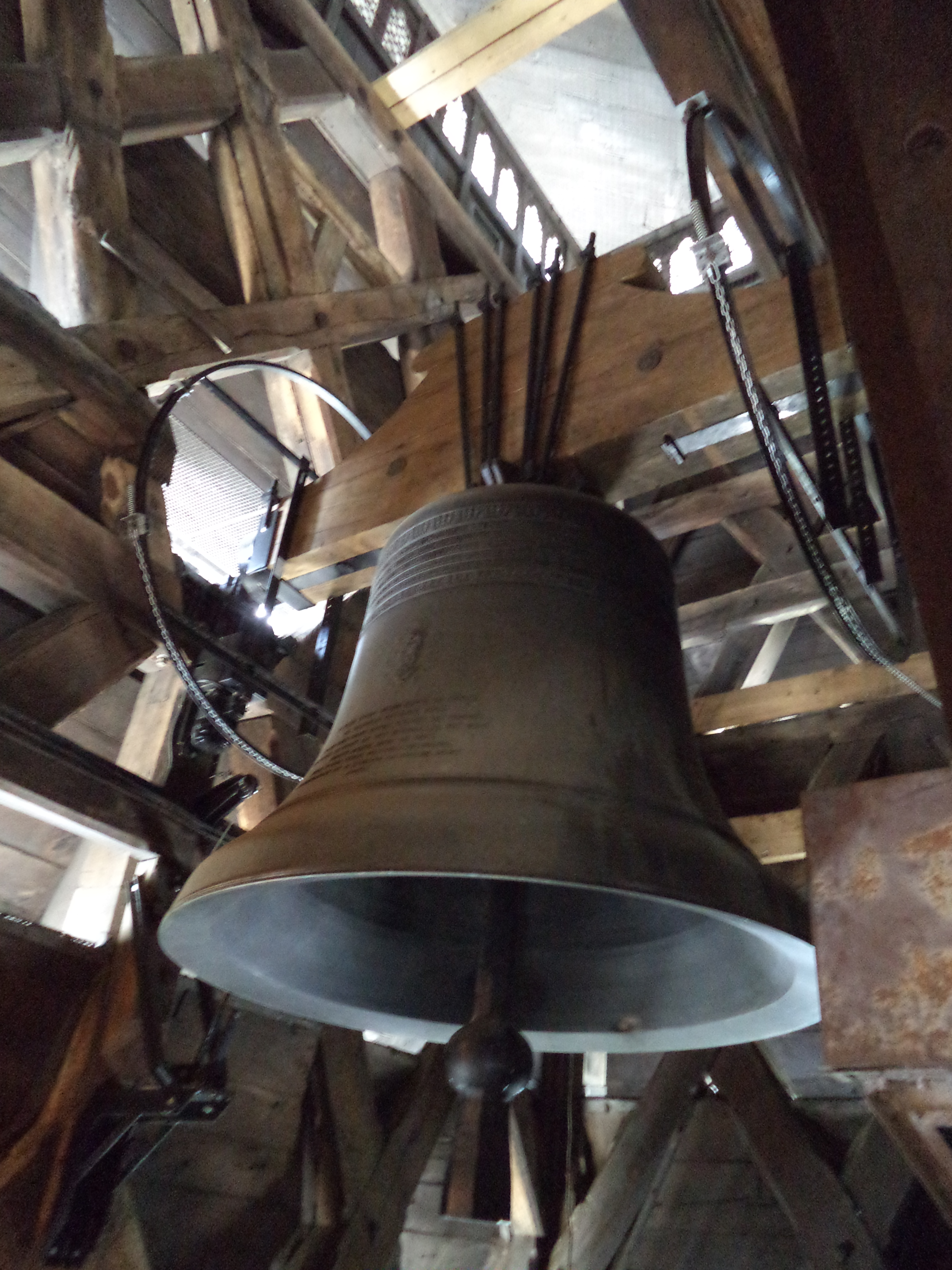
在南鐘樓的鐘

## 聖物和遺物
巴黎聖母院的聖器收藏室保存了諸多聖物，最珍貴的聖物包括了荆棘王冠與其聖物箱、真十字架的碎片，以及後者曾釘上耶穌的釘子。目前只有19世紀的捐贈者（包括拿破崙一世和拿破崙三世）提供的文物向公眾展示，因為在革命期間國庫被洗劫一空，其中所包含的各種文物遭到分散或摧毀的下場 。
國庫的核心是帕拉蒂尼的十字架聖物箱，自1828年以來一直存在。它之所以如此命名，是因為它過去的主人屬於17世紀去世的安娜·貢扎加 。這個聖物箱內部保存了的一塊真正的十字架以及後者的一個釘子。有一個帶有希臘銘文的金刀片證明該碎片曾經屬於拜占庭皇帝曼努埃爾一世。
另一件極具價值的聖物是由夏尔·卡耶（Charles Cahier）於1804年製作的荊棘聖冠的聖物箱。根據傳統，這個荊棘王冠是法國國王路易九世從君士坦丁堡最後一位拉丁皇帝鮑德溫二世手中獲得的。它在四旬期和聖週期間展示。聖物箱則是在1845年-1862年製作，由鍍金的青銅和銀、鑽石和寶石製成，它是由金匠普拉西德·普西耶尔格-吕桑在由勒-杜克設計後製作的，聖器收藏室還收藏了路易九世的遺物：包括襯衫、他的顎骨碎片和一根肋骨。在2019年的大火中，上述多件聖物都由巴黎消防隊及時救出。

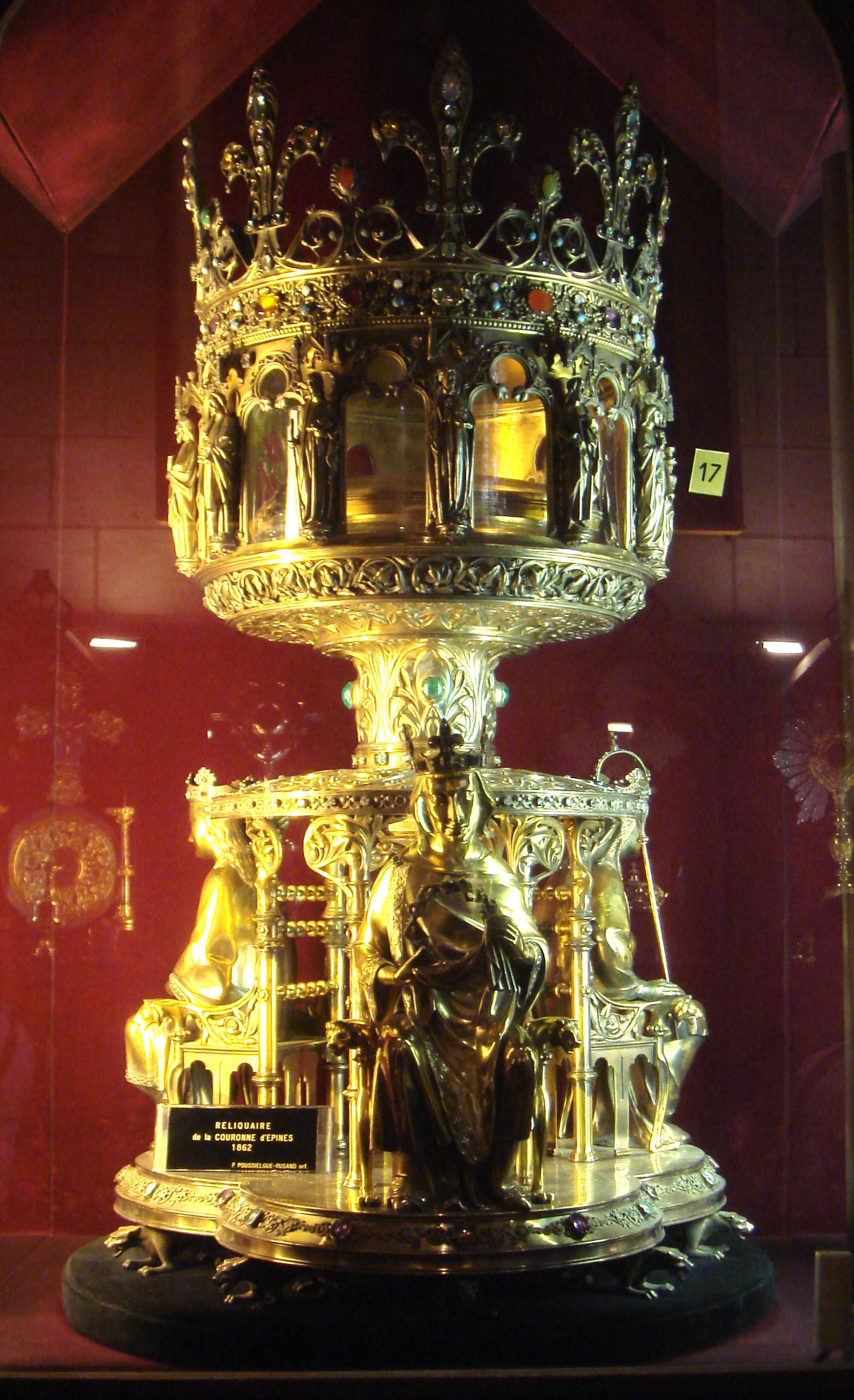
荊棘王冠的聖物箱
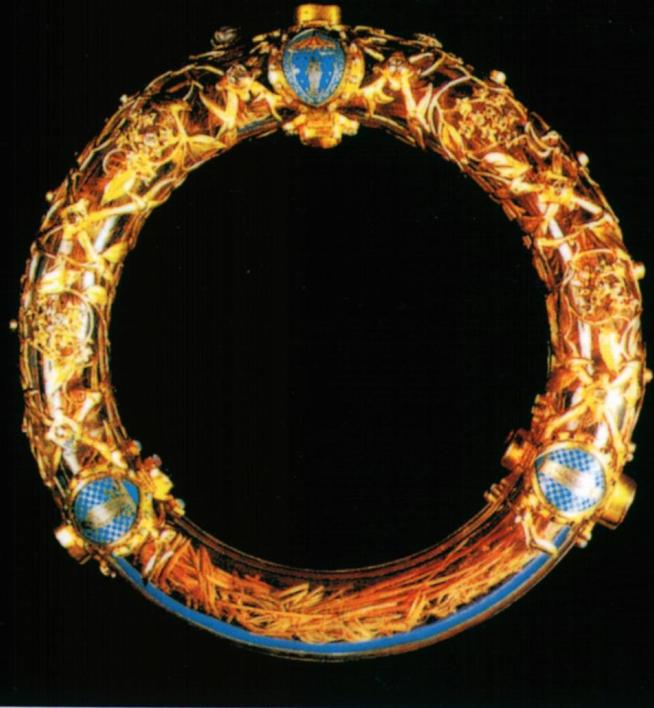
荊棘王冠
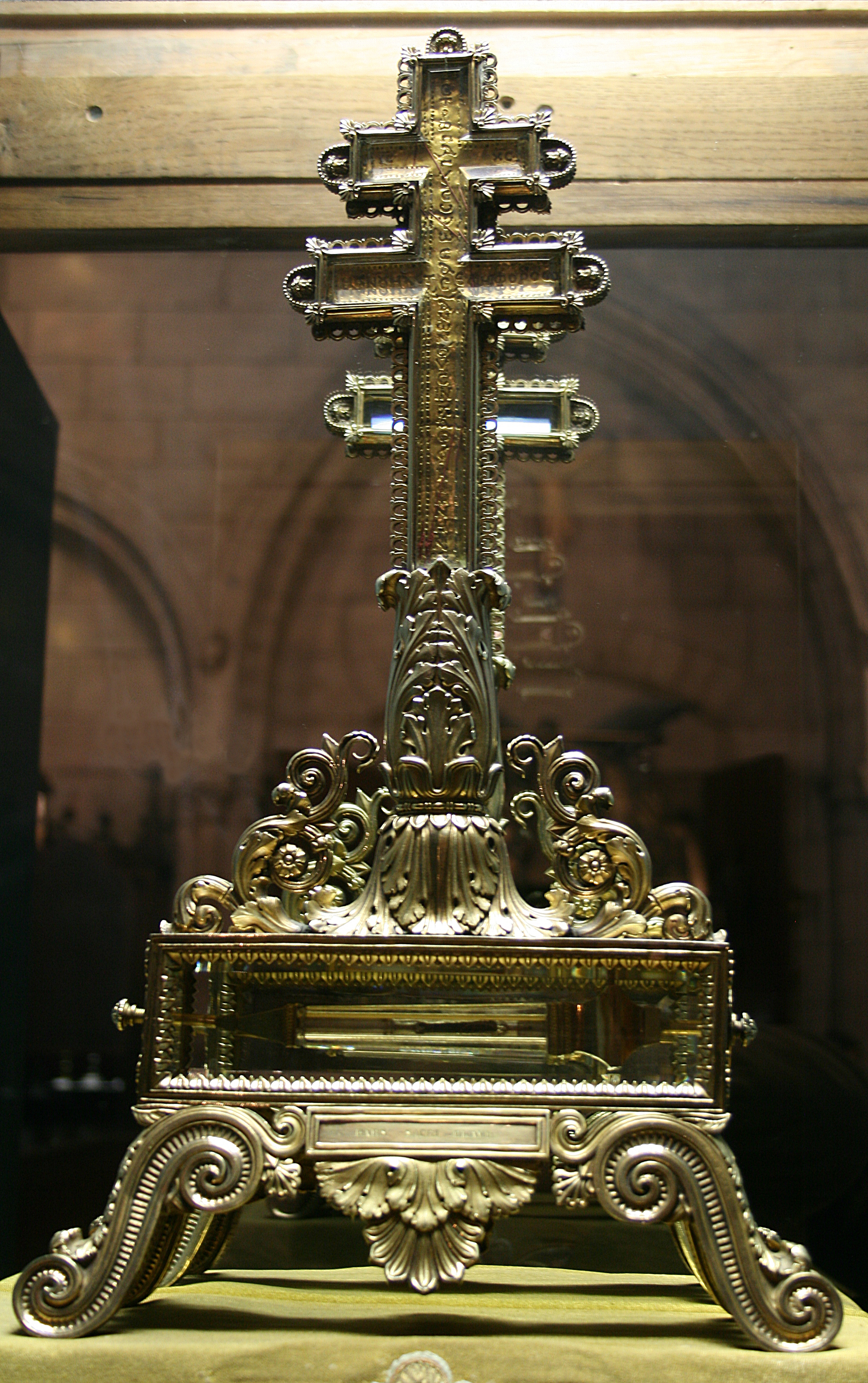
裝有聖十字架的釘子和木頭的帕拉蒂尼十字架聖物箱
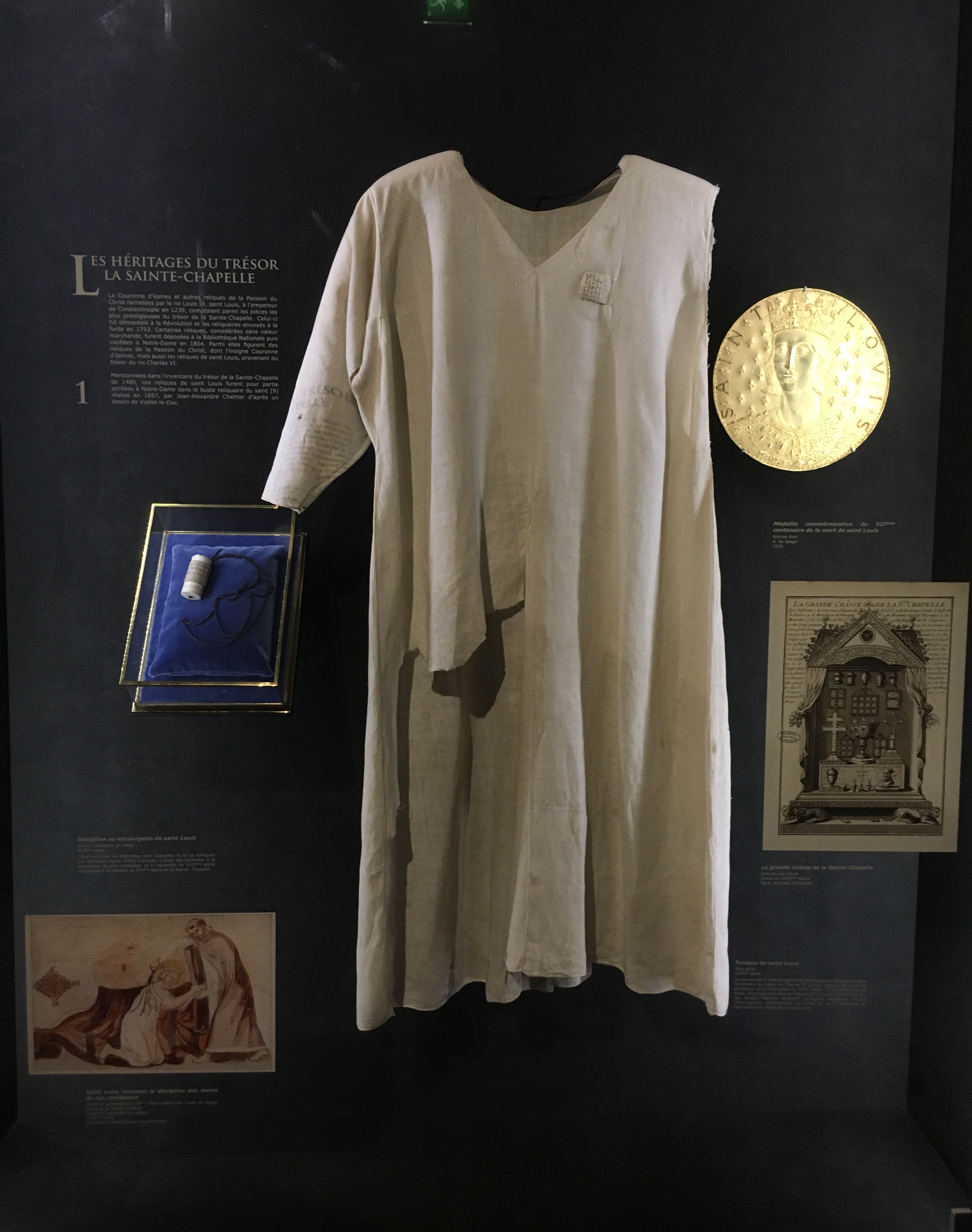
路易九世襯衫

## 所有權
在法國大革命之前，巴黎圣母院是巴黎總主教的財產，因此也是天主教會的財產。它於1789年11月2日被國有化，此後一直是法國國家的財產。根據1801年的協約，大教堂的使用權歸還給教會，但教會並未有圣母院的所有權。
1833年和1838年的立法闡明，教堂的維護費用由法國政府承擔。1905年政教分離法也重申了這一點，指定天主教會擁有永久將其用於宗教目的的專有權利。目前巴黎圣母院是法國擁有此地位的七十座歷史悠久的教堂之一。總教區負責支付員工工資、安保、供暖和清潔費用，並確保大教堂對遊客免費開放。另外大主教管區不接受法國政府的補貼。

## 相关作品
- 维克多·雨果的小說《巴黎聖母院》（有時譯为《鐘樓怪人》）
- 育碧开发的电子游戏《刺客信条：大革命》中有巴黎圣母院的相关场景。[132][133]育碧上海工作室在圣母院火灾后表示：“在巴黎圣母院暂时离开的这段时间里，至少还能在游戏里与她相见。”为开发此款游戏，育碧设计师曾花两年时间研究巴黎圣母院并对其外观和内部构造进行1:1的數位建模，这被媒体SFGATE认为3D图像资料能对圣母院的修缮工作起到帮助。[134]育碧2019年4月17日宣布《刺客信条：大革命》一周内免费赠送，并鼓励所有希望帮助重建的玩家为大教堂捐款[135]。

## 藝廊

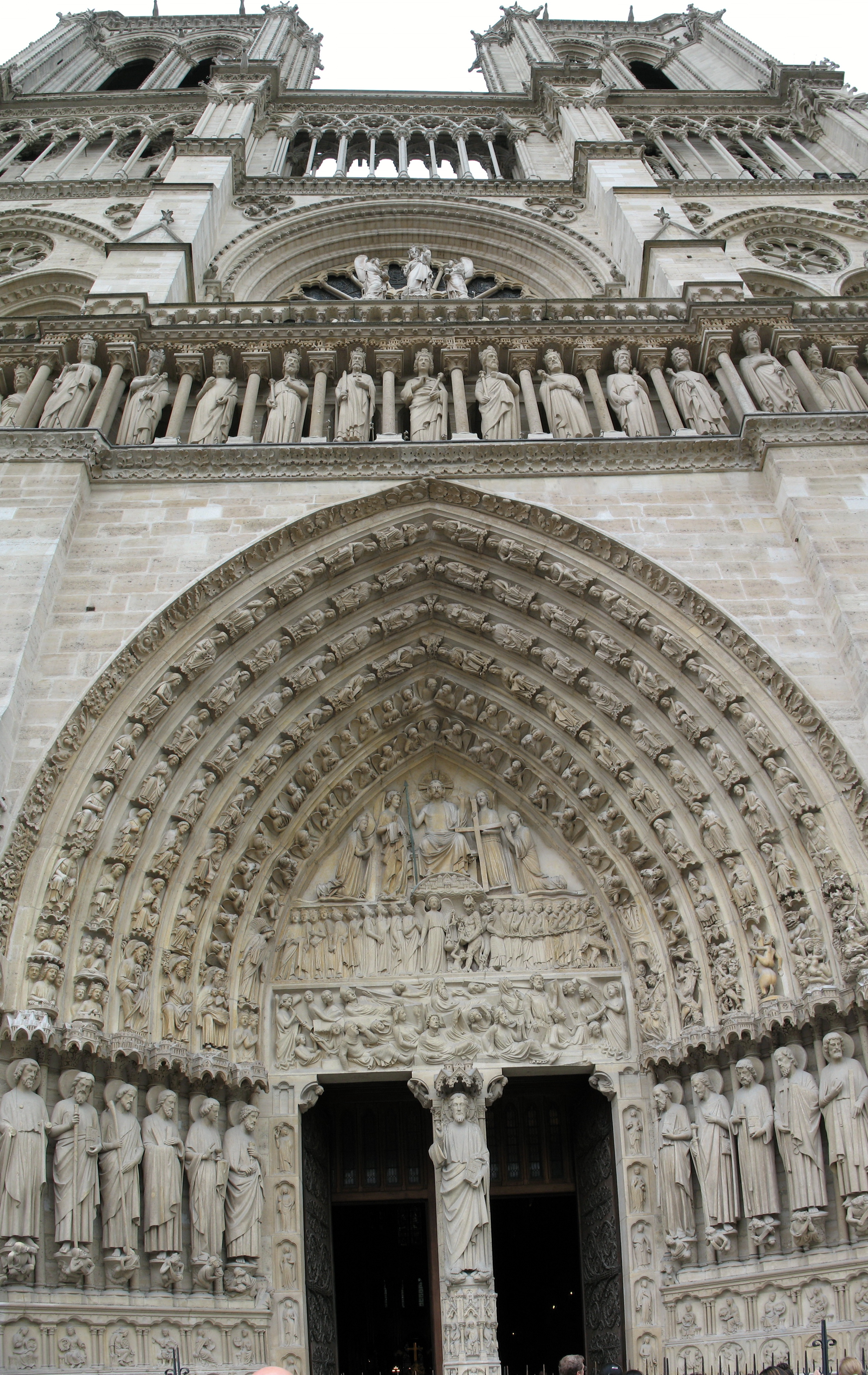
西面近景
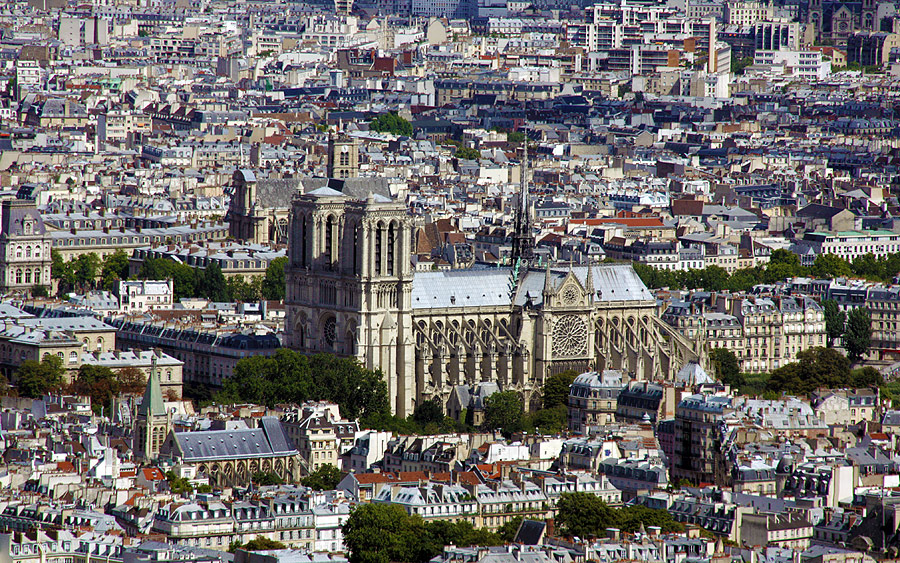
從蒙帕納斯大樓遠眺巴黎聖母院
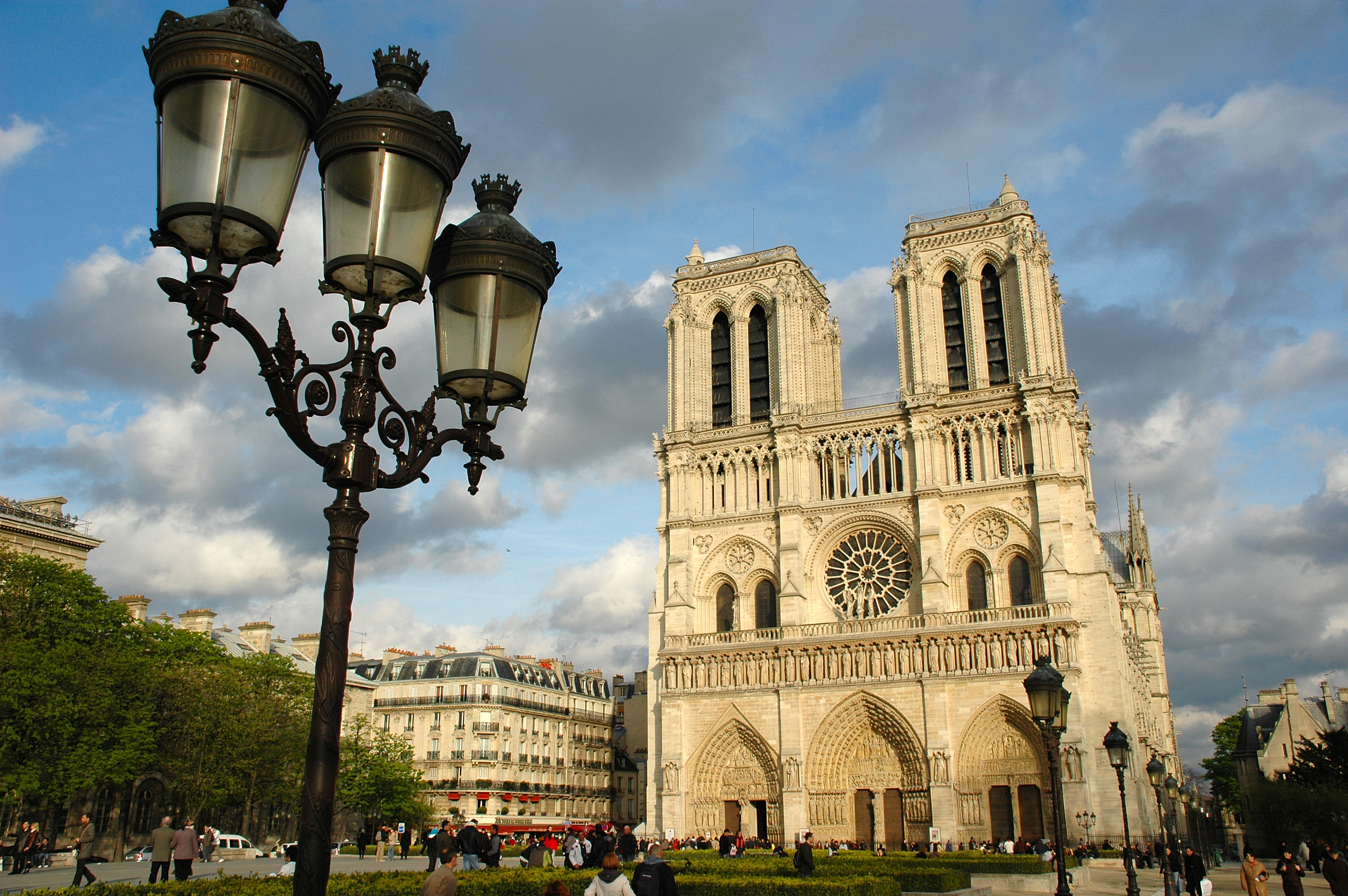
西面遠景
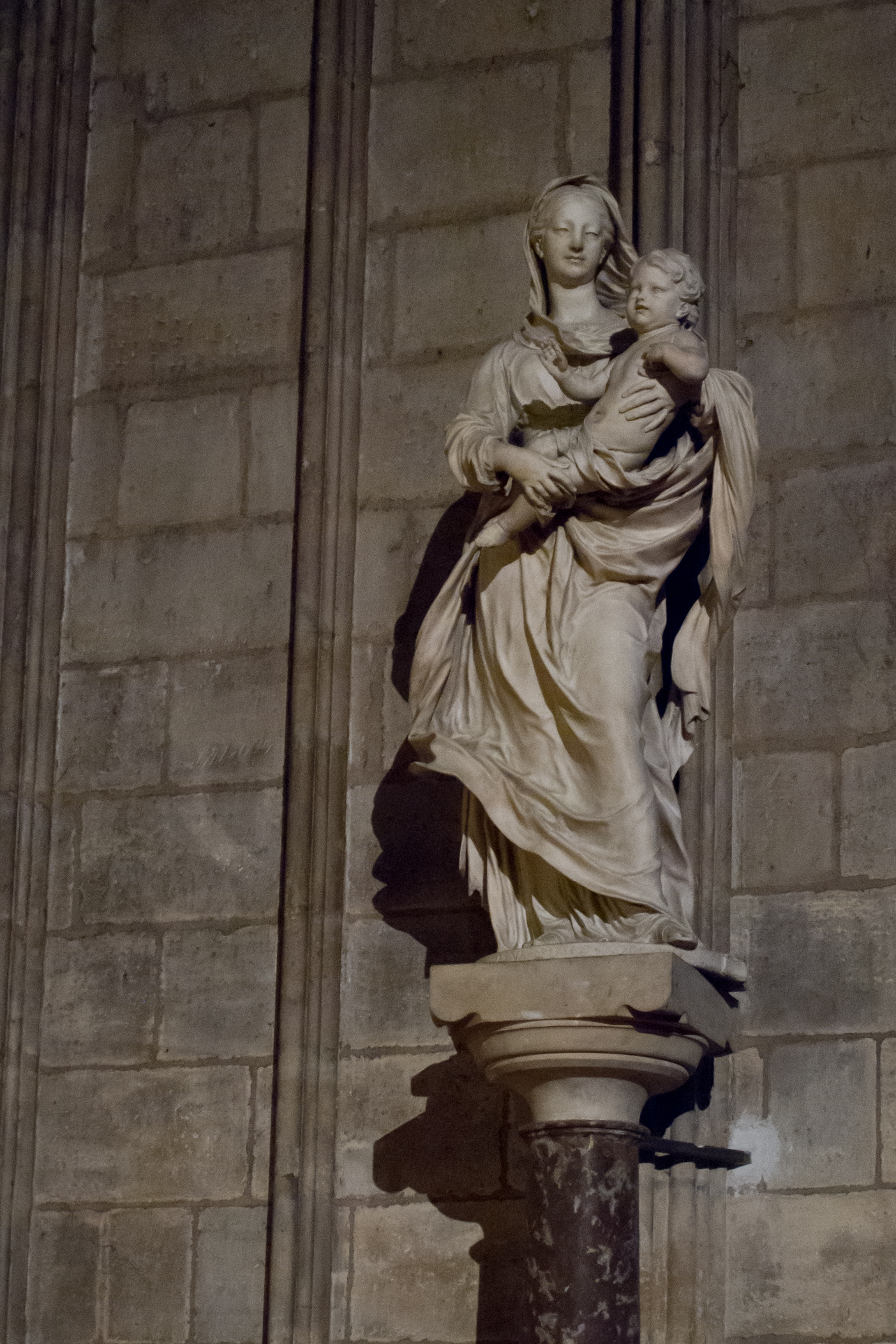
《聖母子》雕像
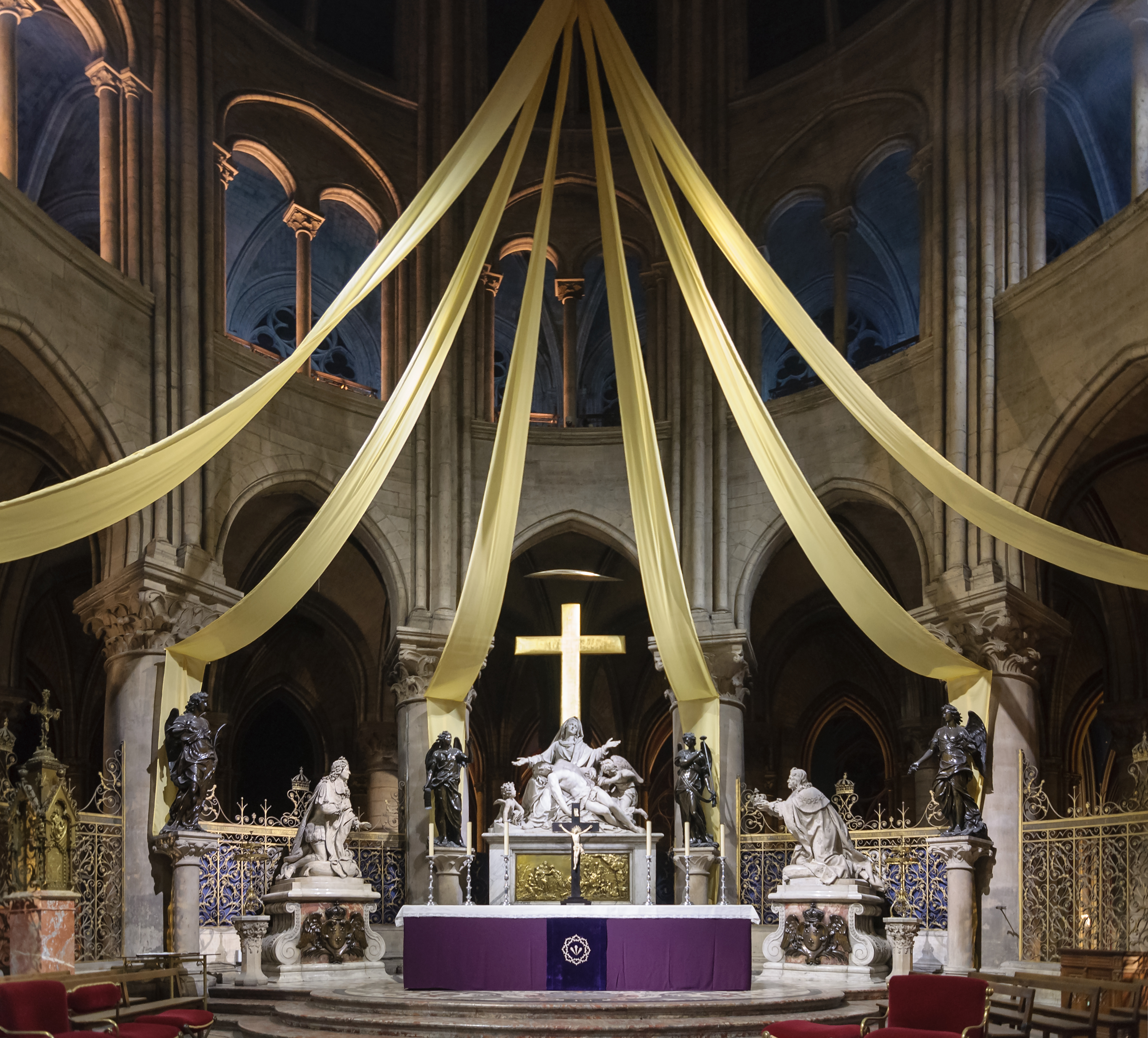
巴黎聖母院的祭坛，內有路易十三和路易十四的跪像
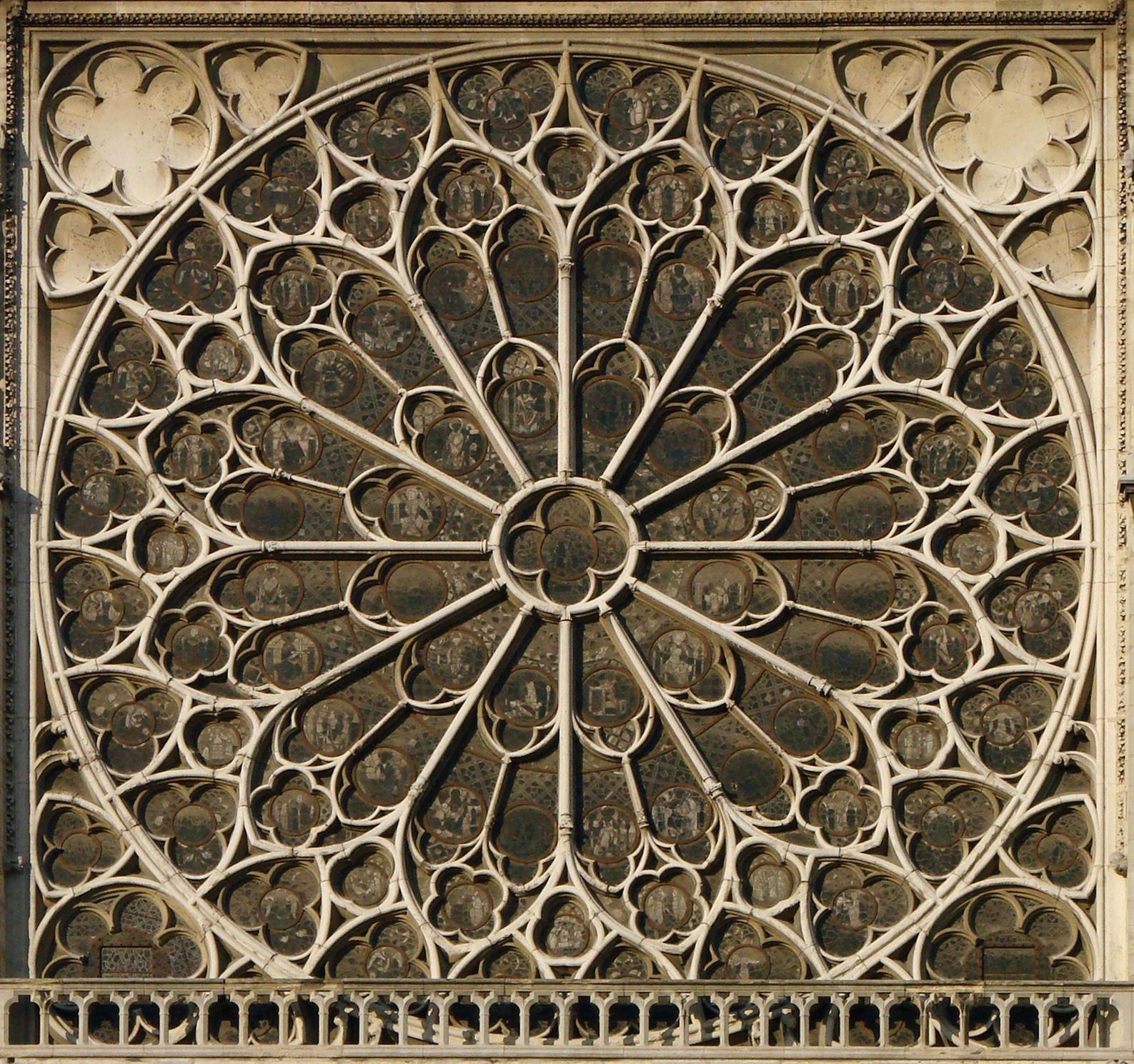
南面的玫瑰窗
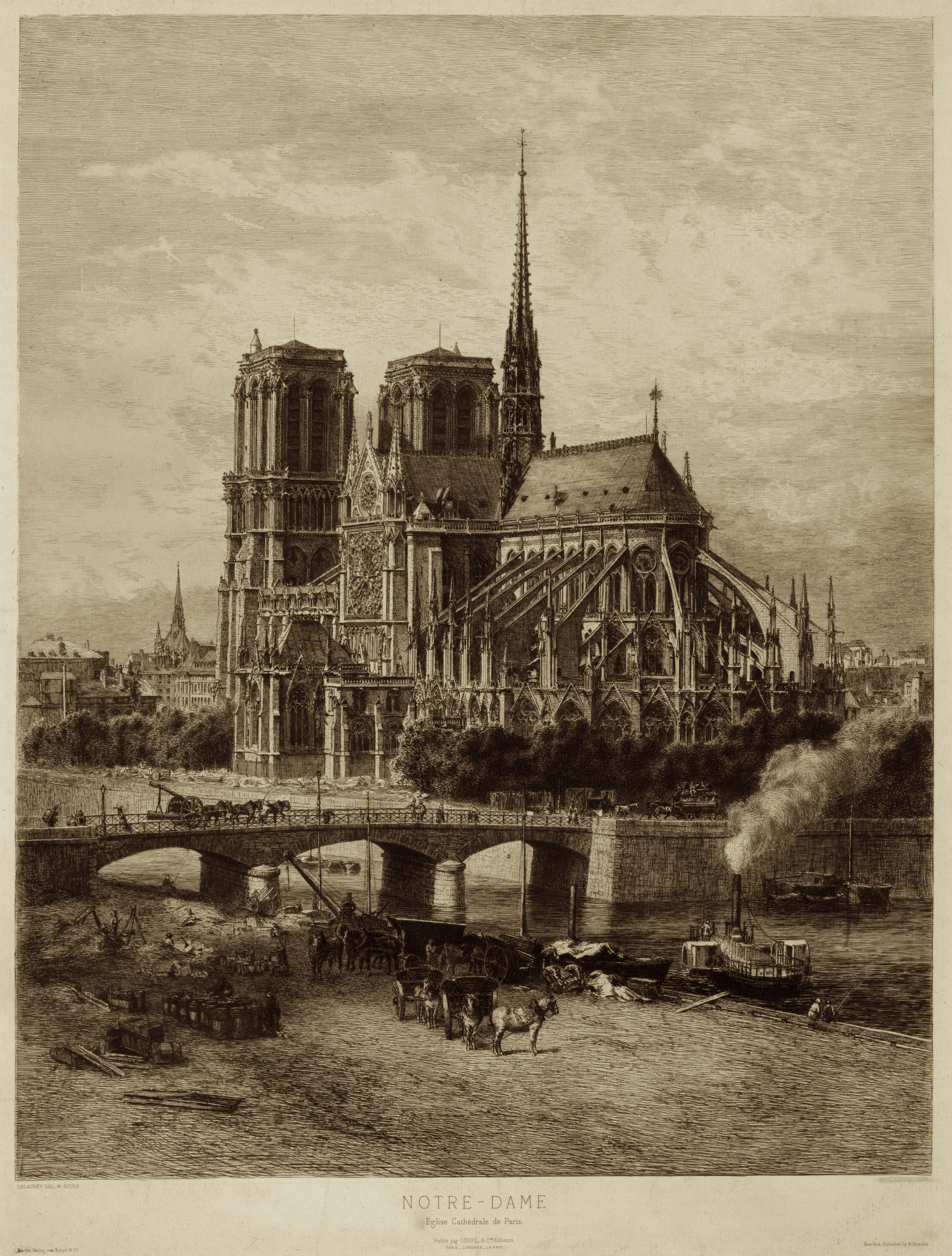
19世紀末的巴黎聖母院
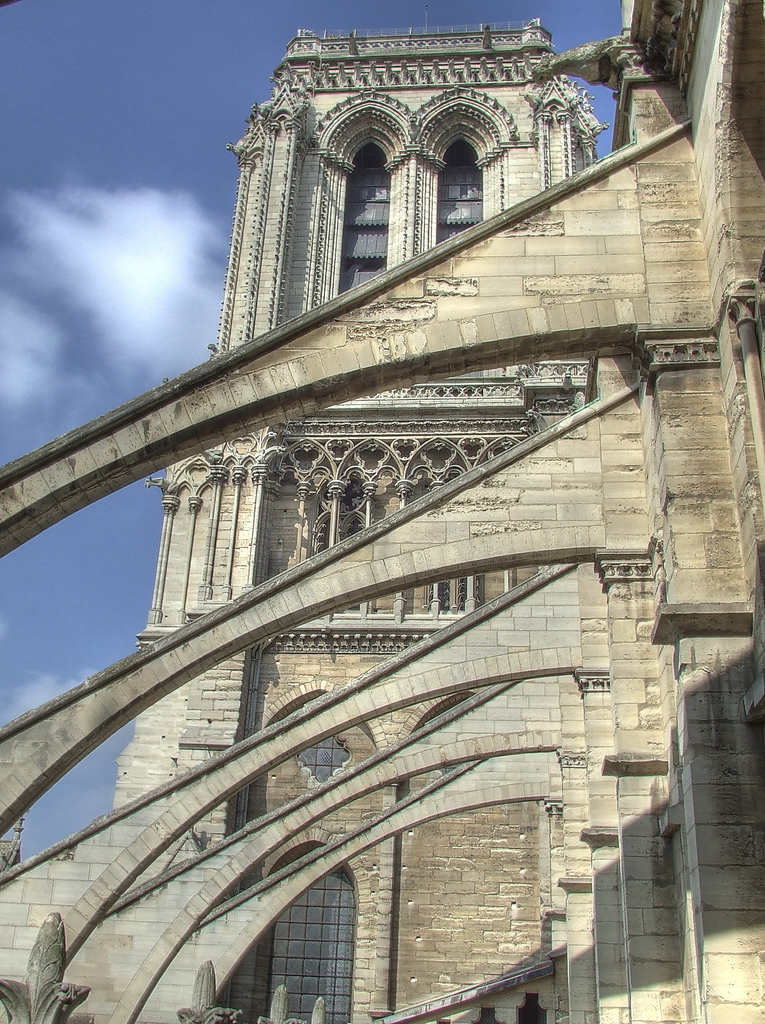
飛扶壁
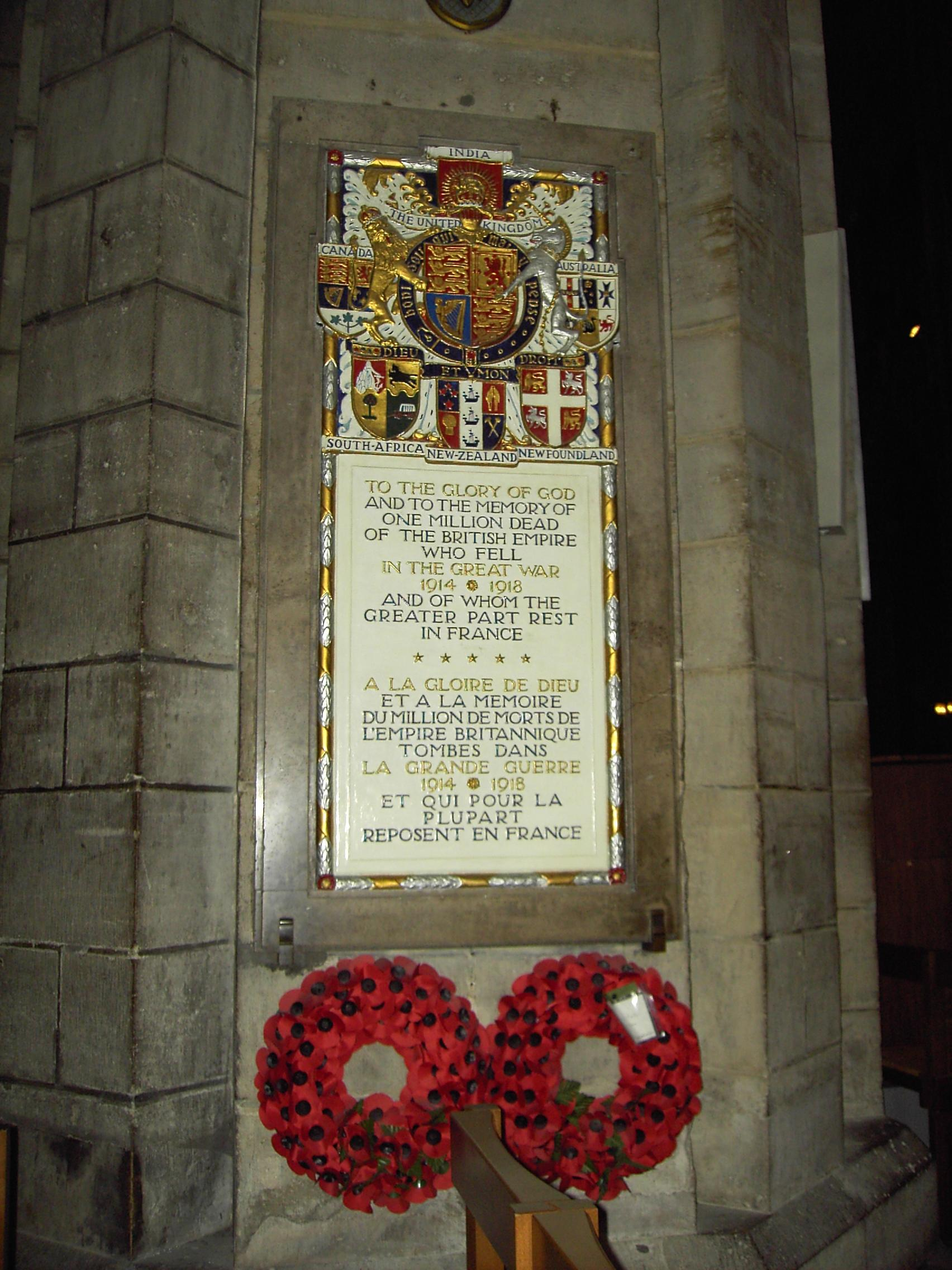
一戰英軍陣亡將士紀念碑
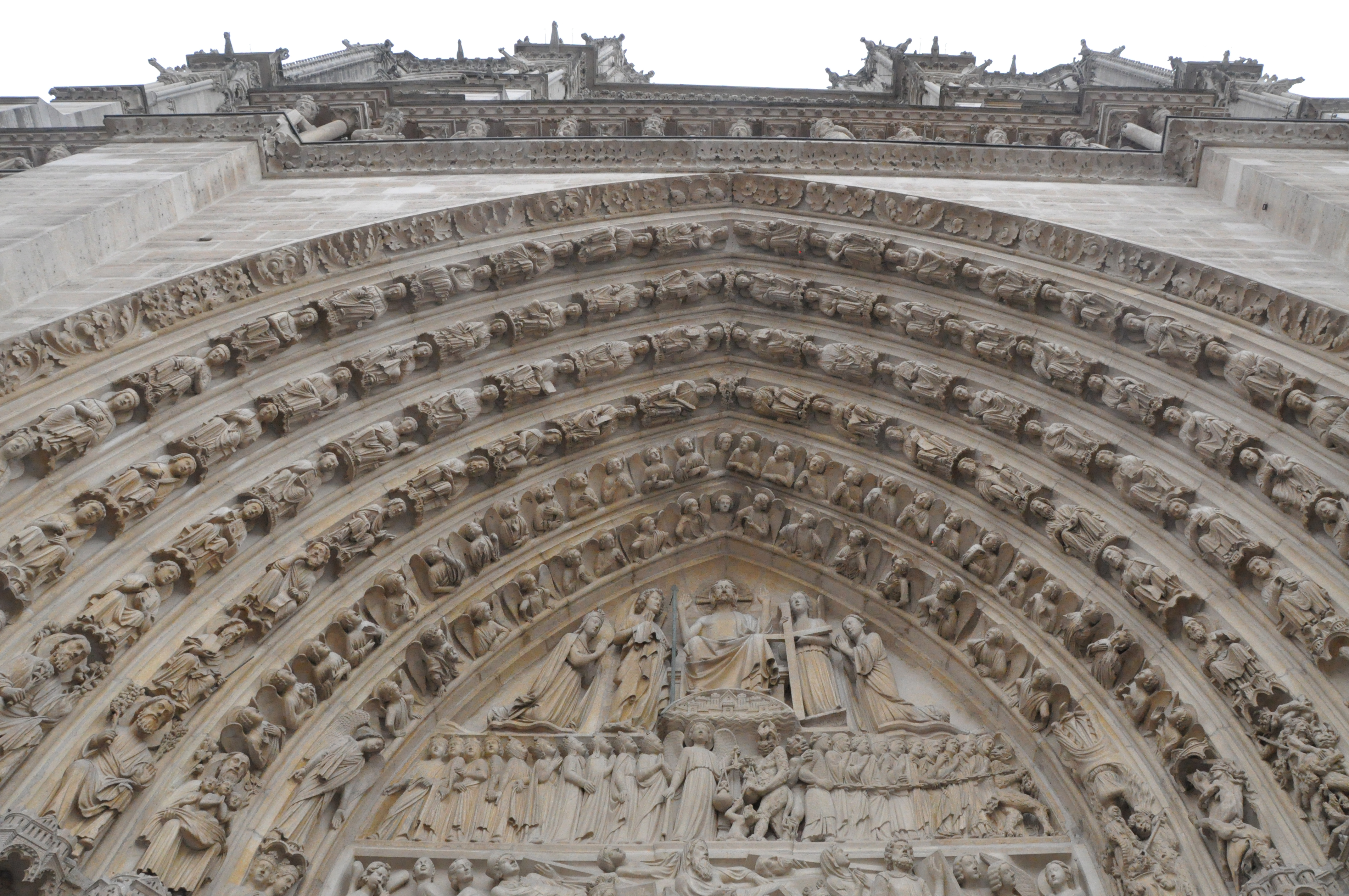
末日審判門上的浮雕
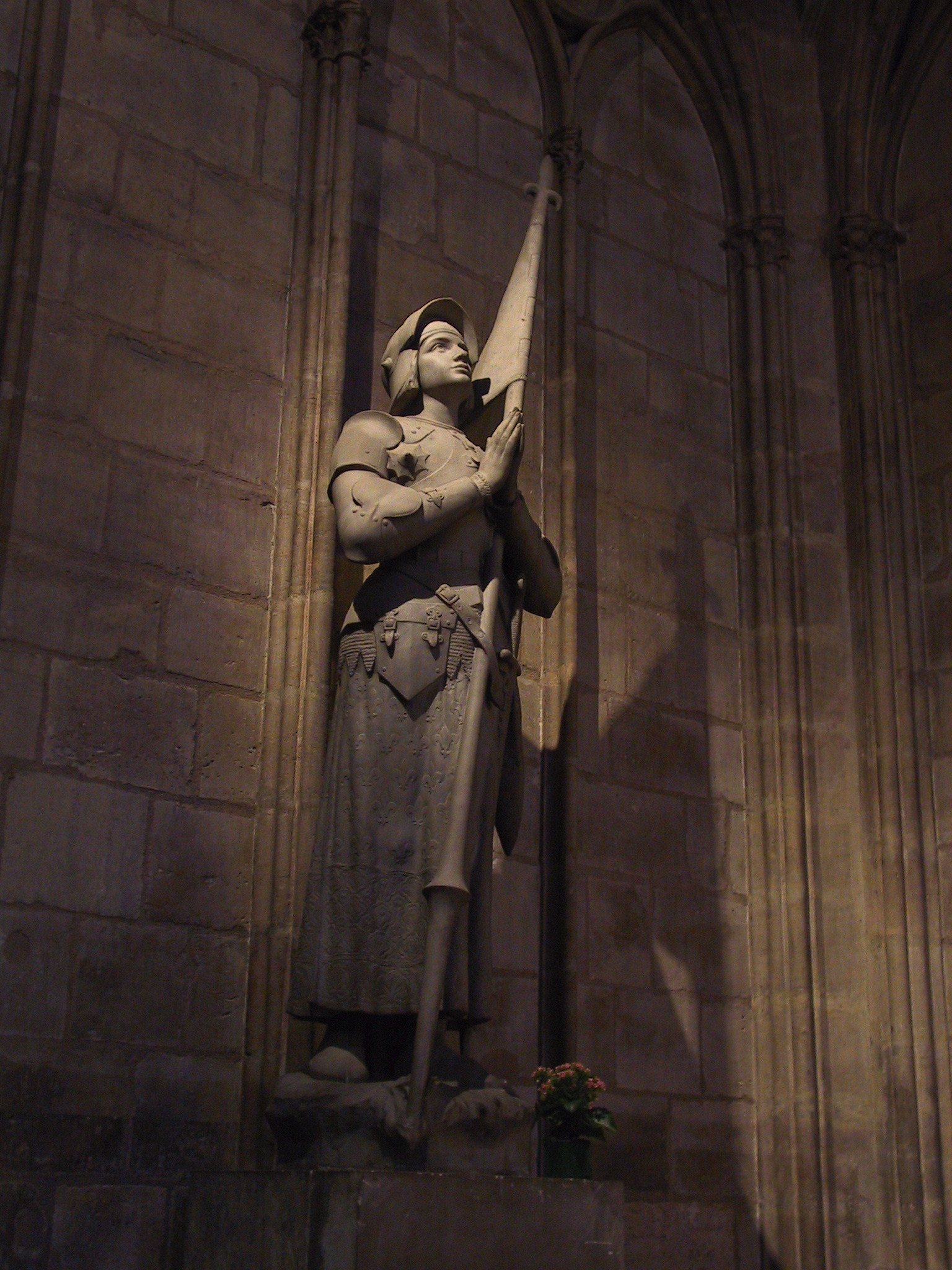
聖女貞德雕像
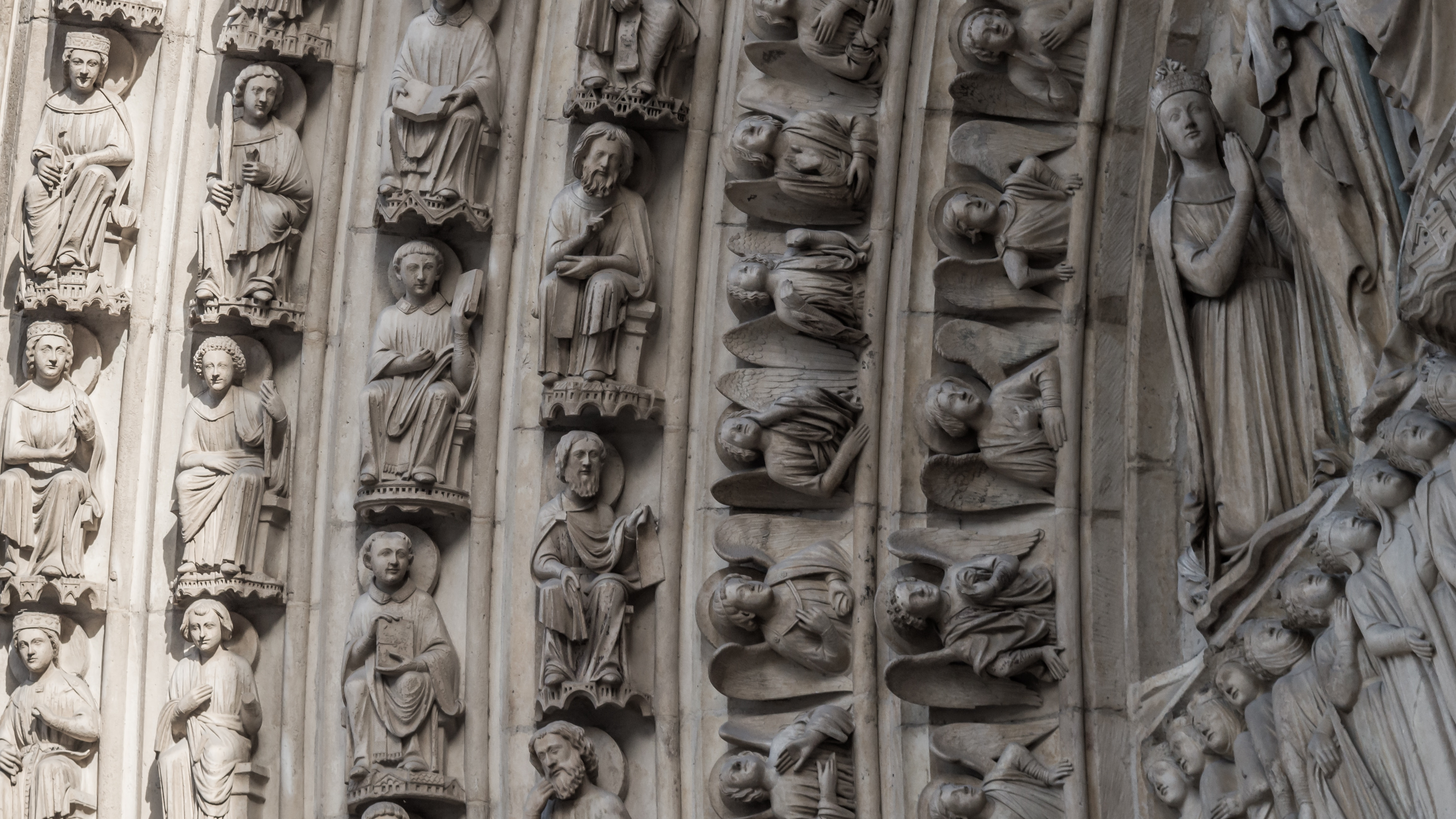
末日審判門浮雕的細節（2016年）
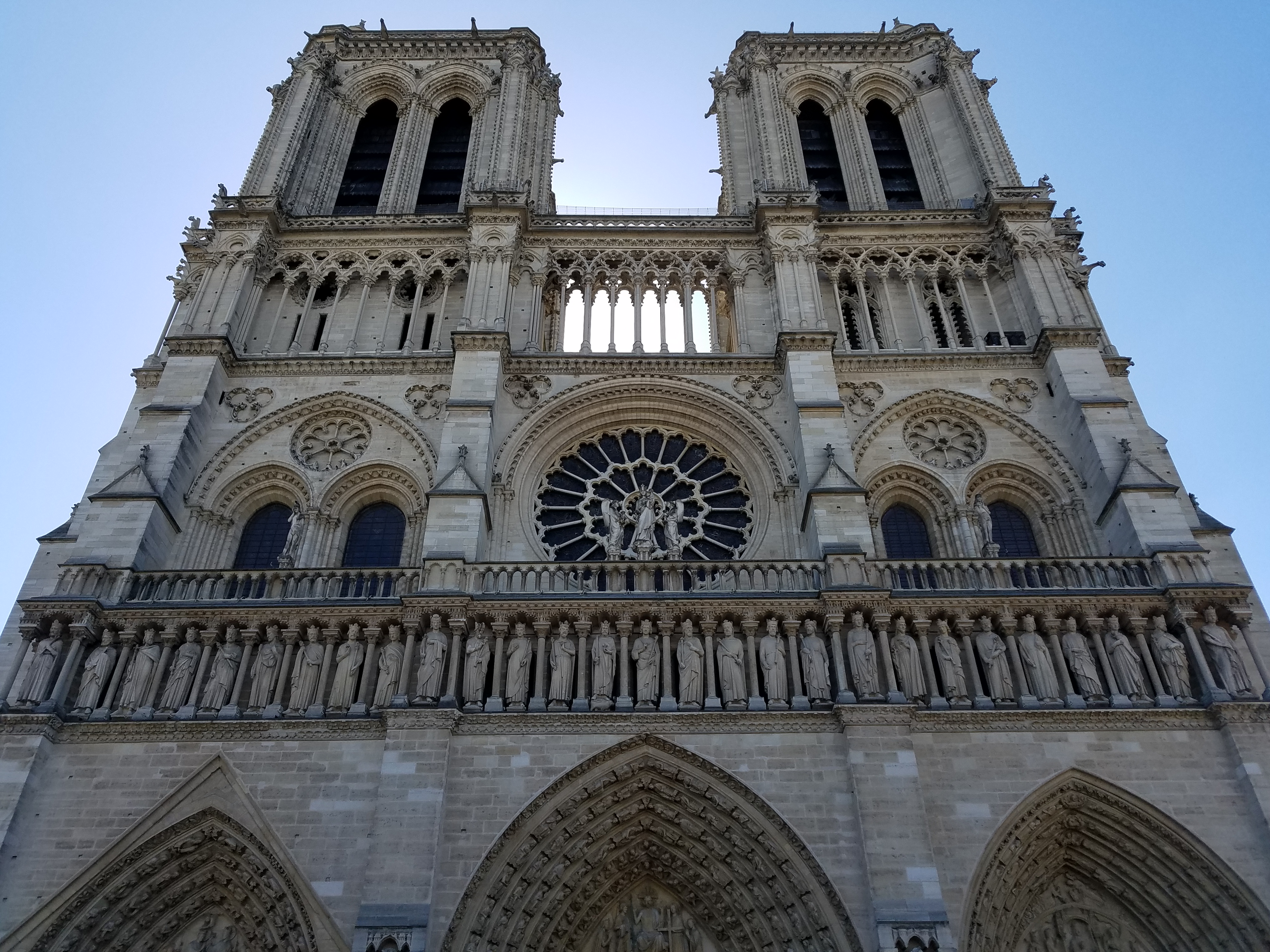
巴黎聖母院正面
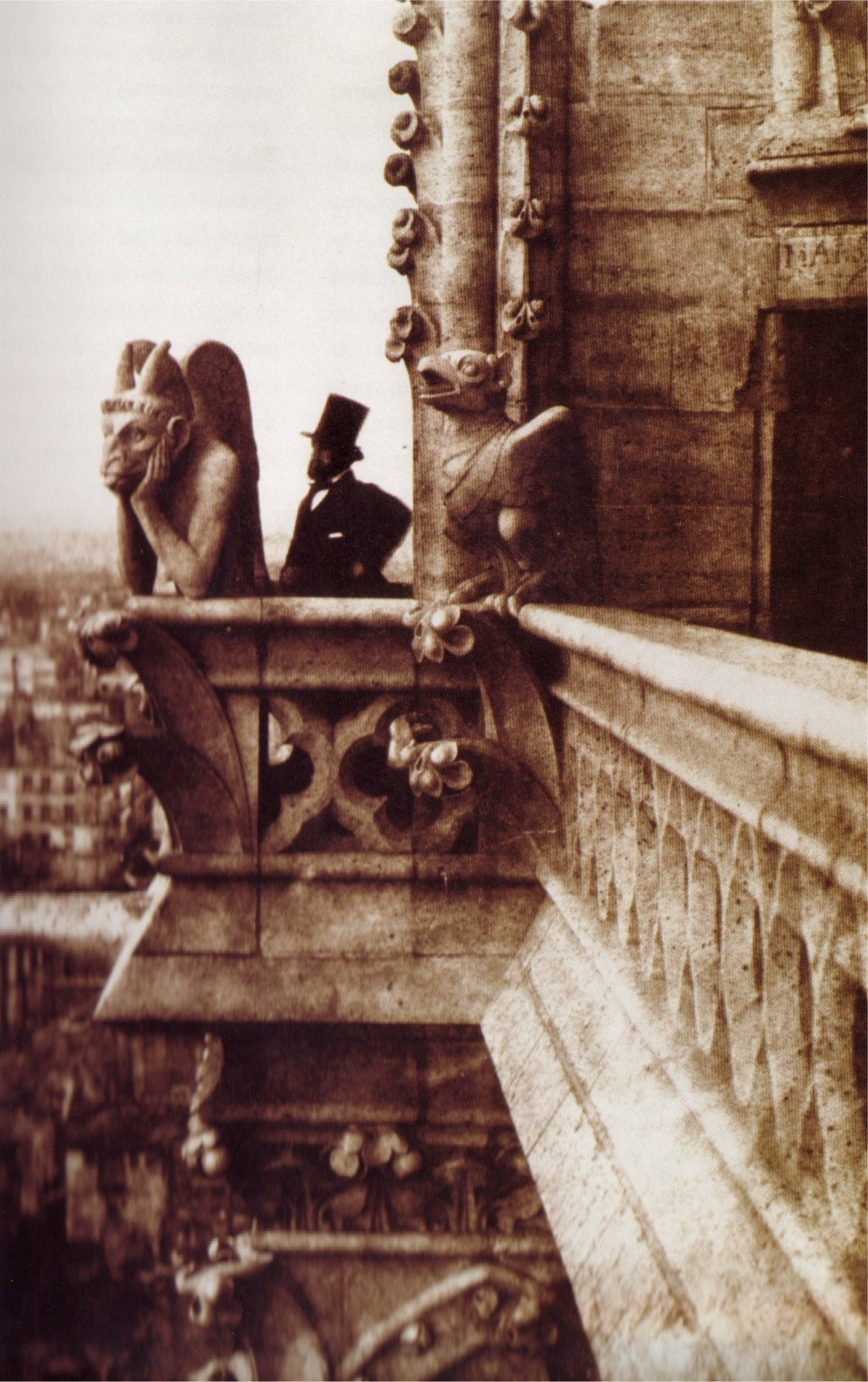
1853年夏尔·内格尔（英语：Charles Nègre）拍攝的亨利·勒塞克（英语：Henri Le Secq）的相片，旁邊是思提志
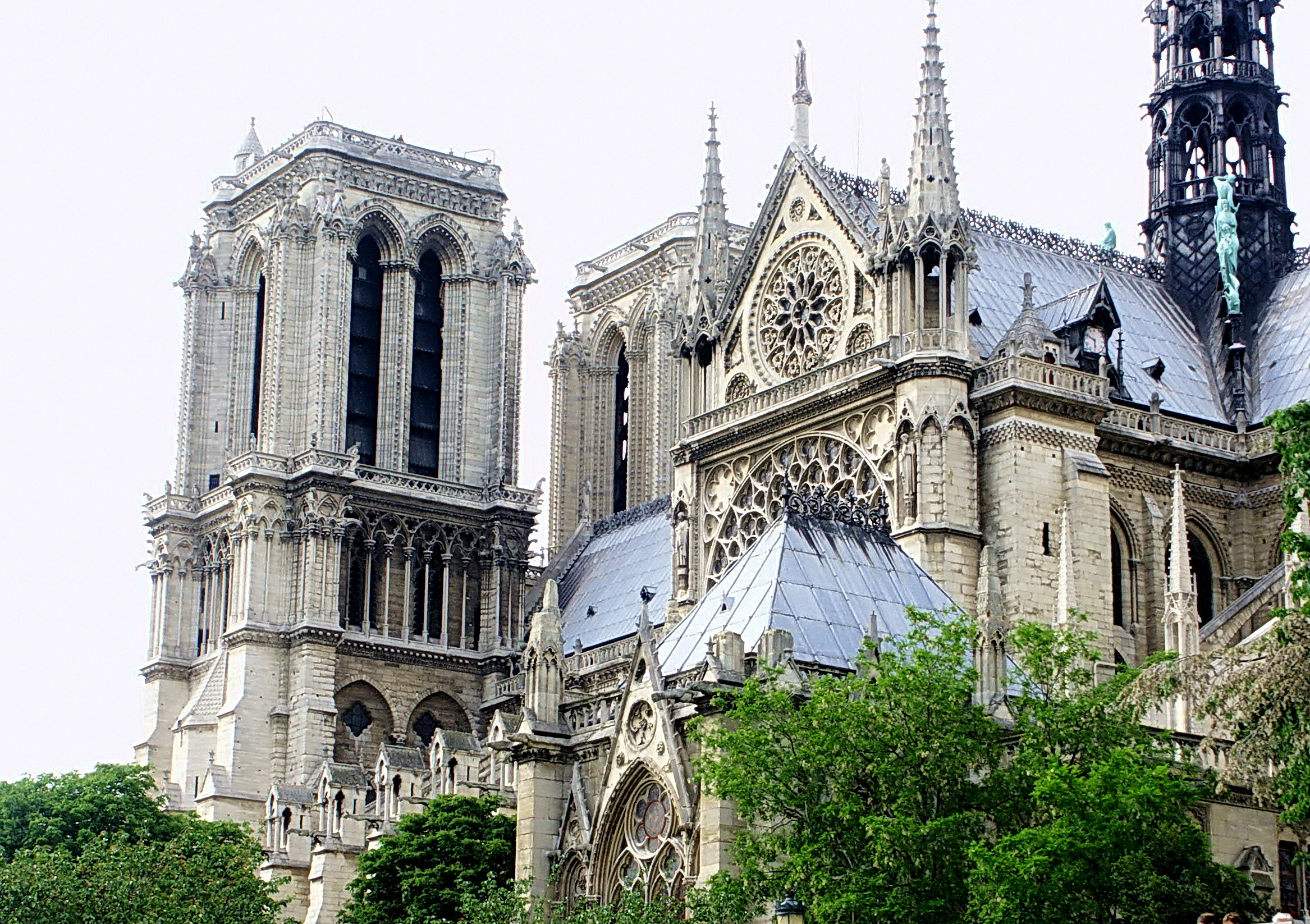
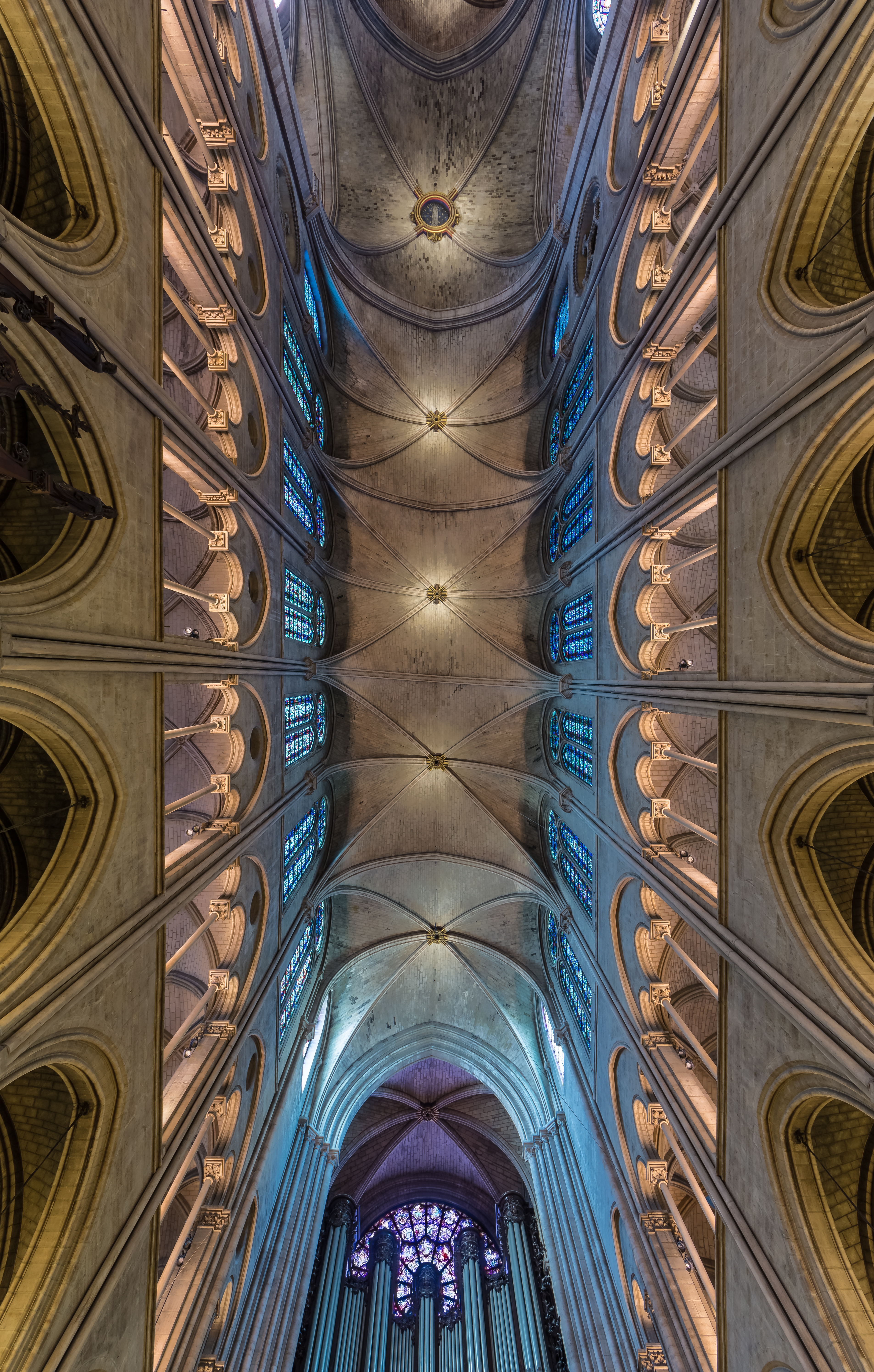
巴黎圣母院拱顶
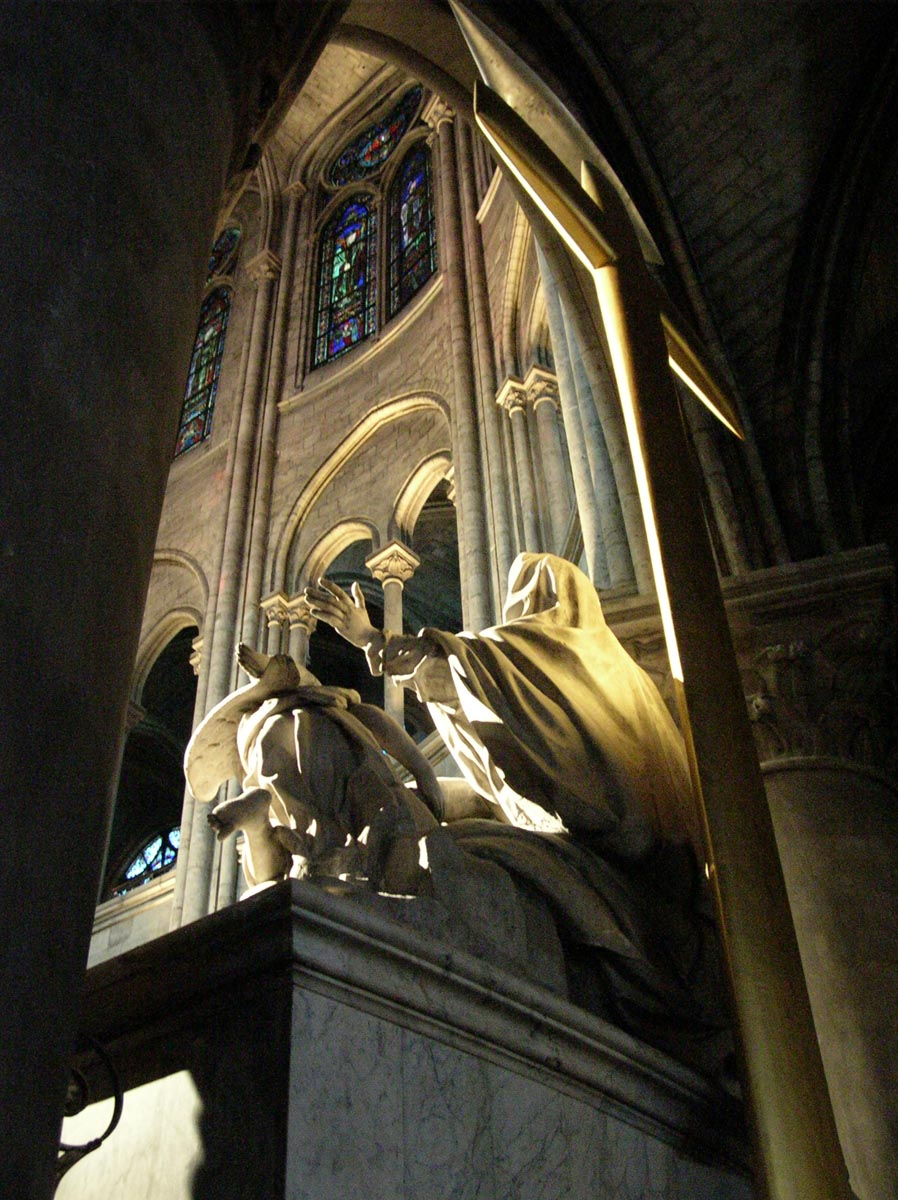
巴黎圣母院夜景

## 註解
1. ↑  Notre-Dame's belfry was used as the model for this diagram. The stonework, however, was not drawn to be accurate. See Billon 1821, p. 148 and Doré 2012, p. 203.

### 引用
1. ↑  Watkin, David. . Barrie and Jenkins. 1986: 134. ISBN 0-7126-1279-3.
2. ↑  Libert, Lucien. . Reuters. 16 December 2023  [23 December 2023].
3. ↑  . msndp.   [15 April 2019]. （原始内容存档于15 April 2019）.
4. ↑  Centre, UNESCO World Heritage. . UNESCO World Heritage Centre.   [2024-10-20]. （原始内容存档于2014-10-08）.
5. ↑  Mérimée database 1993
6. ↑  . traveltips.usatoday.com.   [24 April 2019]. （原始内容存档于2020-06-17） （英语）.
7. ↑  Elian Peltier, James Glanz, Weiyi Cai, Jeremy White, Notre-Dame's Toxic Fallout （页面存档备份，存于）, The New York Times, 14 September 2019, with production by Mona Boshnaq, Umi Syam, and Gaia Tripoli.
8. ↑  聖母院尖塔驚愕聲中倒下 巴黎之心與法國同受重創 （页面存档备份，存于）,中央社，2019年4月16日
9. ↑  現場／聖母院大火 塞納河畔直擊巴黎人無聲哀悼 （页面存档备份，存于）,中央社，2019年4月16日
10. ↑  Bandarin, Francesco. . The Art Newspaper. 2 August 2019  [26 October 2020]. （原始内容存档于2021-04-19）.
11. ↑  Radio France International, 10 October 2019
12. ↑  . Reuters. 8 June 2020  [4 July 2020]. （原始内容存档于2020-07-04） （英语）.
13. ↑  "Le Figaro," April 14, 2021
14. ↑  . 新华网. 2023-12-08  [2024-02-05]. （原始内容存档于2024-02-23）.
15. ↑  . BostonGlobe.com. 2024-12-07  [2024-12-08] （美国英语）.
16. 1 2  . 中央通訊社. 2024-12-08  [2024-12-08]. （原始内容存档于2024-12-08） （中文（臺灣））.
17. 1 2  . France 24. 2024-12-07 （法语）.
18. ↑  . CNN style. 2024-12-07 （英语）.
19. ↑  . Reuters. 2024-12-08 （英语）.
20. 1 2 3  Lours 2018，第292頁.
21. ↑  Chelles, Jean de; DigitalGeorgetown. . repository.library.georgetown.edu. 1981  [2022-04-11]. （原始内容存档于2022-06-01） （英语）.
22. ↑  Trintignac and Coloni (1984) p. 45
23. ↑  Trintignac and Coloni (1984) p. 60
24. ↑  . www.cnn.com. 2019-04-15  [2019-04-15]. （原始内容存档于2019-04-15） （英语）.
25. 1 2  . 2019-04-15  [2019-04-15]. （原始内容存档于2019-05-26） （法语）.
26. 1 2 3  . web.archive.org. 2018-08-02  [2024-08-02]. （原始内容存档于2018-08-02）.
27. ↑  age/gothique/notre dame paris.pdf  请检查|archive-url=值 (帮助) (PDF).   [15 April 2019]. （原始内容 (PDF)存档于2019-04-15） （法语）.
28. ↑  Viollet-le-Duc 1868，第288頁.
29. ↑  de Villefosse 1980，第25頁.
30. ↑  Henriet 2005，第294頁.
31. ↑  Lesté-Lasserre, Christa. . Science. 12 March 2020. doi:10.1126/science.abb6744.
32. ↑  Delisle 1873，第68頁.
33. ↑  Bruzelius 1987，第540–69頁.
34. ↑  Shea, Rachel Hartigan. . National Geographic. 16 April 2019  [18 April 2019]. （原始内容存档于2019-07-29）.
35. ↑  Archives parlementaires, Vol. 22，第202–05頁.
36. ↑  . planetware.   [21 April 2017]. （原始内容存档于16 May 2017）.
37. ↑  Herrick 2004，第75–76頁.
38. ↑  . Foundation Napoleon.   [25 April 2019]. （原始内容存档于2022-05-05） （法语）.
39. ↑  Limouzin-Lamothe, Roger. . Revue d'histoire de l'Église de France. 1964, 50 (147): 125–134  [15 December 2020]. ISSN 0048-7988. doi:10.3406/rhef.1964.1733. （原始内容存档于15 March 2022）.
40. ↑  Mignon, Olivier, Architecture des Cathédrales Gothiques, (2015), Éditions Ouest-France, (in French), pg. 18.
41. ↑  Cabezas 1988，第118–20頁.
42. ↑  Lissagaray (1896), p. 338.
43. ↑  Laurent, Xavier. . Librairie Droz. 2003. ISBN 9782900791608. OCLC 53974742 （法语）.
44. ↑  . YouTube. 21 July 2015  [16 August 2022]. （原始内容存档于2 October 2023） （英语）.
45. ↑  . The New York Times. 20 January 1969  [16 August 2022]. （原始内容存档于2 October 2023）.
46. ↑  Angel, Julie. . Aurum Press. July 2016: 90–91. ISBN 978-1-78131-554-5 （英语）.
47. ↑  . The New York Times. 11 November 1970  [24 April 2019]. （原始内容存档于13 April 2023）.
48. ↑  . Ogden-Standard Examiner. 27 June 1971  [24 April 2019]. （原始内容存档于30 April 2019）.
49. ↑  Gohn, Pat. . Catholic Digest. 15 April 2019  [24 April 2019]. （原始内容存档于24 April 2019）.
50. ↑  Whitney, Craig R. . The New York Times. 9 January 1996  [10 November 2011]. （原始内容存档于16 May 2013）.
51. 1 2  Simons, Marlisle. . The New York Times. 9 April 1992: A4  [16 April 2019]. （原始内容存档于16 April 2019）.
52. ↑  August, Marilyn. . Los Angeles Times. Associated Press. 7 April 1991  [16 April 2019]. （原始内容存档于16 April 2019）.
53. ↑  . The Guardian. 14 April 1998  [16 April 2019]. （原始内容存档于12 November 2020） –Deseret News.
54. ↑  Whitney, Craig R. . The New York Times. 3 April 1995: A4  [16 April 2019]. （原始内容存档于16 April 2019）.
55. ↑  Bremner, Charles. . The Times. 21 December 1999: 15.
56. ↑  de la Baume, Maia. . The New York Times. 19 October 2011: A6  [16 April 2019]. （原始内容存档于2019-04-16）.
57. ↑  . USA Today. Associated Press. 2 February 2013  [16 April 2019]. （原始内容存档于2019-04-16）.
58. ↑  Breeden, Aurelien. . The New York Times. 28 September 2017  [16 April 2019]. （原始内容存档于2019-04-15）.
59. ↑  Walt, Vivienne. . 時代雜誌. 27 July 2017  [16 April 2019]. （原始内容存档于2019-04-15）.
60. ↑  Sage, Adam. . The Times. 10 March 2018  [16 April 2019]. （原始内容存档于2019-04-16）.
61. ↑  . Associated Press. 15 April 2019  [16 April 2019]. （原始内容存档于2019-04-16）.
62. ↑  . BBC News. 16 April 2019  [16 April 2019]. （原始内容存档于2019-04-16）.
63. ↑  . GIE ATOUT FRANCE.   [7 January 2015]. （原始内容存档于14 July 2015）.
64. ↑  Frémont, Anne-Laure. . Le Figaro. 21 May 2013  [21 May 2013]. （原始内容存档于22 May 2013） （法语）.
65. ↑  . 新浪香港新聞. 2013-05-22  [2013-05-23].[永久]
66. ↑  Hinnant, Lori. . U.S. News & World Report. 7 September 2016  [16 September 2016]. （原始内容存档于2016-09-10）.
67. ↑  McAuley, James. . The Washington Post. 10 February 2016  [14 February 2017]. （原始内容存档于13 February 2017）.
68. ↑  . Queensland Times.   [15 April 2019]. （原始内容存档于2019-04-15）.
69. ↑  CNBC. . www.cnbc.com. 2019-04-15  [2019-04-15]. （原始内容存档于2019-04-15）.
70. ↑  . edition.cnn.com. 2019-04-15  [2019-04-15]. （原始内容存档于2019-04-15） （英语）.
71. ↑  Peter Allen Clark. . Time.   [2019-04-15]. （原始内容存档于2019-04-15）.
72. ↑  Le Parisien, 16 April 2019.
73. ↑  . BBC News. 15 April 2019  [15 April 2019]. （原始内容存档于15 April 2019）.
74. ↑  . Associated Press. 15 April 2019  [15 April 2019]. （原始内容存档于15 April 2019）.
75. ↑  . AFP.com. 16 January 2012  [16 April 2019]. （原始内容存档于2019-04-16） （英语）.
76. ↑  .   [2019-04-16]. （原始内容存档于2019-04-16）.
77. ↑  . The Art Newspaper - International art news and events. 2019-04-19  [2024-08-02]. （原始内容存档于2023-11-20）.
78. ↑  . The Art Newspaper - International art news and events. 2019-04-30  [2024-08-02]. （原始内容存档于2024-08-02）.
79. ↑  . Le Figaro. 2019-04-28  [2024-08-02]. （原始内容存档于2024-04-14） （法语）.
80. ↑  . 2019-05-11  [2024-08-02]. （原始内容存档于2023-10-02） （法语）.
81. ↑  Marshall, Alex. . The New York Times. 2019-05-10  [2024-08-02]. ISSN 0362-4331. （原始内容存档于2023-10-02） （美国英语）.
82. ↑  . The Art Newspaper - International art news and events. 2019-08-02  [2024-08-02]. （原始内容存档于2024-04-15）.
83. ↑  Klar, Rebecca. . The Hill. 2019-12-25  [2024-08-02]. （原始内容存档于2024-08-02） （美国英语）.
84. ↑  Bacon, John. . USA TODAY.   [2024-08-02]. （原始内容存档于2024-01-16） （美国英语）.
85. ↑  Graphics, W. S. J. . WSJ.   [2024-08-02]. （原始内容存档于2023-10-12） （英语）.
86. ↑  . ghostarchive.org.   [2024-08-02].
87. ↑  . ghostarchive.org.   [2024-08-02].
88. ↑  . 2020-06-08  [2024-08-02]. （原始内容存档于2024-05-01） （法语）.
89. ↑  . Le Figaro. 16 February 2021 （法语）.
90. ↑  Sayej, Nadja. . Architectural Digest. 2021-04-13  [2024-08-02]. （原始内容存档于2024-08-02） （美国英语）.
91. ↑  . www.leboisinternational.com. 2022-06-07  [2024-08-02]. （原始内容存档于2022-07-20） （法语）.
92. ↑  . France 24. 2021-09-18  [2024-08-02]. （原始内容存档于2023-06-28） （英语）.
93. ↑  . www.epochtimes.com.   [2024-08-02]. （原始内容存档于2023-12-22）.
94. ↑  Willsher, Kim. . The Guardian. 2022-04-14  [2024-08-02]. ISSN 0261-3077 （英国英语）.
95. ↑  Solomon, Tessa. . ARTnews.com. 2022-04-15  [2024-08-02]. （原始内容存档于2024-04-08） （美国英语）.
96. ↑  . www.cbsnews.com. 2022-04-14  [2024-08-02]. （原始内容存档于2023-10-02） （美国英语）.
97. ↑  張渝萍. . 公視新聞網. 2024-12-08 （中文（臺灣））.
98. ↑  Solomon, Tessa. . ARTnews.com. 2022-03-17  [2024-08-02]. （原始内容存档于2023-10-02） （美国英语）.
99. ↑  Cassella, Carly. . ScienceAlert. 2023-03-19  [2024-08-02]. （原始内容存档于2023-06-05） （美国英语）.
100. ↑  Ouellette, Jennifer. . Ars Technica. 2024-01-05  [2024-08-02]. （原始内容存档于2024-01-22） （美国英语）.
101. ↑  l'Héritier, Maxime; Azéma, Aurélia; Syvilay, Delphine; Delqué-Kolic, Emmanuelle; Beck, Lucile; Guillot, Ivan; Bernard, Mathilde; Dillmann, Philippe. . PLOS ONE. 2023, 18 (3): e0280945. Bibcode:2023PLoSO..1880945L. PMC 10016711 . PMID 36920957. doi:10.1371/journal.pone.0280945 .
102. ↑  . The Art Newspaper - International art news and events. 2022-11-22  [2024-08-02]. （原始内容存档于2024-08-02）.
103. ↑  . France 24. 2024-11-23  [2024-12-07]. （原始内容存档于2024-11-27） （英语）.
104. ↑  . 香港01. 2024-12-08 （中文（香港））.
105. ↑  . 巴士的報. 2024-12-07.
106. ↑  . 明報新聞網 - 每日明報 daily news （中文（繁體））.
107. ↑  Marcel Aubert, Notre-Dame de Paris : sa place dans l'histoire de l'architecture du xiie au xive siècle, H. Laurens, 1920, p. 133. (in French)
108. ↑  Saunders, Father William. . Catholic Exchange. 18 October 2019  [23 June 2019]. （原始内容存档于2022-05-27）.
109. ↑  Buncombe, Andrew. . The Independent. 15 April 2019  [15 April 2019]. （原始内容存档于15 April 2019）.
110. ↑  . Catholic Herald. Catholic News Agency. 18 April 2019  [27 April 2019]. （原始内容存档于18 April 2019）.
111. ↑  Renault and Lazé (2006), page 35
112. ↑  Frazer, James George (1933) ed., Ovid, Fasti （页面存档备份，存于） VI. 131–, Riley (1851), p. 216, tr.
113. 1 2  Wenzler 2018，第97–99頁.
114. ↑  . 1981  [5 August 2018]. （原始内容存档于5 August 2018）.
115. ↑  .   [3 August 2018]. （原始内容存档于3 August 2018） （法语）.
116. ↑  Guyonnet, Paul. . Huffington Post France. 16 April 2019  [16 April 2019]. （原始内容存档于2019-04-16）.
117. ↑  Busson, Didier. . Paris: Académie des Inscriptions et Belles-Lettres. 1998: 445–446. ISBN 2-87754-056-1.
118. ↑  Pénin, Marie Christine. .   [2021-01-01]. （原始内容存档于2020-05-30）.
119. ↑  Gueffier 1763
120. ↑  Follett 2019, pp. 24–25
121. ↑  Lehr, André. . 由Schafer, Kimberly翻译. 2005: 70–71  [2022-08-31]. （原始内容存档于2022-01-25） （德语）.
122. ↑  Sandron 2005.
123. ↑  Doré 2012, p. 200–208.
124. ↑  Doré 2012, p. 203.
125. ↑  Diderot, Denis (编). . . Planches 4. Paris: Chez Briasson, David, Le Breton. 1767  [2022-08-31]. （原始内容存档于2022-10-05） （法语）.
126. ↑  Viollet-le-Duc 1868, p. 193. （页面存档备份，存于）
127. ↑  Durand, Jannic. . Bulletin de la Société nationale des Antiquaires de France. 1993, 1991 (1)  [2022-08-31]. doi:10.3406/bsnaf.1993.11698. （原始内容存档于2022-10-05）.
128. ↑  . BFM TV. 16 April 2019  [17 April 2019]. （原始内容存档于2020-05-26） （法语）.
129. ↑  . Government of France.   [29 April 2019]. （原始内容存档于2022-10-05） （法语）.
130. ↑  Communique of the Press and Communication Service of the Cathedral of Notre-Dame-de-Paris, November 2014.
131. ↑  .   [2019-04-16]. （原始内容存档于2019-04-16）.
132. ↑  .   [2019-04-16]. （原始内容存档于2021-02-01）.
133. ↑  Alix Martichoux. . SFGATE. 2019-04-15  [2019-04-16]. （原始内容存档于2019-04-16）.
134. ↑  James, Sarah. . PC Gamer. 2019-04-17  [2019-04-17]. （原始内容存档于2019-04-17） （美国英语）.

## 外部連結
- . Mérimée database of 法國歷史遺蹟. France: 法國文化部. 1993  [17 July 2011]. （原始内容存档于2022-06-01） （法语）.
- 巴黎圣母院官方網站 （页面存档备份，存于） （英語）與 （法語）
- 巴黎圣母院之友官方網站 （页面存档备份，存于）
- 巴黎圣母院火災 （页面存档备份，存于）
- List of Facts about Notre-Dame de Paris （页面存档备份，存于）
- Notre-Dame de Paris's Singers
- Official site of Music at Notre-Dame de Paris
- 全景 （页面存档备份，存于）
- Further information on the Organ with specifications of the Grandes Orgues and the Orgue de Choeur （页面存档备份，存于）
- Photos: Notre-Dame de Paris – The Gothic Cathedral （页面存档备份，存于）, Flickr
- Notre Dame Cathedral Facts （页面存档备份，存于）
- Tridentine Mass celebrated in Notre-Dame in 2017 （页面存档备份，存于）